# Liste der Straßen und Plätze in Berlin-Lichtenrade

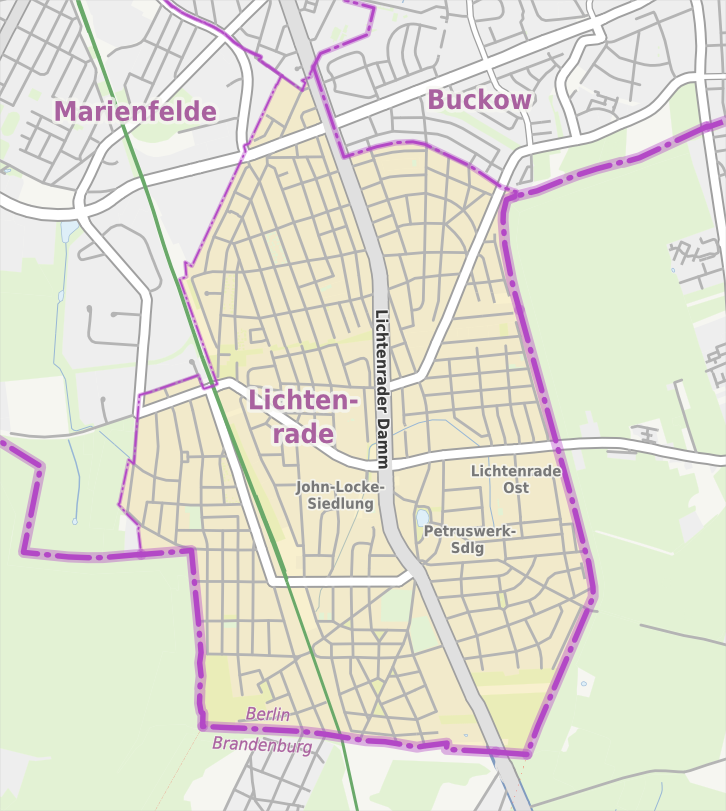
Übersichtskarte von Berlin-Lichtenrade

Die Liste der Straßen und Plätze in Berlin-Lichtenrade beschreibt das Straßensystem im Berliner Ortsteil Lichtenrade mit den entsprechenden historischen Bezügen. Gleichzeitig ist diese Zusammenstellung ein Teil der Listen aller Berliner Straßen und Plätze.

## Überblick

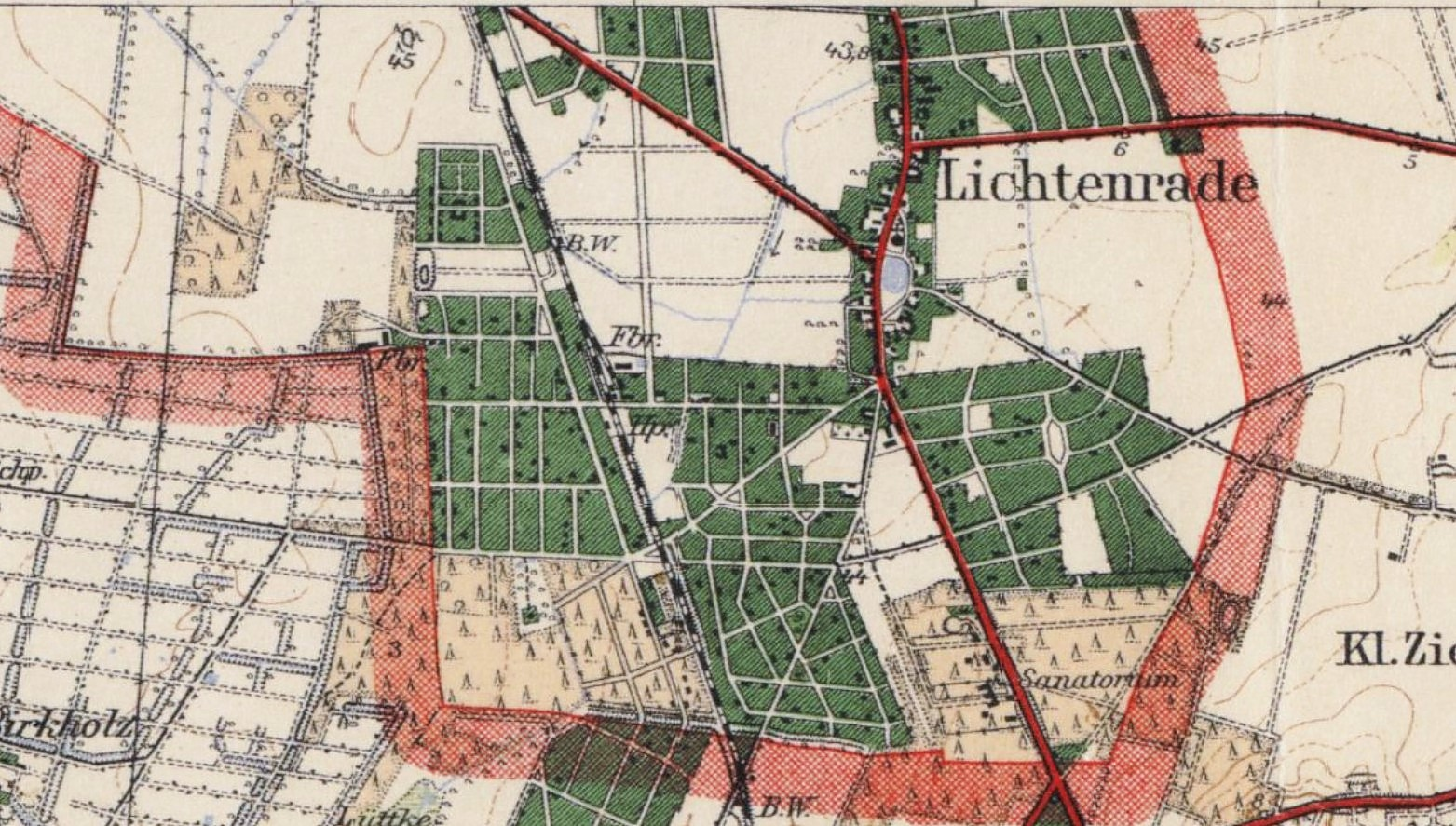
Straßenverläufe in Lichtenrade (nach der Landesaufnahme bis 1920)

Lichtenrade hat 52.790 Einwohner (Stand: 31. Dezember 2024) und umfasst die Postleitzahlenbereiche 12305, 12307 und 12309. Im Ortsteil gibt es 187 gewidmete Straßen und 14 benannte Plätze. Acht Straßen gehören teilweise auch zu den Nachbarortsteilen Mariendorf, Marienfelde und Buckow.
Der alte Ortskern um Alt-Lichtenrade bildet den von flämischen Siedlern angelegten Siedlungskern, wobei die heutige Straße Alt-Lichtenrade über den Bereich der Dorfstraße hinausgeht und beiderseits an die Chaussee nach Cottbus (seit 1949: Lichtenrader und Kirchhainer Damm) anschließt. Durch diese Straßenführung blieb der alte Dorfkern erhalten. Andererseits förderte diese Chaussee, die Bundesstraße 96, den Anschluss an Berlin und die Besiedlung und den Straßenausbau. Das Hauptstraßensystem mit der Bundesstraße als Nord-Süd-Verbindung durch den Ortsteil wird vom Straßenzug Buckower Chaussee – Marienfelder Chaussee und südlicher durch Schichauweg – Barnetstraße – Groß-Ziethener Straße, ergänzt mit Wünsdorfer Straße – Bahnhofstraße – Im Domstift als Querverbindung erweitert. Nennenswert ist noch die Verbindung mit Buckow und Britz über Fehlingstraße und Töpchiner Weg. Naturgemäß finden sich besonders nach Süden zum Stadtrand hin Siedlungsstraßen. So wurde 1915 im ersten Kriegsjahr das „Bayerische Viertel“ im Südosten des Ortsteils, östlich vom heutigen Kirchhainer Damm, projektiert und Straßen angelegt, jedoch verzögerte sich der Ausbau durch Inflation und die Weltwirtschaftskrise 1929, auch wenn in den „Goldenen Zwanziger Jahren“ Grundstücke 1927/1928 verkauft wurden (im Adressbuch als Baustelle eingetragen). Etwa ab 1925 begann der Ausbau zwischen Schichauweg und Landesgrenze, „Lichtenrade West“ westlich der Dresdener Bahn wurde ausgebaut. Ein Teil der Bebauung lag auf der Marienfelder Feldmark und erfolgte durch die Marienfelder Terraingesellschaft. Dadurch lagen anfangs einige der heutigen Lichtenrader Straßen östlich vom Wäldchen am Königsgraben innerhalb des Verwaltungsbezirks Tempelhof zum Ortsteil Marienfelde. Aufgrund des Zusammenhangs wurde hier die Ortsteilgrenze nach Westen verschoben und Marienfelder Gebiet 1938 dem Ortsteil Lichtenrade zugeordnet. Die Bezeichnung „Kolonie Marienfelde“ bestand noch Anfang der 1960er Jahre. Aber auch beim Verlauf der Grenze zwischen den Verwaltungsbezirken Neukölln und Tempelhof kam es zwischen Marienfelde, Mariendorf, Buckow und Lichtenrade zu geänderten Zugehörigkeiten der Straßen, die dann im Randgebiet des Ortsteils erst später bebaut wurden. Durch den Bau der Mauer kam zwar der Süden des Ortsteils in eine besondere Randlage, auf den Straßenverlauf oder den Ausbau (abgesehen von Unterbrechungen im Grenzgebiet) war der Einfluss in Lichtenrade geringer als in anderen Ortsteilen. Die Sortierung der Namenswahl der Straßen (in der Liste am Datum der Benennung nachvollziehbar) gibt die Besiedlungsentwicklung des Ortsteils in Randlage von Groß-Berlin und um den Dorfkern herum wieder. Obwohl die Bebauungspläne der Siedlungen in Lichtenrade aus den 1910er und 1920er Jahren die heutigen Straßenläufe dokumentieren, gab es strukturelle Änderungen. Mit der südlichen Umgehungsstraße wurde um 1930 der Ortskern entlastet, der Güteraußenring brachte um 1940 unterbrochene Straßenläufe mit sich und die Bebauungspläne nach dem Mauerbau im Jahr 1961 führten zu Änderungen des Verlaufs von der Marienfelder zur Barnetstraße. In den Straßen am Stadtrand führte die Mauer wohl zu eher ruhigeren Lagen und Freiflächen, die seit 1990 bebaut werden.
Das Hauptstraßensystem besteht aus der Bundesstraße 96 die im Zuge von Mariendorfer, Lichtenrader und Kirchhainer Damm mit einer Länge von 4490 Metern auf der Trasse der alten Chaussee durch den Ortsteil führt. Die neu erbaute Provinzial-Chaussee Berlin-Kottbus wurde am 13. Juli 1838 dem Verkehr übergeben im 1. Bauabschnitt. Am 1. Oktober 1838 fuhren die Postwagen nach Dresden nicht mehr über Groß-Ziethen nach Mittenwalde, sondern durch Lichtenrade und auf dem Lehnschulzengut wurde die Posthalterei für den ersten Pferdewechsel auf dem Weg der Post Berlin – Luckenwalde eingerichtet. Die Straße durch den Ortskern wurde bis 1937 über Ackerland als Umgehungsstraße verlegt und in den 1970er Jahren zum heutigen Zustand ausgebaut. Weitere Hauptstraßen im übergeordneten Straßennetz Berlins sind Barnetstraße (1320 Meter), Buckower Chaussee (610 Meter) und der Schichauweg (510 Meter). Hauptstraßen von regionaler Bedeutung (StEP Klasse III) sind der Straßenzug Wünsdorfer Straße – Prinzessinnenstraße – Bahnhofstraße – Goltzstraße mit 2380 Metern, Fehlingstraße – Töpchiner Weg mit 1590 Metern und die Groß-Ziethener Straße mit 1180 Metern. Anschluss zur Autobahn besteht vom Ortsteil aus nur indirekt über die B 96 zum Berliner Ring im Süden, an die A 113 über die B 96a zur Anschlussstelle 7 (Schönefeld-Süd) oder über die Marienfelder Chaussee zur Anschlussstelle 3 (Johannisthaler Chaussee).

## Übersicht der Straßen und Plätze
Die nachfolgende Tabelle gibt eine Übersicht über die vorhandenen Straßen und Plätze im Ortsteil sowie einige dazugehörige Informationen.
- Name/Lage: aktuelle Bezeichnung der Straße oder des Platzes. Über den Link Lage kann die Straße oder der Platz auf verschiedenen Kartendiensten angezeigt werden. Die Geoposition gibt die Lage der ungefähren Mitte der Straßenlänge an.
- Im amtlichen Straßenverzeichnis nicht aufgeführte Verkehrswege sind mit * gekennzeichnet.
- Ehemalige oder nicht mehr gültige Straßennamen sind kursiv gesetzt. Für bedeutende ehemalige Straßen oder historische Straßennamen ist gegebenenfalls eine gesonderte Liste vorhanden.
- Länge/Maße in Metern:
Die in der Übersicht enthaltenen Längenangaben sind  gerundete Übersichtswerte, die in Google Earth mit dem dortigen Maßstab ermittelt wurden. Sie dienen Vergleichszwecken und werden, sofern amtliche Werte bekannt sind, ausgetauscht und gesondert gekennzeichnet.
Bei Plätzen sind die Maße in der Form a × b für rechteckige Anlagen und für (ungefähr) dreieckige Anlagen als a × b × c mit a als längster Seite angegeben.
Sofern die Straße auch in benachbarte Ortsteile weiterführt, gibt der Zusatz ‚im Ortsteil‘ an, wie lang der Straßenabschnitt innerhalb des Ortsteils dieses Artikels ist.
- Namensherkunft: Ursprung oder Bezug des Namens.
- Anmerkungen: weitere Informationen über anliegende Baudenkmale oder Institutionen, die Geschichte der Straße und historische Bezeichnungen.
- Bild: Foto der Straße oder eines anliegenden Objektes.

| Name/Lage                             | Länge/Maße (in Metern)             | Namensherkunft | Datum der Benennung           | Anmerkungen | Bild |
| ------------------------------------- | ---------------------------------- | --- | ----------------------------- | --- | --- |
| Abendrotweg (Lage)                    | 0260                               | westwärts gerichtete Grundstückszählung: zum Abendrot (später: Abendrot-Siedlung) | 9. Sep. 1931                  | Der westliche Teil der Straße zwischen Franziusweg und Friedensweg wurde 1918 als Heimweg angelegt. Hier wurde 1919 der erste Bauabschnitt der Abendrotsiedlung erbaut, noch 1925 als „Siedlung Block I“ bezeichnet. Die ‚Abendrotsiedlung‘ ist eine Kleinhaussiedlung mit Gartenstadtcharakter, die in der Zeit nach dem Ersten Weltkrieg entstand. In den Jahren 1919/1920 wurde sie nach den Zielen des neuen Wohnungsbaus errichtet: wenig Aufwand, geringe Kosten, „gesunder“ Wohnraum und für breitere Bevölkerungsgruppen vorgesehen. Der östliche Teil der Straße zwischen Friedensweg und Wünsdorfer Straße wurde 1925 als Annenstraße angelegt. Er war noch 1928 unbebaut. Beide Teile der Straße wurden 1931 zusammengeführt. Adressbücher bis 1932: Der Heimweg liegt 1922 zwischen Kaiser-Friedrich-Straße (nunmehr: Wünsdorfer Straße) und Friedensweg (hier noch unbebaut) und dem Waldweg. Zwischen Waldweg (nunmehr: Franziusweg) und Friedensweg sind die Grundstücke 4–10 und 11–18 bebaut und bewohnt. Die Annenstraße ist dann im Adressbuch 1928 von der Kaiser-Friedrich-Straße abgehend und unbebaut aufgeführt (1932: bis Friedensweg, zwei bebaute Grundstücke). Im Adressbuch 1932 findet sich die Anmerkung: „Während der Drucklegung mit dem Heimweg vereinigt und in Abendrotweg umbenannt. [… unter Abendrotweg:] siehe Annenstraße und Heimweg“ Von der Kaiser-Friedrich-Straße her sind die Grundstücke 1, 3, 7 (links) bebaut und bewohnt, die Grundstücke 5–10 bis Friedensweg (rechts) als Baustelle bezeichnet. | |
| Alt-Lichtenrade (Lage)                | 2060 + 280 (östliche Umgehung)     | Dorfstraße im alten Dorfkern von Lichtenrade. Nach der Bildung von Groß-Berlin 1920 gab es viele Straßen dieses Namens in Berlin. Diese wurden 1949 umbenannt und erhielten das Präfix „Alt-“, gefolgt vom Ortsteilnamen. | 31. Aug. 1949                 | Seit dem 13. Jahrhundert befand sich hier die Dorfstraße. Nördlich schloss sich die Straße Richtung Berlin an, seit 1921 Berliner Straße genannt. Mit dem Bau der Umgehungsstraße 1926 wurden die Dorfstraße und ein angrenzender Abschnitt der Berliner Straße (mit den Grundstücken 1–34) zu Nebenstraßen, beide wurden 1949 zusammengefasst und in Alt-Lichtenrade umbenannt. Alt-Lichtenrade ist eine ruhige Wohnstraße. Der nördliche Teil führt von der Potsdamer Straße (nahe Lichtenrader Damm) über die Kreuzungen Töpchiner Weg/Fehlingstraße und Groß-Ziethener Straße. Südlich davon beginnt der alte Dorfkern mit Kopfsteinpflaster und alten Gutshäusern. Hinter der Dorfkirche teilt sie sich in zwei Äste auf und bildet einen Rundweg um den Giebelpfuhl und den Hermann-Wundrich-Platz. Südlich werden die Äste wieder zusammengeführt, am südlichen Ende knickt die Fahrbahn für etwa 30 Meter scharf nach Osten ab. Das südliche Ende der alten Dorfstraße wurde zum Fußweg zur Straße Im Domstift. Die noch gut erhaltene alte Dorfanlage mit Kirche und Dorfteich, altem Feuerwehrhaus, Dorfkrug und dem Pfarrgehöft bietet den Kontrast zu benachbarten Wohnbauten. 1898 wurde die Volksschule mit fünf Klassen für 238 Kindern durch Hauptlehrer Klaffke in Alt-Lichtenrade 103 (jetzt ein Jugendcafé) eingerichtet. Am 20. Oktober 1909 wurde der Grundstein für das Feuerwehrhaus in Alt-Lichtenrade 97 gelegt, hier tagte auch die Gemeindevertretung. Adressbuch 1922: Hier ist die Dorfstraße von Berliner/Lutherstraße mit der Schmiede in Grundstück 1 über die Marienfelder Straße (zwischen 9 und 10), Kaiser-Wilhelm-/Goltzstraße (22 und 23) und Dorfaue (28 Fourragehandlung und 29), Bayrische Straße (33 und 34) zur Berliner / Groß-Ziethener Straße (Grundstück 46, Eigentümer ist der Landwirt Kaufmann) aufgeführt. Die Berliner Straße ist zwischen Groß-Ziethener / Dorfstraße (Grundstück 1) und mit Grundstück 128 (Baustelle) an der Nordecke der Dorfstraße. | Alt-Lichtenrade: Dorfkirche |
| Alvenslebenplatz (Lage)               | 0110 × 80 × 80                     | Constantin von Alvensleben (1809–1892), preußischer General |                               | Der Platz erhielt zwischen 1914 und 1921 seinen Namen. Der dreieckige Platz mit einer zentralen Grünfläche liegt südlich an der Kirchbachstraße und geht im Süden in die Alvenslebenstraße über, von Norden mündet an der Westecke die Mellener Straße. Der Platz ist mit zwei bebauten Grundstücken beidseits der Alvenslebenstraße im Adressbuch 1922 zwischen Roon-/Kirchbachstraße, Alvenslebenstraße und Werder-/Kirchbachstraße aufgeführt. Die Fahrwege um die zentrale Grünfläche und einen Kiesweg sind gepflastert. | Alvenslebenplatz von Nordwesten aus gesehen |
| Alvenslebenstraße (Lage)              | 0270                               | Constantin von Alvensleben (1809–1892), preußischer General |                               | Die Alvenslebenstraße erhielt zwischen 1914 und 1921 ihren Namen. Sie liegt zwischen Alvenslebenplatz und Steinmetzstraße. Im Adressbuch 1922 ist die Alvenslebenstraße zwischen Alvenslebenplatz/ Manteuffelstraße mit dem unbebauten Grundstück 1 und 9 (fortlaufend) bis Papestraße, mit dem bebauten Grundstück 3, 6, 7 (2, 4, 5 und 8 sind unbebaut) zur Steinmetzstraße. Im 21. Jahrhundert stehen an der Alvenslebenstraße die Wohnhäuser der Alvenslebenstraße 1–21a (ungerade) und 2–22 (gerade). In Berlin-Schöneberg gibt es eine weitere Straße gleichen Namens (1–26 fortlaufend). | Alvenslebenstraße |
| Angermünder Straße (Lage)             | 1200                               | Angermünde, Stadt in Brandenburg | nach 1914                     | Die Straße liegt zwischen Rademeierweg und der Potsdamer Straße, dabei endet sie südlich von letzterer als Sackgasse vor der Schwedter Straße und liegt östlich parallel zur Bernauer Straße, die ihrerseits in die Schwedter Straße mündet. Die Straße erhielt zwischen 1914 und 1921 ihren Namen. Mit Wirkung vom 1. Januar 1977 wurde die Verlängerung westlich vom Grundstück 81 einbezogen. | Angermünder Straße nach Nord vom Griembergweg |
| Aschaffenburger Straße (Lage)         | 0530                               | Aschaffenburg, Stadt in Bayern | nach 1914                     | Die Straße wird dem Bayerischen Viertel zugeordnet und liegt zwischen Wittelsbacher- und Tietjenstraße in Verlängerung der Skarbinastraße parallel zur Stadtgrenze. Sie verlief 1929 von der Würzburger zur Wittelsbacherstraße, 1938 führte sie bis zur Groß-Ziethener Straße. Am 1. August 1978 wurde ein Teil der Aschaffenburger Straße ab Tietjenstraße in Skarbinastraße umbenannt. | Bus der Ringlinie 175 in der schmalen Aschaffenburger Straße                                                                                                 |
| Augsburger Platz (Lage)               | 0110 × 50                          | Augsburg, Stadt in Bayern | 1915                          | Zum Augsburger Platz gehören die Grundstücke 3, 4 auf der Westseite, 5–8 auf der Ostseite. Der Schmuckplatz hat einen begrünten Mittelteil auf dem sich ein Spielplatz befindet, wobei die Augsburger Straße in Nord-Süd-Richtung in zwei Randstraßen um den Platz führt. Im Norden wird er von der Nürnberger und Fürther Straße gerade begrenzt. Im Süden bilden die Regensburger (nach West) und die Landshuter Straße (nach Ost) einen Bogen. Die begrünte Platzfläche hat so die Form eines Schildes. Der Platz gehört zum Bayerischen Viertel, wobei diese Bezeichnung wegen des gleichnamigen Viertels in Schöneberg verblasst ist. Nach den Angaben im Adressbuch 1922 ist der Augsburger Platz bereits teilweise bebaut, während die Augsburger Straße (zur Bamberger Straße angegeben) noch unbebaut ist. | Südlicher Augsburger Platz |
| Augsburger Straße (Lage)              | 0110 + 530 (über den Platz hinweg) | Augsburg, Stadt in Bayern | 1915                          | Sie liegt zwischen Bamberger und Pasinger Straße und ist überwiegend mit ein- und zweigeschossigen Siedlungshäusern bebaut. Sie geht über letztere als Sackgasse zum Seniorenheim (in 8/19) an der Parkfläche des Wäldchens am Kirchhainer Damm. Die Grundstücke der Straße folgen der Hufeisennummerierung, an der Westseite (rechte Straßenseite) von 1–19 (fortlaufend) und auf der Ostseite nach Norden von 30 bis 48. Die fehlenden Grundstücksnummern führen in die Parkfläche des Wäldchens am Kirchhainer Damm. Die Augsburger Straße wurde mit der Projektierung der Wohnsiedlung „Bayerisches Viertel“ im Südosten von Lichtenrade 1915 trassiert und teilweise angelegt. Sie ist nach der Bildung von Groß-Berlin laut 1922er Adressbuch noch unbebaut, für 1929 ist der Verlauf zwischen Bamberger Straße und Forst mit sechs bebauten Grundstücken aufgeführt, wobei südlich der Wittelsbacherstraße noch Ackerland ist. | Augsburger Straße · Ehemaliges Seniorenheim am Ende der Augsburger Straße                                                                                    |
| Bahnhofstraße (Lage)                  | 0750                               | vom ehemaligen Ortskern zum S-Bahnhof Lichtenrade, seit 1883 Haltepunkt | um 1906                       | Die Straße liegt in Verlängerung der Prinzessinnenstraße zwischen Bahnstrecke und Goltzstraße. Sie ist eine belebte Wohn- und Geschäftsstraße und beliebtes Einkaufszentrum im Süden der Stadt. Es gibt viele Geschäfte, die von den Inhabern selbst geführt werden, und das Straßenleben wird durch Straßencafés gefördert. Nach Geschäftsschluss ist die Bahnhofstraße allerdings eine eher ruhige Wohnstraße. Über die Prinzessinnenstraße lässt sich der Berliner Mauerweg und das Umland erreichen. Die Straße wurde 1906 angelegt und gepflastert. Im Jahr 1883 wurde in Lichtenrade ein Haltepunkt der Eisenbahnstrecke Berlin–Dresden weit vom Dorf entfernt angelegt. 1891/1892 wurde der Bahnhof in Lichtenrade erbaut und der erweiterte „neue Bahnhof“ wurde am 30. September 1910 dem Verkehr übergeben. | S-Bahnhof Lichtenrade, Bahnhofstraße |
| Bamberger Straße (Lage)               | 0620                               | Bamberg, Stadt in Bayern | nach 1914                     | Die Bamberger Straße liegt zwischen Pechsteinstraße und Kirchhainer Damm im Südosten des Ortsteils in Stadtrandlage. Es ist eine ruhige Wohnstraße mit Einfamilienhäusern. Die nördlichste Straße (parallel zur Nürnberger/Fürther Straße) des wegen seiner Straßennamen auch als „Bayrisches Viertel“ benannten Siedlungsgebiets. Vom Beginn des 20. Jahrhunderts, bis 1948 bestand der Eigenheim- und Grundbesitzerverein „Bayerisches Viertel“ Berlin-Lichtenrade e. V. Dieser Siedlungsname ist weniger gebräuchlich geworden, da damit meist das gleichnamige Viertel in Schöneberg gemeint ist. | Bamberger Straße |
| Barnetstraße (Lage)                   | 1320                               | Barnet, Stadtbezirk von London, Partnerbezirk von Tempelhof | 11. Apr. 1969                 | Die Straße liegt zwischen dem ebenerdigen Bahnübergang der Dresdener Bahn am Bahnhof Schichauweg und dem Lichtenrader Damm. Sie ist eine breite Verkehrsstraße mit Wohnneubauten von mittlerer Höhe der 1960er und 1970er Jahre, die hinter den seither gewachsenen Bäumen einen gewissen Schallschutz bieten. Die Barnetstraße besitzt im Berliner Straßennetz die Kategorie II als übergeordnete Straßenverbindung mit Anschluss an die B 96. Die Großsiedlung an der Barnetstraße zwischen Lichtenrader Damm und Steinstraße wurde 1962–1968 von der Wohnungsgesellschaft Stadt und Land größtenteils in Plattenbauweise erbaut. Die Barnetstraße liegt im größeren Teil auf der vormaligen Trasse der Marienfelder Straße die beim Anlegen der hier entstandenen Großsiedlung umbenannt und bis zum Lichtenrader Damm im Verlauf mit Anschluss zur Groß-Ziethener Straße verlegt wurde. Hier lag zuvor die nach 1923 unter dem Namen Reuterstraße angelegte und bis 1925 nach dem Schriftsteller Fritz Reuter benannte Straße. Sie wurde 1969 in die Barnetstraße einbezogen, zumal es in Berlin mehrere gleichnamige Straßen gab (1923 fünf außerhalb Lichtenrades). Im Adressbuch ab 1927 ist die Reuterstraße von der Lutherstraße abgehend als unbebaut aufgeführt und 1936 sind zwei bebaute Grundstücke verzeichnet. 1943 stehen vier bebaute Grundstücke an der Reuterstraße, die nun zwischen Dorfstraße und Südlicher Umgehungsstraße lag. Mit Barnet unterhält Tempelhof seit 1955 partnerschaftliche Beziehungen. | Straßenschild mit dem Wappen von Barnet · Der S-Bahnhof Schichauweg von der Barnetstraße aus gesehen                                                         |
| Beckmannstraße (Lage)                 | 0230                               | Max Beckmann (1884–1950), Maler | 1. Dez. 1967                  | Die Straße liegt zwischen Tietjen- und Würzburger Straße auf der Trasse der Straße 33 des Bebauungsplans. Die umliegenden nach Malern benannten Straßen führten zum Begriff „Malerviertel“ für das Wohngebiet im Südosten des Volksparks Lichtenrade, wobei dieser Name für Neu-Friedenau im ehemaligen Bezirk Schöneberg geläufiger wurde. | Beckmannstraße |
| Beethovenstraße (Lage)                | 0460                               | Ludwig van Beethoven (1770–1827), Komponist | vor 1922                      | Die zweispurige gepflasterte Straße hat Gehwege mit einem Grünstreifen an beiden Seiten und liegt zwischen Lortzingstraße und Stadtgrenze zu Mahlow, parallel zwischen Hilbert- und Brahmsstraße. Über den ehemaligen Mauerstreifen, seit Abriss der Mauer ein Waldstreifen, setzt sie sich im Brandenburger Nachbarort als Arcostraße fort, wobei sich die Stadtgrenze außer dem Ortsschild und dem Ende der 30er-Zone auch mit dem Wechsel von Berliner Pflaster- zu Brandenburger Asphaltstraße bemerkbar macht. Die Straße ist mit Einfamilienhäusern auf den Grundstücken 1–37 (fortlaufend) bebaut und wurde vor 1922 im Siedlungsgebiet Lichtenrade West zusammen mit weiteren nach Musikern benannten Straßen angelegt und nach 1922 bebaut. (Adressbuch 1922: unbebaut ab Lortzingstraße) | Beethovenstraße, im Hintergrund die Stadtgrenze zu Mahlow |
| Bernauer Straße (Lage)                | 1150                               | Bernau bei Berlin, Stadt in Brandenburg | nach 1919                     | Die Bernauer Straße liegt zwischen Rademeierweg (Bezirksgrenze) und Schwedter Straße und setzt den aus Buckow kommenden Künheimer Weg fort. Am Südende der Bernauer zur Schwedter Straße gibt es nur einen einspurigen Fahrweg, von der Schwedter Straße gibt es für Kraftfahrzeuge keine Durchfahrt nach Alt-Lichterfelde. Die Bernauer Straße ist mit älteren Einfamilienhäusern und teilweise neueren Mehrfamilienhäusern bebaut, teilweise sind die Gehwege wenig ausgebaut. Im Adressbuch 1922 ist die Straße aufgeführt und liegt zwischen Ackerland an der Potsdamer Straße und der Gemarkung Buckow, über Frankfurter, Landsberger, Soldiner, Landsberger Straße. Gegenüber zwischen Frankfurter Straße und Buckow liegt die „Siedlung Block 3“, allerdings steht erst ein einziges Gebäude, das Züche'sche Haus eines Bürobeamten. | Bernauer Straße nach Nord vom Griembergweg. |
| Blohmstraße (Lage)                    | 1030 im Ortsteil                   | Hermann Blohm (1848–1930), Schiffbauingenieur und Unternehmer | 4. Aug. 1930                  | Die Straße liegt zwischen Wünsdorfer und Egestorffstraße am Südwestrand des Ortsteils, sie berührt die Stadtgrenze, entsprechend führte sie an der Mauer, seit deren Abriss ein Grünstreifen, vorbei und ist in diesem Bereich nur nördlich bebaut. Die Straße führt am Westende in das Wäldchen am Königsgraben wo ein gepflasterter Parkplatz besteht. Hier gehören 180 Meter des südlichen Straßenrandes mit dem Interkulturellen Generationengarten zum Nachbarortsteil Marienfelde, der Gewerbebetrieb liegt auf der Ortsteilgrenze zur Stadtgrenze hin, gehört allerdings zum größten Teil zu Lichterfelde. Die Blohmstraße ist überwiegend mit einzelnstehenden Mehrfamilienhäusern bebaut. Die Viktoriastraße wurde am 13. Februar 1957 in die Blohmstraße einbezogen. Noch im Adressbuch 1943 ist die Blohmstraße für den Ortsteil Marienfelde notiert, die Viktoriastraße für Lichtenrade. Die Viktoriastraße liegt zwischen Wünsdorfer Straße / Prinz-Heinrich-Straße und der Gemarkung Marienfelde (Blohmstraße), gekreuzt werden Rangsdorfer, Charlotten-, (nördlich) und Cecilienstraße, die Straße ist fast vollständig mit Mehrfamilienhäusern bebaut und vermietet. Die Blohmstraße, (Post Lichtenrade) auf Marienfelder Flur, liegt dagegen zwischen der Gemarkung Osdorf. Bis zur Egerstorffstraße befindet sich Ackerland, über Grätzschmannpfad, Hoeschweg, Illigstraße führt sie zum Ackerland an der Viktoriastraße zur Gemarkung Lichterfelde. Bebaut ist sie mit drei Einfamilienhäusern und einem Sommerhaus. Das 1957 mit der Änderung der Gemarkungsgrenze der Name Blohmstraße übernommen wurde, liegt wohl daran, dass es (1943) in zwölf Berliner Ortsteilen Viktoriastraßen gab. | Mechatronikunternehmen an der Blohmstraße · Siedlung im Bau südlich der Blohmstraße                                                                          |
| Bodmerstraße (Lage)                   | 0160                               | Johann Georg Bodmer (1786–1864), Schweizer Unternehmer | 4. Aug. 1930                  | Sie wurde als Straße 98 nach Bebauungsplan trassiert. Die schmale Betonstraße mit Gehwegen liegt zwischen Nuthestraße und Steinstraße, nach Osten durch die John-Locke-Straße verlängert. Die Straße ist mit Einfamilienhäusern bebaut. Der Namensgeber Bodmer konstruierte die verzahnten Räder, produzierte die erste von hinten zu ladende Kanone für Sprenggeschosse. 1809 siedelte Bodmer nach St. Blasien im Schwarzwald über und richtete eine Baumwollspinnerei und eine mechanische Werkstatt ein. Im Jahr 1816 wurde ihm die Verantwortung für die großherzoglichen Eisenwerke und für die Gewehrfabrik am Ort übertragen. In Manchester baute Bodmer eine Maschinen- und Werkzeugfabrik und machte Erfindungen auf dem Gebiet der Baumwollspinnerei, der Werkzeugherstellung sowie für den Maschinenbau. 1848 war Bodmer am Bau der österreichischen Semmeringbahn beteiligt. Die Straße ist 1943 mit zwei Einfamilien- und vier Sommerhäusern bebaut. Im heutigen Verzeichnis sind die Grundstücke 1–11 (ungerade) und 2–12a (gerade) notiert. | |
| Bohnstedtstraße (Lage)                | 0280                               | Wilhelm Bohnstedt (1798–1866), Grundbesitzer in Lichtenrade | 1. Nov. 1953                  | Die Straße ist als Straße 26 nach Bebauungsplan trassiert und wurde am Beginn der 1950er Jahre angelegt, sie liegt zwischen Im Domstift und dem Hanowsteig. Die Betonstraße ist an der Südseite direkt am Gehweg mit Siedlungshäusern (2–26) bebaut, die Nordhälfte der Straße ist ein Grünstreifen mit Rasen und Bäumen, an dem die Häuser (1–23) stehen, er führt als Fahrweg noch über den Hanowsteig (Grundstücke 27, 29 und 28, 28a) bis Lichtenrader Graben. Der Lichtenrader Graben ist am Ende der Straße in einem Grünstreifen vor dem Gelände der Nahariya-Schule in Straßenbreite (22 Meter) für fünf Meter überführt. Bohnstedt besaß 1829–1856 den Lehnschulzenhof mit der Posthalterei auf dem Weg von Berlin nach Zossen, die unweit an der Chaussee lag. | Bohnstedtstraße |
| Bornhagenweg (Lage)                   | 0850                               | Wilhelm Gottlieb Bornhagen (1791–1866) und Carl Wilhelm Albert Bornhagen (1825–1898), Besitzer des Lehnschulzenhofes und Posthalter in Lichtenrade                                                                        | 1. Nov. 1953                  | Die Straße liegt zwischen Aschaffenburger Straße und Alt-Lichtenrade. Die nach Bebauungsplan trassierte Straße 32 wurde 1953 als Bornhagenweg benannt, in diesem Abschnitt stehen vorrangig Einfamilienhäuser, wobei die Grundstücke teilweise später mit größeren Wohnhäusern bebaut wurden. Durch den Bau der Großsiedlung in Lichtenrade ab 1963, wurde der Verlauf der Bayerischen Straße geändert und nach der Fertigstellung am 1. Februar 1969 wurde ein Abschnitt in den Bornhagenweg einbezogen. Um 1915 war mit dem „Bayerischen Viertel“ die Bayerische Straße angelegt worden. Für 1943 ist der Verlauf der Bayerischen Straße mit Dorfstraße, Straße 23a, Straße 20, Würzburger, Bamberger, Fürther, Landshuter, Wittelsbacherstraße an die Gemarkung Groß- und Klein-Ziethen angegeben, die Bebauung der Bayerischen Straßen ist auf etwa der Hälfte der Grundstücke erfolgt, aber es gibt auch Sommerhäuser, Gartengrundstücke und Ackerland. Der Abschnitt der Bayerischen Straße südlich der Großsiedlung wurde in Pechsteinstraße benannt. Auf Initiative der Geschichtswerkstatt Lichtenrade wurde ein Denkmal mit den Eisenbahnschienen an der Stelle errichtet, wo im Bornhagenweg Häftlinge in Baracken eines Außenlager vom KZ Sachsenhausen inhaftiert waren. Die katholische Baugesellschaft Petruswerk erbaute 1966–1970 die Siedlung am Bornhagenweg. | Gedenkstein Parksiedlung Alt-Lichtenrade |
| Brahmsstraße (Lage)                   | 0140                               | Johannes Brahms (1833–1897), Komponist | nach 1914                     | Die schmale asphaltierte Straße mit einem unbefestigten Gehweg vor den Grundstücken mit Siedlungshäusern wurde zwischen 1914 und 1921 im Gebiet der nach Musikern benannten Straßen in West-Lichtenrade angelegt und benannt. Bei der Bildung von Groß-Berlin gab es in vier Ortsteilen Brahmsstraßen. Die Lichtenrader Brahmsstraße ist noch 1922 unbebaut, 1943 sind die Grundstücke 2 und 3 bebaut und bewohnt. Die Straße mit den an der Ostseite bebauten Grundstücken 1–7a liegt zwischen Lortzing- und Weberstraße. An der westlichen Straßenseite schließt bis an den Mahlower Seegraben der Lortzingplatz an (1943 als Lortzingpark), der in die Parkanlage der Nachtbucht übergeht. | Brahmsstraße |
| Braunfelsstraße (Lage)                | 0920                               | Braunfels, Stadt in Hessen | nach 1914                     | Die Braunfelsstraße wurde zwischen 1914 und 1921 im Nordosten des Ortsteils angelegt und benannt, zusammen mit den umgebenden Straßen nach hessischen Örtlichkeiten. Dieses Viertel (anfangs Lichtenrade-Ost, nunmehr Taunus-Viertel) nördlich der Groß-Ziethener Straße war anfangs durch Ackerland deutlich vom Bayerischen Viertel im Südosten abgegrenzt. Die Braunfelsstraße war dabei die östlichste und verläuft am Rand des Ortsteils, der Stadtgrenze zu Großziethen entlang, sodass sie sich im Randbereich der Berliner Mauer befand, die hinter den Häusern auf der östlichen Straßenseite verlief. Die Straße ist in einen nördlichen Abschnitt zwischen Selters- und Kambergstraße und einen südlichen Ast zwischen Straße 9 und Groß-Ziethener Straße unterteilt. Der nördliche Ast mit den Grundstücken 3–45 (ungerade) und 10–45 (gerade) geht auf beiden Seiten über die genannten begrenzenden Straße als Straßenstumpf hinaus, im Süden als Sackgasse ausgeschildert, im Norden zu den Mehrfamilienhäusern 3–9 (ungerade) unbefestigt. Bebaut mit ein- und mehrgeschossigen Siedlungshäusern sind die Grundstücke an der schmalen Asphaltstraße mit breiten unbefestigten Randstreifen, mitunter wohl in jüngerer Zeit durch größere Erweiterungswohnbauten ersetzt. Zum südlichen Ast gehören die Grundstücke 61–133 und 74–130b. Zwischen den Straßenteilen befindet sich eine Brach-/ Baureservefläche, die von der Kloster-Zinna-Straße her ausgebaut wird und von wo aus auch die Zufahrtsstraße im Verlauf der Braunfelsstraße bis Straße 9 ausgebaut wird. Auch der südliche Ast ist weitgehend mit Einfamilienhäusern bebaut und Gewerbe- und Leerflächen werden in den 2010er Jahren mit mehrgeschossigen Mehrfamilienhäusern verdichtet. Im südlichen Ast befindet sich an der westlichen Straßenseite bis Krontalstraße zwischen Wiesbadener und Homburgstraße die „Schule im Taunusviertel“. Im Adressbuch 1922 ist die Braunfelsstraße durchgehend von Groß-Ziethener bis Seltersstraße mit einem Neubau und einem bebauten und bewohnten Haus 76/77: Gastwirt und Bäcker als Eigentümer verzeichnet, die anderen Grundstücke sind vergeben, aber unbebaut (Bezeichnung im Adressbuch dafür ist Baustelle). Auch für 1943 sind weniger als die Hälfte der Grundstücke bebaut, darunter mehrere Sommerhäuser. Auf der Braunfelsstraße verläuft der Abschnitt des Teltower Dörferwegs, der als Wanderweg Nr. 15 der 20 grünen Hauptwege Berlins geschaffen wurde. Eine Wohnhausbebauung der Ostseite zur Stadtgrenze hin am Nordende des Südabschnitts der Braunfelsstraße/Ecke Kloster-Zinna-Straße (61–65a) ist als Privatgrundstück mit Absperrpollern gegen die Kloster-Zinna-Straße abgesperrt und nur durch eine kantige, teilweise mit Pollern versperrte Überfahrt für Fahrzeuge zugänglich. | Braunfelsstraße nordwärts ab nördlich Ecke Kambergstraße. |
| Briesingstraße (Lage)                 | 0410                               | Laurentius Briesing (16. Jh.), erster Pfarrer in Lichtenrade | 31. Aug. 1949                 | Die Straße wurde nach 1914 als Wilhelmstraße (ohne den Zusatz „Kaiser“) projektiert und zwischen Bahnhof- und Goltzstraße angelegt. Die Straße ist verkehrsberuhigt als 30er-Zone. Namensgebend ist Briesing, der erste Pfarrer in Lichtenrade. Er bekannte sich zur Lehre Luthers und die Bauern setzten ihn 1547 ab. Am Straßennordende (zur Bahnhofstraße) steht die Salvator-Kirche mit den Nebengebäuden, südlich die Stadtbücherei und ein Schulgebäude. Die westliche Bebauung ist durch die Nähe der parallel laufenden Eisenbahnstrecke nur locker, im Weiteren ist die Straße mit Einfamilien- und Mehrfamilienwohnhäusern bebaut. An der Überbrückung des Lichtenrader Grabens (etwa in der Mitte der Straße) steht eine Sporthalle und ein mehrgeschossiges Reihenhaus. Die Alexandra-Stiftung errichtete 1952–1954 die Wohnbauten an der Briesing-/Ecke Bahnhofstraße und am Gerstnerweg. | Das Bürgeramt in der Briesingstraße |
| Buckower Chaussee (Lage)              | 0600 (im Ortsteil)                 | Buckow, Ortsteil des Bezirks Neukölln | nach 1907                     | Die Buckower Chaussee wurde zwischen November 1907 und November 1910 benannt. Zum Ortsteil gehören das Straßenland und die Grundstücke 1–24 und 135–162 auf beiden Straßenseiten zwischen Richar-Tauber-Damm / Halker Zeile und Mariendorfer / Lichtenrader Damm. Nach Westen führt die so benannte Straße in Marienfelde bis zum S-Bahnhof Buckower Chaussee, im Osten setzt die Marienfelder Chaussee diesen Hauptstraßenzug im Süden Berlins fort, der dabei im Ortsteil mit seiner Gesamtlänge zum übergeordneten Berliner Netz gehört (Kategorie II). Entsprechend dieser Bedeutung ist es ein zweibahniger niveaugleicher Verkehrsweg mit je zwei Fahr- und einer Stand- und Parkspur, wobei die Fahrbahnen mit Busverkehr durch einen breiten mit Bäumen bepflanzten Grünstreifen getrennt und an den Kreuzungen mit zusätzlichen Abbiegespuren versehen sind. Trotz dieser kraftfahrzeugdominierten Führung bestehen ausgebaute breite Gehwege an den Grundstücksgrenzen entlang. Die lockere Bebauung der Grundstücke sind ein- und mehrgeschossige Siedlungshäuser. | Buckower Chaussee an der Ecke zum zu Marienfelde gehörenden Richard-Tauber-Damm                                                                              |
| Carl-Steffeck-Straße (Lage)           | 0250                               | Carl Steffeck (1818–1890), Maler | 1. Dez. 1973                  | Die nach Bebauungsplan als Straße 24 trassierte Zufahrt zu den Siedlungshäusern zwischen Im Domstift und Hanowsteig wurde 1973 benannt. Im Adressbuch 1943 ist die Straße 24 bereits als angelegt vermerkt. Diese liegt zwischen Straße 23 bzw. Straße 24a und Straße 20, die rechte Seite ist auf Grundstück 1–9 (fortlaufend) bebaut und bewohnt, an der linken Seite ist Ackerland vermerkt. Nördlich der Straße liegt der Lichtenrader Volkspark, auf der anderen Straßenseite stehen vorwiegend Einfamilienhäuser. | Carl-Steffeck-Straße |
| Cecilienstraße (Lage)                 | 0340                               | Cecilie (1886–1954), letzte Kronprinzessin des deutschen Kaiserreichs | vor 1914                      | Die Cecilienstraße gehört zu den Straßen im Südwesten des Ortsteils, westlich der Bahnstrecke, die bereits vor 1914 angelegt wurden. Wobei Namen der kaiserlichen Familie, aber ohne Zusatz der Adelstitel, genutzt wurden. Im 1922er Adressbuch ist die Cäcilienstraße (mit ä) zwischen Rohrbach- und Elisabethstraße verzeichnet, die Prinzessinnen- und Viktoriastraße kreuzend. Die Grundstücke werden als Baustelle (vergeben, aber unbebaut) aufgeführt, 1943 sind 15 von 24 Grundstücken bebaut und bewohnt, davon einer als Neubau vermerkt. Diese Siedlungsstraße liegt zwischen Prinzessinnen- und Elisabethstraße, nördlich im Franziusweg, südwärts in der Rohrbachstraße fortgesetzt. | Berlin-Lichtenrade Cecilienstraße |
| Charlottenstraße (Lage)               | 0340                               | Sophie Charlotte (1668–1705), Frau des preußischen Königs Friedrich I. | vor 1914                      | Die Charlottenstraße gehört zu den Straßen im Südwesten des Ortsteils, westlich der Bahnstrecke, die bereits vor 1914 angelegt wurden. Wobei Namen der kaiserlichen Familie, aber ohne Zusatz der Adelstitel, genutzt wurden. Diese Siedlungsstraße liegt zwischen Prinzessinnen- und Elisabethstraße, nördlich in der Wildauer Straße, südwärts in der Paetschstraße fortgesetzt. 1922 ist die Straße in den Parzellen vergeben, aber unbebaut, im Adressbuch ist lediglich ein Grundstück der Marmor- und Alabasterfarbik Schrader & Co. zwischen Elisabeth- und Viktoriastraße benannt. 1943 sind etwa die Hälfte der Grundstücke bewohnt und mit Einfamilienhäusern bebaut. Die ruhige Wohnstraße ist neben Einfamilienhäusern auf den Grundstücken 7–32 (fortlaufend) mit mehreren Mehrfamilienhäusern der 1950er Jahre bebaut. | Berlin-Lichtenrade Charlottenstraße |
| Dielingsgrund (Lage)                  | 0500                               | Dielingsgrund, alter Flurname | 1. Nov. 1953                  | Die Straße liegt im Bereich eines tiefliegenden Geländes, das Dielingsgrund genannt wurde. Dielinge waren Beiland zu den Hufenstücken. Die Straße zwischen Lichtenrader Damm und Bernauer Straße ist am Zeißweg, den sie kreuzt, um 20 Meter im Lauf versetzt. Nach der Karte von 1922 gehörte der östliche Abschnitt zur „Siedlung Block 3“. Die als Straße 6a nach Bebauungsplan (wohl 1933) angelegte Siedlungsstraße ist ab 1934 im Adressbuch aufgeführt und zwischen Straße 2 (nunmehr: Zeißpfad) und Bernauer Straße auf der Südseite auf zehn Grundstücken bebaut und bewohnt, im Adressbuch 1943 ist sie auch zwischen Berliner (nunmehr: Lichtenrader Damm) und Bernauer Straße als bebaut und bewohnt vermerkt. Hier befindet sich die „Grundschule im Dielingsgrund“. | Berlin-Lichtenrade Dielingsgrund |
| Dinnendahlstraße (Lage)               | 0350                               | Franz Dinnendahl (1775–1826), erster Erbauer von Dampfmaschinen im Ruhrgebiet | 4. Aug. 1930                  | Die Straße 67 nach Bebauungsplan ist die Trasse der heutigen Straße zwischen Illig- und Egestorffstraße. Im Adressbuch 1931 findet sich die unbebaute Dimmendahlstraße von der Illigstraße abgehend, jedoch ist sie dem Ortsteil Marienfelde zugeordnet. Wie die weiteren westlich der „Kleinhaussiedlung Block I“ (21. Jhd.: Abendrotsiedlung) liegenden Straßen wurden diese auf der „Marienfelder Feldmark“ benannt, eingerichtet und angelegt. Beide Ortsteile gehörten seit der Bildung von Groß-Berlin 1920 gemeinsam zum Verwaltungsbezirk Tempelhof. Auch das 1943er Adressbuch führt die Dinnendahlstraße (Post Bln=Lichtenrade) einschließlich der begrenzenden Straßen (zwischen Illig-, über Goldschmidt- und Egerstorffstraße) für Marienfelde auf, wobei von den 24 nummerierten Grundstücken (1 existiert nicht) sind 12 bebaut und bewohnt. Das LOR-Adressverzeichnis 2012 nennt die Grundstücke 2–24 (gerade) und 3–25 (ungerade) mit Einfamilienhäusern (einige zweigeschossig) bebaut, die südliche Straßenhälfte ist mit befestigtem Gehweg gepflastert, die Nordseite des (nicht benutzten) Straßenlandes ist unbefestigte, mit Bäumen bestanden Rasenfläche. An der Nordseite verläuft der Königsgraben. | Dinnendahlstraße und Königsgraben |
| Dörfelweg (Lage)                      | 0220                               | Georg Samuel Dörffel (1643–1688), Astronom | 31. Aug. 1949                 | Der Dörfelweg ist eine leicht gebogene ruhige dreispurige Betonstraße mit Siedlungshäusern zwischen Kettinger und Eisnerstraße. An der Eisnerstraße liegt die Ortsteilgrenze und von dieser Ecke geht ein 750 Meter langer Rad- und Fußweg an der Bahnstrecke durch Grünland und Gewerbegebiet auf Marienfelder Gebiet zum S-Bahnhof Buckower Chaussee. Auf einer dreieckigen Fläche an dieser (westlichen) Straßenecke, die in das Marienfelder Gewerbegebiet ragt, nördlich der Dörfelstraße wurden acht Reihensiedlungshäuser (12, 12a, 16, 16a, 16b, 18, 18a, Rapstedter Weg 72a) in den 2000er Jahren errichtet, die Grundstücke 14–14e sind noch frei. Der Dörfelweg ist im Bebauungsplan als Straße 27 trassiert worden. | Reihenhäuser im Dörfelweg |
| Dossestraße (Lage)                    | 0210                               | Dosse, Fluss in Brandenburg |                               | Die Straße liegt in der Nähe des S-Bahnhofs Schichauweg zwischen Nuthestraße und Barnetstraße (vormals: Marienfelder Straße), nach Südosten geht die Rhinstraße ab. Die Straße ist im Adressbuch verzeichnet, jedoch noch 1931 unbebaut. Für 1943 ist das Holz’sche Haus verzeichnet und das Grundstück 9 (fortlaufend) bebaut und bewohnt. 2012 bestehen die Grundstücke in Orientierungsnummerierung 1–11 (ungerade) und 4–14c (gerade). | |
| Egestorffstraße (Lage)                | 0660 (im Ortsteil)                 | Georg Egestorff (1802–1868), Unternehmer | um 1931                       | Die Egestorffstraße liegt am westlichen Ortsteilrand zwischen Blohmstraße und Schichauweg. Zwischen Blohm- und Dinnendahlstraße liegt sie vollständig, nach Norden, zum Schichauweg, liegen jedoch nur die östlichen Grundstücke im Ortsteil. Die Straße und die Westseite entlang am Poleigraben und dem Wäldchen am Königsgraben gehört zu Marienfelde. Noch im Adressbuch 1942 ist die gesamte Straße, wie auch die östlicher liegenden dem Ortsteil Marienfelde zugeordnet, da beim Ausbau der Siedlung die Entwicklung auf Marienfelder Flur führte. Der Ausgleich der Gebiete erfolgte erst um 1950. Aktuell gehören die Grundstücke 1–59 (ungerade) und 30–60 (gerade) zum Ortsteil. Die Eggersdorfer ist eine ruhige Wohnstraße an der südlichen Stadtgrenze, überwiegend mit Einfamilienhäusern und Reihenhäusern. Westlich der Straße liegt die Marienfelder Feldmark mit dem Wäldchen am Königsgraben. Die Straße erhielt ihren Namen zwischen 1930 und 1932. Im Juni 1929 wurde der Bebauungsplan für dieses Marienfelder Terrain vorgestellt und die Egestorffstraße entstand bei der Realisierung des Plans. Am 30. Januar 1933 wurde der Straßennamen von Egerstorff- in Egestorffstraße korrigiert. Am 1. April 1969 wurde der Abschnitt zwischen dem Poleigrund und dem Schichauweg als Verlängerung der Motzener Straße in diese einbezogen. Egestorff entwickelte das väterliche Unternehmen weiter, gründete 1824 die erste Zuckerraffinerie und die Saline Egestorff-Hall und 1835 eine Eisengießerei. Ab 1850 gründete er eine chemische Fabrik in Linden und noch weitere Unternehmungen (Hanomag). | Wohnhäuser an der Egestorffstraße · Südliches Ende der Egestorffstraße                                                                                       |
| Egsdorfer Weg (Lage)                  | 0190                               | Egsdorf, Ortsteil der Stadt Teupitz in Brandenburg | 16. Mai 1938                  | Die Straße wurde als Meyerbeerstraße auf dem besiedelten Eckstück in der Nachtbucht (Musikerviertel, zu Lichtenrade West) angelegt. Im Adressbuch von 1922 ist die Meyerbeerstraße als unbebaute Seitenstraße der Straußstraße aufgeführt. 1938 wurde sie in der Zeit des Nationalsozialismus auf Grund der jüdischen Herkunft der Familie Meyerbeer umbenannt. Die Straße liegt in einem rechtwinkligen Verlauf zwischen Strauß- (ostwärts) und Lortzingstraße (am Lortzingplatz nordwärts) im Südwesten des Ortsteils. Der Egsdorfer Weg ist eine zweispurige Betonstraße mit ausgebauten Gehwegen, die heutigen Grundstücke 1–13 (ungerade) und 2–14 (gerade) sind mit teilweise mehrgeschossigen Siedlungshäusern bebaut. 1943 sind für den Egsdorfer Weg zwischen Straußstraße und Feldmark lediglich das Kramer'sche und das Donath'sche Haus als bebaute Grundstücke notiert. | Egsdorfer Weg |
| Eisnerstraße (Lage)                   | 0510                               | Kurt Eisner (1867–1919), Politiker (USPD) | 31. Aug. 1949                 | Die Straße liegt zwischen Dörfelweg und Kettinger Straße an der Bahnlinie entlang die hier zu Marienfelde gehört. Die Straße hieß seit Beginn der 1930er Jahre Straße 24a. Dieses Gebiet zwischen der westlichen Straßenseite und der Bahnlinie ist als Gewerbegebiet ausgezeichnet als Grundstück 10 (nördlich) bezeichnet, in der amtlichen Liste sind auch 50–54 (gerade) ausgewiesen. Das Gleichrichterwerk Eisnerstraße 52 ist als Kulturdenkmal gelistet., auf Grundstück 54 befindet sich das Gelände des Vereins Jugend und Hund. Die Eisnerstraße ist ein schmales Asphaltband, das die Zufahrt zu den Einfamilienhäusern der Grundstücke 9–51 (ungerade) ermöglicht. Die hier liegenden Grundstücke sind teilweise mit Hintergrundstücken in der Tiefe zur Kettinger Straße gestaffelt, der Scheerbartweg bietet im nördlichen Teil den Zugang. Nach den Planunterlagen bestehen für die Hintergrundstücke der Eisnerstraße Wegerechte. Die als Gewerbefläche ausgewiesene Waldseite der Straße wird vorwiegend als Platz für die parkenden Fahrzeuge der Anwohner genutzt. Hier lag im Ortsteil die Einmündung des Güteraußenrings in die Dresdener Bahn mit Zuführung eines Industriegleises zum nördlich gelegenen Marienfelder Gewerbegebiet. Die Situation um 1987 lässt sich aus dem Bebauungsplan XIII-223 entnehmen. | Eisnerstraße |
| Ekensunder Platz (Lage)               | 0150 × 150 × 80                    | Ekensund (deutscher Name von Egernsund), Gemeinde in Dänemark | 16. Mai 1938                  | Der Platz war vor 1926 als Schmuckplatz unter dem Namen Auerbachplatz eingerichtet worden, aber 1926 noch unbebaut. Er liegt zwischen Ekensunder Weg (nördlich), Barnetstraße (südlich) und Krusauer Straße (westlich), bis zum Anschluss der Geibelstraße (westlich). Es gibt eine Grünfläche mit Tennis- und Spielplatz und eine Rasenfläche mit einigen Bäumen. Dem Platz sind keine Grundstücke zugeordnet. Der 1938 namensgebende nordschleswigsche Ort kam nach einer Volksabstimmung vom Februar 1920 an Dänemark. | Sportanlagen auf dem Ekensunder Platz |
| Ekensunder Weg (Lage)                 | 0400                               | Ekensund (deutscher Name von Egernsund), Gemeinde in Dänemark | 16. Mai 1938                  | Der Ekensunder Weg liegt zwischen Halker Zeile und Barnetstraße (Ekensunder Platz). Der Weg ist eine dreispurige Pflasterstraße in einer 30er-Zone und für Lkw (außer Anlieger) nicht zugelassen. Bebaut ist die Straße mit älteren Einfamilienhäusern und neueren Typensiedlungshäuser sowie einigen Stadtvillen. Die Straße war nach dem Ersten Weltkrieg als Auerbachstraße an der Marienfelder Straße angelegt worden, 1926 noch unbebaut. Der namensgebende nordschleswigsche Ort kam im Ergebnis des Versailler Abkommens nach einer Volksabstimmung vom Februar 1920 an Dänemark. | Ekensunder Weg |
| Elisabethstraße (Lage)                | 0540                               | Elisabeth (1801–1873), Frau des preußischen Königs Friedrich Wilhelm IV. | vor 1921                      | Die Straße liegt zwischen Wünsdorfer und Illigstraße im Gebiet der Straßennamen nach weiblichen Personen der Hohenzollern. | Elisabethstraße |
| Erich-Hermann-Platz (Lage)            | 0120 × 120 × 60                    | Erich Hermann (1914–1933), Opfer des Nationalsozialismus | 4. Feb. 2004 oder 4. Mai 2005 | Der Platz liegt an der Wünsdorfer und Blohmstraße. Der Platz wurde 1893 als Kaiser-Friedrich-Platz mit dem Siedlungsgebiet angelegt, am 11. Mai 1938 wurde der Name gelöscht. Der seither namenlose Platz wurde 2004 nach dem Jungkommunisten Erich Hermann, benannt. Der damals 18-jährige wurde in der Silvesternacht 1932/1933 dort von dem SA-Mann Fritz Osthof erstochen. Der damalige Täter wurde freigesprochen. | Spielplatz auf dem Erich-Hermann-Platz |
| Falckensteinstraße (Lage)             | 0450                               | Eduard Vogel von Falckenstein (1797–1885), preußischer General | vor 1922                      | Die Straße liegt im Süden des Ortsteils zwischen Horstwalder und Spirdingseestraße etwas westlich vom Kaiserplatz und bildet an der Paplitzer Straße einen kleinen dreieckigen Platz. | Straßenschild der Falckensteinstraße |
| Fehlingstraße (Lage)                  | 0230                               | Jürgen Fehling (1885–1968), Theaterregisseur | 1. Feb. 1974                  | Die Straße liegt zwischen Lichtenrader Damm und Alt-Lichtenrade. Ursprünglich der östliche Teil der Grimmstraße, wurde diese vom Lichtenrader Damm ab 1974 als eigenständige Straße benannt. Sie ist als Verbindung zwischen Lichtenrader Damm und Töpchiner Weg eine regionale Hauptstraße im Berliner Straßennetz. | Fehlingstraße |
| Feldstedter Weg (Lage)                | 0330                               | Feldstedt (deutscher Name von Felsted), Gemeinde in Dänemark | 10. Apr. 1933                 | Die Straße wurde nach 1914 als Bürgerstraße angelegt und 1933 umbenannt. Sie liegt zwischen Lichtenrader Damm und Schillerstraße. Im Adressbuch 1930 steht die Bürgerstraße zwischen Berliner, Arndt-, Gerhardt-, Uhland- und Schillerstraße mit vier Wohnhäusern, in der gesamten Länge zudem mit Grundstücken eines Eigentümers (als Baustellen vermerkt). | Feldstedter Weg |
| Fignerweg (Lage)                      | 0160                               | Wera Figner (1852–1942), russische Revolutionärin | 31. Aug. 1949                 | Die Straße 30 nach Bebauungsplan wurde beim Anlegen unter dieser Bezeichnung weitergeführt. Sie liegt zwischen Kettinger Straße und Rapstedter Weg, wobei sie über letzteren als Sackgasse bis zur Ortsteilgrenze zu Marienfelde weitergeht. Auf Marienfelder Gebiet schließt sich ein Gewerbegebiet an. | Fignerweg |
| Finchleystraße (Lage)                 | 0180                               | Finchley, Teil des Londoner Stadtbezirks Barnet, Partnerbezirk von Tempelhof | 4. Mai 1970                   | Die Finchleystraße ist eine Stichstraße von der Barnetstraße nach Süden auf der Trasse der Straße 451 des Bebauungsplans. Sie gehört als Erschließungsstraße der Großsiedlung an der Barnetstraße zwischen Lichtenrader Damm und Steinstraße, die 1962–1968 von der Wohnungsbaugesellschaft Stadt und Land größtenteils in Plattenbauweise erbaut wurde. | Wohnhäuser der John-Locke-Siedlung an der Finchleystraße |
| Flotowstraße (Lage)                   | 0120                               | Friedrich von Flotow (1812–1883), Opernkomponist | nach 1925                     | Die Flotowstraße liegt zwischen Straußstraße und Lortzingstraße, die Südseite der Straße liegt an der Nachtbucht mit dem Lichtenrader Graben. Bei der Planung in den 1920er Jahren war die Straße an der Südwestecke von Lichtenrade in einem Siedlungsgebiet bis an die Gemarkung Birkfelde vorgesehen, die ein Waldgebiet mit Verbindung zum Wald auf dem vorherigen Mauerstreifen über die Landesgrenze hinweg verbindet. | Flotowstraße |
| Fontanestraße (Lage)                  | 0440                               | Theodor Fontane (1819–1898), Schriftsteller | nach 1918                     | Die Straße liegt zwischen Schiller und Geibelstraße sowie einem Teilstück, Nr. 22–33, von Kettinger Straße abgehend (Sackgasse) Die Straße wurde zwischen 1918 und 1921 benannt und verlief zunächst nur bis zur Geibelstraße. Die Verlängerung bis zur Kettinger Straße wurde am 12. Januar 1932 einbezogen. | Kleingärten der Bahn-Landwirtschaft an der Fontanestraße |
| Föttingerzeile (Lage)                 | 0170 (im Ortsteil)                 | Hermann Föttinger (1877–1945), Elektroingenieur, Hochschullehrer an der Technischen Hochschule Berlin | 1. Juli 1977                  | Die Straße selbst und deren Nordseite gehören zu Mariendorf. Die Grundstücke 11–23 der Föttingerzeile (südwestlicher Teil) liegen im Ortsteil. Die an Lichtenrade anschließenden Grundstücke befinden sich in Marienfelde. Die Straße verläuft zwischen Kettinger Straße und Grimmingweg, da mit Wirkung vom 1. Juli 1977 der Abschnitt der Daimlerstraße im Ergebnis der hier erfolgten Bebauung zwischen Grimmingweg und Kettinger Straße in Föttingerzeile umbenannt wurde. | Haus in der Föttingerzeile, das Haus gehört zu Mariendorf |
| Franziusweg (Lage)                    | 0930                               | Ludwig Franzius (1832–1903), Wasserbauingenieur | 4. Aug. 1930                  | Die ruhige Wohnstraße ist überwiegend mit Reihenhäusern bebaut und verläuft in der Abendrotsiedlung auf der Trasse des vorherigen Waldwegs teilweise in Nord-Süd-Richtung (parallel zum Friedensweg). Sie liegt mit den Grundstücken 3–127a (ungerade) und 4–126 (gerade) zwischen Schichauweg und Elisabethstraße, und führt weiter als Cecilienstraße. An der Ecke zur Maffeistraße liegt die Anlage des Tennis-Club Weiß-Gelb. Nach Bebauungsplan als Straße 162 trassiert und angelegt, wurde bei Änderung der Ortsteilgrenze zwischen Marienfelde und Lichtenrade am 31. August 1949 der Franziusweg um die Straße 416 und den Waldweg verlängert. Die ‚Abendrotsiedlung‘ ist eine Kleinhaussiedlung mit Gartenstadtcharakter, die in der Zeit nach dem Ersten Weltkrieg entstand. In den Jahren 1919/1920 wurde sie nach den Zielen des neuen Wohnungsbaus errichtet: wenig Aufwand, geringe Kosten, „gesunder“ Wohnraum und für breitere Bevölkerungsgruppen vorgesehen. Für die Siedlung wurde 2009 eine Erhaltungsverordnung vom Bezirk beschlossen. 1932 ist der Waldweg zwischen Parkweg (Grundstück 1), Heimweg (8/9), Durchgang zum Friedensweg (24/25) und Grenzweg (28) und an der Westseite zurück mit 29–64 fortlaufend, dabei sind alle Grundstücke bebaut und bewohnt. Der Franziusweg ist auch noch im Adressbuch 1943 für den Ortsteil Marienfelde notiert. Der Waldweg ist (schon) zwischen Maffeistraße, Abendrotweg (8/9) und mit den Grundstücken 13–24 (fortlaufend) über den Durchgang zum Friedensweg weiter aufgeführt. | Franziusweg · Straßenschild des Franziusweges |
| Freiertweg (Lage)                     | 0460                               | Freiert, alte Lichtenrader Bauernfamilie | 4. Aug. 1930                  | Die Straße liegt zwischen Lichtenrader Damm und Soldiner Straße, sie wurde als Straße 1 des Bebauungsplans trassiert. Die Straße 1 ist im Adressbuch 1930 zwischen Berliner Straße, Bernauer Straße und Straße 2 verzeichnet und ist zwischen Ackerland auf drei Grundstücken mit Wohnhäusern bebaut. | Berlin-Lichtenrade Freiterweg |
| Friedensweg (Lage)                    | 0330                               | Eine eindeutige Erklärung für die Namensgebung Friedensweg konnte bisher nicht ermittelt werden | nach 1923                     | Die Straße liegt am Rande der Abendrotsiedlung, die im Bestand geschützt ist. In der ruhigen Wohnstraße stehen überwiegend Reihenhäuser. An der Wünsdorfer Straße endet der Friedensweg für Autos als Sackgasse, Fußgänger und Radfahrer können passieren. Es gibt zwei öffentliche Fußwegeverbindungen durch die Gartenanlagen zum Franziusweg. | Friedensweg |
| Fürther Straße (Lage)                 | 0340                               | Fürth, Stadt in Bayern | vor 1922                      | Die ruhige Wohnstraße mit Kopfsteinpflaster ist überwiegend mit Einfamilienhäusern bebaut. Sie liegt zwischen Würzburger und Nürnberger Straße und wurde in der heutigen Trasse bereits bei der Planung zum Bayerischen Viertel in Lichtenrade-Ost vorgesehen. | Fürther Straße |
| Füssener Straße (Lage)                | 0150                               | Füssen, Stadt in Bayern | 26. Apr. 1957                 | Die Straße wurde als Straße 144 des Bebauungsplans trassiert, angelegt und vor dem Bau der Mauer in unmittelbarer Grenznähe benannt. Sie liegt als T-förmige Stichstraße von der Aschaffenburger Straße ostwärts zur Stadtgrenze. | Die Füssener Straße vom Fuß des Ts aus gesehen |
| Galluner Straße (Lage)                | 0650                               | Gallun, Ortsteil der Stadt Mittenwalde in Brandenburg | 31. Aug. 1949                 | Sie liegt zwischen Horstwalder und Saalower Straße und führt über letztere als Sackgasse zur Stadtgrenze. Die Straße führt westlich am Leopold- und östlich am Kaiserplatz entlang. 1949 wurde sie aus der Blumenthalstraße und der Leopoldstraße zusammengefasst und neu benannt. Beide Vorgängerstraßen wurden zwischen 1914 und 1922 im südlichen Lichtenrade zwischen Bahnlinie und Chaussee (seither: Kirchhainer Damm) angelegt und benannt. Namensgebend waren für die nördlichere Straße im Abschnitt Horstwalder und Paplitzer Straße der Publizist und Theaterleiter Oscar Blumenthal. Für den Teil ab Leopoldplatz und der Gemarkung Mahlow im südlichen Abschnitt war Leopold I., Fürst von Anhalt-Dessau (genannt: der Alte Dessauer), Namensgeber. | Die Sackgasse am Südende der Galluner Straße |
| Gätzschmannpfad (Lage)                | 0160                               | Moritz Ferdinand Gätzschmann (1800–1895), Bergbauingenieur | 4. Aug. 1930                  | In der ruhigen Wohnstraße stehen überwiegend Einfamilienhäuser. Mit der Stadtrandlage bestehen gute Verkehrsverbindung in die Innenstadt und die Nähe zum Berliner Umland und der Marienfelder Feldmark. An der Ecke zur Maffeistraße liegt die Anlage des Tennis-Clubs ‚Weiß-Gelb‘. Der nach Bebauungsplan als Straße 157 trassierte Verkehrsweg liegt zwischen Maffei- und Blohmstraße. | Gätzschmannpfad |
| Geibelstraße (Lage)                   | 1240                               | Emanuel Geibel (1815–1884), Lyriker | 23. März 1898                 | Als Straße 14a nach Bebauungsplan trassiert, wurde sie bereits 1898 angelegt und im zunächst bebauten nördlichen Siedlungsgebiet des Ortsteils benannt. Die Straße liegt zwischen Raabe- und Barnetstraße / Ecke Ekensunder Weg. | Querung der ehemaligen Güteraußenbahn an der Geibelstraße |
| Gerstnerweg (Lage)                    | 0200                               | Franz Anton von Gerstner (1796–1840), Eisenbahningenieur | 4. Aug. 1930                  | Der Gerstnerweg liegt zwischen Stein- und John-Locke-Straße, unweit vom S-Bahnhof Lichtenrade und wurde im Bebauungsplan als Straße 103 trassiert. | |
| Gessepfad (Lage)                      | 0200                               | Gesse, alte Lichtenrader Bauernfamilie | 1. Nov. 1953                  | Der Gessepfad liegt zwischen Freiertweg und Schwebelstraße, trassiert als Straße 8 im Bebauungsplan. Der Straßenname nimmt die Angaben umgebender Straße nach lokalen Familien auf, Gesse ist der Familienname von um 1515 in Lichtenrade ansässigen Anwohnern, vornehmlich Bauern. An der Schwebelstraße stößt sie auf die Kirche der heiligen Märtyrer von Afrika. | Gessepfad |
| Glaserweg (Lage)                      | 0120                               | Friedrich Carl Glaser (1843–1910), Maschinenbauingenieur | 4. Aug. 1930                  | Der Glaserweg liegt im Norden des Ortsteils zwischen Buckower Chaussee und Lenaustraße, er ist im Bebauungsplan als Straße 47 trassiert. Für 1943 ist noch eine Bebauung der acht Grundstücke mit je einem Sommerhaus an der Buckower Chaussee und sechs Einfamilienhäusern genannt. | Glaserweg |
| Goethestraße (Lage)                   | 1100                               | Johann Wolfgang von Goethe (1749–1832), Dichter | vor 1922                      | Sie liegt zwischen Lichtenrader Damm und Kettinger Straße im zunächst bebauten Norden des Ortsteils parallel zwischen Lessing- und Fontanestraße. | Haus in der Goethestraße |
| Goldschmidtweg (Lage)                 | 0640                               | Hans Goldschmidt (1861–1923), Chemiker | 4. Aug. 1930                  | Vorher als Straße 158 trassiert, liegt der Goldschmidtweg zwischen Schichauweg und Maffeistraße. Die Straße wurde auf Marienfelder Flur in Lichtenrade-Ost angelegt, allerdings gehörte das Siedlungsgebiet stets zu der Lichtenrader Besiedlung, später wurde die Ortsteilzuordnung dieser Tatsache angepasst. | Neubausiedlung am Goldschmidtweg |
| Goltzstraße (Lage)                    | 0870                               | Karl Friedrich von der Goltz (1815–1901), preußischer General | 28. Sep. 1911                 | Die Goltzstraße liegt zwischen dem Bahnübergang in Verlängerung der Lortzingstraße und der Kreuzung Lichtenrader / Kirchhainer Damm / Im Domstift. Hier ist der Anschluss an das Gebiet von Alt-Lichtenrade. Die Straße liegt im Verlauf des Landwegs von der Teltowgemeinde Lichtenrade nach Klein-Beeren, diese Straße wurde 1908 gepflastert und vor 1908 bis 1911 als Klein-Beerener Straße benannt. 1943 ist sie zwischen Dorf-, Bahnhof-, Roon-, Moltke-, Bismarck-, Wilhelmstraße, Berlin-Dresdener Eisenbahn, Pape-, Kessel-, Kirchbachstraße und Moltkeplatz notiert und etwa zur Hälfte mit Wohngebäuden bebaut. Einige Grundstücke sind Gärten oder unbelegte Parzellen, manche als Baustellen (vergebene, unbebaute Grundstücke) bezeichnet. Goltzstraße 33 ist das Pfarrhaus an der Roonstraße, der Friedhof (36) gehört organisatorisch zur Kaiserstraße 4. Die 140 Meter der Goltzstraße, die die Bahnhofstraße weiterführen, gehören zu Kategorie III des Berliner Straßennetzes, regionale Hauptstraße | Die Goltzstraße südlich der Bahnhofstraße |
| Grenzweg (Lage)                       | 0300                               | Verläuft an der ehemaligen Ortsgrenze zwischen Marienfelde und Lichtenrade | vor 1922                      | Die Straße liegt zwischen Illig- und Wünsdorfer Straße. Beim Anlegen der Gartenstadtsiedlung (seither: Abendrotsiedlung) befand sich die Gemarkungsgrenze zwischen Lichtenrade und der Marienfelder Feldflur hier. Die nördlicheren Straßen gehörten bis um 1949 zu Marienfelde, wobei beide Ortsteile zum Verwaltungsbezirk Tempelhof gehörten. | Platz am westlichen Ende des Grenzweges |
| Griembergweg (Lage)                   | 0650                               | Paul Griemberg (1863–1928), Kommunalpolitiker von Tempelhof | 21. Apr. 1932                 | Der Griembergweg liegt zwischen Lichtenrader Damm und Töpchiner Weg. Er war bereits vorher angelegt und zwischen 1923 und 1925 als Frankfurter Straße und benannt worden, passend zu umgebenden Straßen nach Frankfurt (Oder). | Griembergweg vom Töpchiner Weg. |
| Grimmstraße (Lage)                    | 0680                               | Jacob Grimm (1785–1863) und Wilhelm Grimm (1786–1859), Sprachwissenschaftler, Märchensammler | vor 1922                      | Die Straße liegt zwischen Lichtenrader Damm und Geibelstraße. Auf ihr verläuft ein Teilstück des Teltower Dörferwegs, Nr. 15 der „20 grünen Hauptwege“ Berlins. Der in seiner Länge auf der Teltower Hochfläche im Süden von Berlin im Zick-Zack-Kurs über die Wohngebiete von Zehlendorf, Lichterfelde, Marienfelde, Lichtenrade, Buckow, Rudow und Adlershof führt. Die Grimmstraße führte ursprünglich von der Geibel- zur Berliner Straße (seither: Alt-Lichtenrade). Zwischen 1937 und 1938 wurde die Verlängerung der Grimmstraße bis zur Marienfelder / Nuthe- / Neanderstraße der Grimmplatz in sie einbezogen. Das Teilstück östlich vom Lichtenrader Damm bis zur Straße 471 wurde am 1. Februar 1974 in Fehlingstraße umbenannt. | „Goldene Gans“ in der Grimmstraße |
| Groß-Ziethener Straße (Lage)          | 1160                               | Großziethen, Ortsteil der Gemeinde Schönefeld in Brandenburg | vor 1922                      | Die Straße liegt zwischen Lichtenrader Damm und Stadtgrenze zu Groß-Ziethen (Siedlung Langer Grund) und wird hier von der Lichtenrader Chaussee fortgesetzt. Über den Lichtenrader Damm hinweg verlängert sie die Barnetstraße und gehört so zum regionalen Hauptstraßensystem Berlins im Bezirk Tempelhof. Die Straße liegt in der Trasse der Ortsverbindung der (vormals) Teltowgemeinden Lichtenrade und Groß-Ziethen. Diese Verbindung war zwischen 1961 und 1990 durch den Bau der Berliner Mauer unterbrochen. An der Stadt- und Landesgrenze zu Brandenburg kreuzt so der Mauerweg. Am 1. September 1973 wurde die Straße 469 in die Groß-Ziethener-Straße einbezogen. Anfang der 1960er Jahre verläuft sie westlich von Alt-Lichtenrade in die Reuterstraße zum Lichtenrader Damm über die nur nördlich vom Lichtenrader Graben ausgebaute Happestraße hinweg. | Groß-Ziethener Straße |
| Haeselerstraße (Lage)                 | 0160                               | Gottlieb von Haeseler (1836–1919), preußischer Generalfeldmarschall | vor 1923                      | Die kurze Verbindung liegt zwischen Goltz- und Briesingstraße. Im Adressbuch 1943 unbebaut genannt, befinden sich nach der Karte von 1961 an der Stadtrandstraße bereits Bauten. Im Südostabschnitt eine zweispurige Straße, ist der Nordwestteil ein schmales Pflasterplattenband mit breitem Gehweg und an der Nordseite einem Streifen zum Autoparken. Vor den Bauten der Reinhold-Meyerhoff-Sporthalle, die nicht der Haeseler Straße zugeordnet sind, zur Straße gehören die Grundstücke 3–9 (ungerade, dabei 5, 5a, 5b). Eine weitere Haeselerstraße befindet sich in Westend. | Die Haeselerstraße |
| Halker Zeile (Lage)                   | 2120                               | Halk, Gemeinde in Dänemark | 23. Jan. 1931                 | Die Straße liegt zwischen Buckower Chaussee und Barnetstraße. Angelegt wurde sie vor 1922 als Gellertstraße, benannt nach dem Dichter Christian Fürchtegott Gellert. 1930 ist diese zwischen Gemarkung Marienfelde, Hebbel-, Raabe-, Lessing-, Goethe-, Fontane-, Grimm-, Auerbach-, Marienfelder Straße verzeichnet und auf einem Viertel der 132 nummerierten Grundstücken mit Wohn- und Sommerhäusern bebaut. Die Straße 88 und die Gellertstraße wurden 1931 in Halker Zeile umbenannt. 1943 gehören die Grundstücke 1–16 zum Buckower Damm „politisch zu Bln.=Marienfelde“, im Ortsteil liegt die Straße zwischen Kettinger, Raabe-, Lessing-, Humboldt-, Goethe-, Fontane-, Grimm- und Marienfelder Straße und ist nahezu zur Hälfte bis zu dieser ausgebaut. Südlich der Marienfelder Straße (Grundstücke bis 175–231, 174–232) befindet sich Ackerland sowie auf 235 das Pumpwerk Lichtenrade. Die Grundstücke bis 249 (links) sind unbebaute Grundstücke, die rechte Seite 238–248 ist mit Wohnhäusern bis Gerstnerweg bebaut, die Grundstücke bis 252 Riedingstraße sind noch unbebaut. Das Gebiet südlich der Marienfelder Straße ist 1961 (seither: Barnetstraße) bis Straße 102 noch nicht austrassiert. Südlich der Barnetstraße war die Halker Zeile bei der Bebauung in diesem Bereich überbaut worden und der südlich davon verbliebene Straßenteil wurde am 1. März 1969 in John-Locke-Straße umbenannt. Zwischen Grimm- und Barnetstraße befindet sich an der Ostseite der Straße (bis Lutherstraße) das Gelände der „Theodor-Haubach-Oberschule“, „Annedore-Leber-Grundschule“ und der „Carl-Zeiß-Oberschule“ mit ihren Nebengebäuden und Sportplatz. Nördlich der Fontanestraße lag ehemals die Trasse des Güteraußenrings, heute befindet sich hier die Kleingartenanlage der Bahnlandwirtschaft. | Annedore-Leber-Grundschule in der Halker Zeile · Nördliches Ende der Halker Zeile                                                                            |
| Hanowsteig (Lage)                     | 0260                               | Johann Christoph Hanow (1707–1766), Pfarrer in Lichtenrade | 1. Nov. 1953                  | Der L-förmige Verkehrsweg liegt zwischen Bornhagenweg und Carl-Steffeck-Straße. Die Straße ist als Straße 20 des Bebauungsplans trassiert worden, eine Verlängerung als Straße 20a wurde am 1. November 1967 den Hanowsteig einbezogen. Hanow hatte bis 1740 in Halle (Saale) studiert und war von 1740 bis 1766 als Pfarrer in Lichtenrade tätig, die Namenswahl schließt an die benachbarten Straßen der Siedlung an. Der Weg erschließt als Zufahrt die östlichen Grundstücke der Einfamiliensiedlung, an die sich nördlich der Lichtenrader Volkspark und östlich die Parkfläche am Lichtenrader Graben anschließen. | Hanowsteig |
| Happestraße (Lage)                    | 0300                               | Happe, alte Lichtenrader Bauernfamilie | 13. Feb. 1957                 | Die Straße liegt zwischen Fehling- und Weißenthurmstraße und noch südlicher als Sackgasse bis zum Lichtenrader Graben. Die Straße liegt in der Trasse von Straße 41 des Bebauungsplans. Die Happestraße liegt an der Hinterseite der westlichen Grundstücke von Alt-Lichtenrade und zwischen dieser und dem Lichtenrader Damm, der als Südliche Umgehungsstraße in den 1930er Jahren als Ortskernumgehung angelegt wurde. Die Straße war 1957 zwischen Fehling- und Marienfelder Straße geplant worden, südlich des Lichtenrader Grabens, Höhe Weilburgstraße, war sie aber noch nicht ausgeführt. Mit der Umgestaltung im Gebiet und den Neubauten westlich der Kreuzung Barnet- /Groß-Ziethener Straße und Lichtenrader Damm wurde die Planung entsprechend geändert und der Straßenteil südlich vom Lichtenrader Graben als Schlumpeterstraße benannt. Die Happes waren ein altes Bauerngeschlecht in Lichtenrade. 1740 siedelte sich Hans Happe in Lichtenrade an. Der 1920 verstorbene Otto Happe war Gemeindevertreter. Bauer Happe hat noch seinen Hof mit etwas ländlichen Flair von Lichtenrade. | Happestraße |
| Heinitzweg (Lage)                     | 0250                               | Friedrich Anton von Heynitz (1725–1802), preußischer Minister und Oberberghauptmann | 4. Aug. 1930                  | Die Straße in der Trasse Straße 48 und Straße 49 des Bebauungsplans liegt als Sackgasse zwischen Buckower Chaussee und Mariendorfer Damm, zu dem sie allerdings nicht als befahrbare Straße durchgeht. Sie erschließt L-förmig das Wohngebiet – vorwiegend mit Siedlungshäusern – nordwestlich Buckower Chaussee / Mariendorfer Damm bis Kettinger Straße als Zugangsstraße. Von der Westecke der Straße führt ein begrünter Fuß- und Radweg am Graben zur Kettinger Straße hin. | Heinitzweg |
| Hendonstraße (Lage)                   | 0390                               | Hendon, Teil des Londoner Stadtbezirks Barnet, Partnerbezirk von Tempelhof | 11. Apr. 1969                 | Die Straße zwischen John-Locke-Straße und Gerstnerweg wurde als Straße 450 des Bebauungsplans trassiert. Sie wurde im Zusammenhang mit der Großsiedlung an der Barnetstraße angelegt, die zwischen Lichtenrader Damm und Steinstraße 1962–1968 von der Wohnungsbaugesellschaft Stadt und Land größtenteils in Plattenbauweise erbaut wurde. So ist die Bebauung im Süden geschlossen, jedoch im Norden offen und ohne Bindung an die Straße. | Südliches Ende der Hendonstraße, im Hintergrund sind Häuser der John-Locke-Siedlung zu sehen                                                                 |
| Hermann-Wundrich-Platz (Lage)         | 0130 × 130 × 90                    | Hermann Wundrich (1887–1972), Ortschronist von Lichtenrade | 1978                          | Der Platz an der Straße Alt-Lichtenrade liegt südlich vom Dorfteich im alten Dorfkern. Der Platz ist eine Grünfläche am Dorfteich Alt-Lichtenrade, wurde jedoch nicht offiziell benannt. Auf dem Platz befinden sich Ruhebänke und Liegewiesen mit Blick auf den Giebelpfuhl und die Dorfkirche. Am 3. Oktober 1990 wurde auf dem Platz eine Buche gepflanzt, die an die Wiedervereinigung des bis 1989 geteilten Deutschland erinnert. Der Namensgeber Hermann Wundrich war Grundbesitzer in Lichtenrade, 1903 Vorsitzender des ersten Haus- und Gartenbesitzer-Vereins nach der Jahrhundertwende und Chronist des Ortes Lichtenrade. | Hermann-Wundrich-Platz · Hermann-Wundrich-Platz · Gedenkstein: Wiedervereinigung am 3. Oktober 1990                                                          |
| Hermione-von-Preuschen-Platz (Lage)   | 0110 × 50                          | Hermione von Preuschen (1854–1918), Malerin und Dichterin | 10. Nov. 2009                 | Der Platz wurde vor 1913 als Kaiserplatz – nach dem Deutschen Kaiser benannt – im Zentrum der damals neuen Siedlung mit Straßen nach Personen der Hohenzollern in West-Lichtenrade als Schmuckplatz angelegt. Um 1914 wurde er in Hohenzollernplatz benannt, da es auch in einer östlichen Lichtenrader Siedlung einen gleichnamigen Platz gab. Die Umbenennung dieser Parkfläche mit lockerer Bebauung nördlich der Hohenzollernstraße zwischen Rangsdorfer und Paetschstraße wurde 2009 umbenannt, zumal es in Berlin auch in Steglitz-Zehlendorf und Wilmersdorf-Charlottenburg gleichnamige Plätze gibt. Die Lichtenrader Künstlerin Hermione von Preuschen (1854–1918) wohnte nur einige hundert Meter entfernt. | Hermione-von-Preuschen-Platz |
| Hilbertstraße (Lage)                  | 0550                               | Karl Hilbert (1859–1942), Grundbesitzer, parzellierte und erschloss Baugelände in Lichtenrade | um 1909                       | Die Straße liegt zwischen Prinzessinnen- und Wolziger Zeile. Die Asphaltstraße mit beiden baumbestandenen Gehwegen liegt parallel zur westlicher gelegenen Bahnlinie, die Wohnhäuser aus den 1930er Jahren auf der Straßenostseite stehen quer zur Straße, an der westlichen Straßenseite stehen vorwiegend Einfamilienhäuser und Stadtvillen. Hilbert kaufte um 1900 Land südlich der Bahnhofstraße. Er verpflichtete sich, innerhalb kurzer Zeit eine befestigte Fahrstraße durch das von ihm erworbene Gelände bauen zu lassen. Gemeinsam mit Maurermeister Friedrich Krüger parzellierte er das Gelände und erschloss es für die weitere Bebauung. Ecke Hilbert-/Goltzstraße befand sich das beliebte Ausflugslokal „Waldrestaurant“ von Hermann Gundlach. 1913 baute Hilbert zwei große Häuser in „seiner“ Straße. | Berlin-Lichtenrade Hilbertstraße |
| Hoeschweg (Lage)                      | 0210                               | Leopold Hoesch (1820–1899), Unternehmer, Gründer der Hoesch AG | 4. Aug. 1930                  | Die Straße 159 des Bebauungsplans wurde 1930 benannt und der Hoeschweg liegt zwischen Maffei- und Blohmstraße. Die Namensgeber dieser drei Straßen haben einen symbolischen Zusammenhang als erfolgreiche Wirtschaftspersonen. | Hoeschweg |
| Hohenzollernstraße (Lage)             | 0570                               | Hohenzollern, Adelsgeschlecht | um 1914                       | Die Hohenzollernstraße liegt in einem Gebiet, in dem vor 1914 der südliche Teil der neuen Besiedlung Lichtenrade West mit Straßen nach Personen der Familie Hohenzollern eingerichtet und angelegt wurden. Sie besaß dabei mit einem Kaiserplatz eine Planung als Zentrale. Die Straße liegt zwischen Hilbertstraße und Stadtgrenze, als Sackgasse über die Rohrbachstraße hinaus. Entsprechend diesem westlichen Ende der Straße zu Brandenburg befand sich hier bis 1990 die Berliner Mauer und nun der Zugang zum Berliner Mauerweg. | Berlin-Lichtenrade Hohenzollernstraße |
| Homburgstraße (Lage)                  | 0740                               | Bad Homburg vor der Höhe, Stadt in Hessen | vor 1922                      | Die Straße verläuft zwischen Töpchiner Weg und Braunfelsstraße in Lichtenrade-Ost nördlich der Groß-Ziethener Straße. Hier liegende Straßen sind nach Orten im Taunus benannt, was zur Bezeichnung „Taunus-Viertel“ führte. | Homburgstraße |
| Horstwalder Straße (Lage)             | 0960                               | Horstwalde, Ortsteil der Stadt Baruth/Mark in Brandenburg | 31. Aug. 1949                 | Die Straße verläuft zwischen Kirchhainer Damm und Goltzstraße. In dieser Trasse lag seit dem 19. Jahrhundert die Großbeerenstraße, die eine Verbindung zur Chaussee nach Großbeeren (heute: B 101) hatte. Ab 1904 nach dem Juristen Pape als Papestraße benannt, der führend am Bürgerlichen Gesetzbuch gearbeitet hatte. 1930 ist sie zwischen Goltz-, Richard-Wagner-, Dresdener Bahn, Wrangel-, Falckenstein-, Alvensleben-, Blumenthalstraße im Adressbuch aufgeführt. Nach 1914 kam als östliche Verlängerung die Blücherstraße zur Chaussee hinzu, benannt nach dem Generalfeldmarschall Blücher von Wahlstatt, der unter der Bezeichnung „Marschall Vorwärts“ in die deutsche Geschichte einging. Die Blücher- und die Papestraße wurden 1949 in Horstwalder Straße umbenannt, da es mehrere gleichnamige Straße in Berlin gab. Am Westende der Straße führt der Berliner Mauerweg entlang, um die durchgehende Bahnlinie an der Lortzing- /Goltzstraße zu überqueren. | Die Horstwalder Straße südlich des Kirchhofs Lichtenrade |
| Humboldtstraße (Lage)                 | 0250                               | Alexander von Humboldt (1769–1859), Naturforscher | vor 1921                      | Die Straße liegt zwischen Halker Zeile und Uhlandstraße, parallel zwischen Goethe- und Lessingstraße. 1930 ist die Straße noch unbebaut, 1943 besteht zwischen Schiller- und Uhlandstraße noch Ackerland und von den heute 20 Grundstücken der Straße (Humboldtstraße 1–15 ungerade und 2–20 gerade) sind sieben mit Wohnhäusern bebaut. An der Humboldtstraße zur Uhlandstraße liegt die Dietrich-Bonhoeffer-Kirche und das Gelände der „Bruno-H.-Bürgel-Grundschule“. Noch 1930 ist an der Humboldtstraße / Ecke Gellertstraße (heute: Halker Zeile) ein Humboldtplatz aufgeführt. | Humboldtstraße |
| Illigstraße (Lage)                    | 0970                               | Moritz Friedrich Illig (1777–1845), Papiermacher | 4. Aug. 1930                  | In der ruhigen Wohnstraße stehen überwiegend Einfamilienhäuser. Nach Bebauungsplan als Straße 160 trassiert, liegt sie zwischen Schichauweg und Blohmstraße. Im Adressbuch 1943 ist sie unter Marienfelde geführt, jedoch unter Post Lichtenrade. Dabei sind 1943 insgesamt 23 Grundstücke bebaut und bewohnt, sechs Sommerhäuser und 47 sind vergebene, unbebaute Grundstücke (als Baustelle geführt). Drei Grundstücke existieren nicht und für acht ist Parzelle (noch nicht vergebenes Grundstück) notiert. | Bushaltestelle an der Illigstraße |
| Im Domstift (Lage)                    | 0810                               | Berliner Domstift, bis 1872 Eigentümer von Lichtenrade | 1. Nov. 1973                  | Die Straße liegt als östliche Umfahrung des historischen Ortskerns zwischen Groß-Ziethener Straße und Lichtenrader/Kirchhainer Damm. Mit dieser Verbindung und in Fortsetzung der Bahnhofstraße nach Osten ist es eine Hauptstraße, die allerdings im Berliner Straßennetz nur unter „sonstiges“ kategorisiert ist. Der Straßenzug ist im Bebauungsplan als Straße 23 trassiert und am 1. Oktober 1977 wurde auch die Straße 437 einbezogen. Das Domkapitel Cölln wurde 1515 Besitzer des größten Teils des Dorfes Lichtenrade und im Jahr 1688 kam es bis 1872 völlig als Eigentum an die Domkirche zu Berlin. Zur Straße (5487 im Berliner Straßensystem) gehören die Grundstücke Im Domstift 1–55 (ungerade) und 4–68a (gerade). | Im Domstift · Freiwillige Feuerwehr |
| Im Eck (Lage)                         | 0120                               | Ortsbeschreibung der Lage | 1. Dez. 1985                  | Eine Privatstraße als Zufahrtsstraße am nördlichen Rand der Gartenheimsiedlung Grenzland, sie geht als Sackgasse von der Kettinger Straße ab. Im Bebauungsplan wurde sie als Straße 432 projektiert. Zur Straße gehören die Grundstücke 1–5b (ungerade) und 2–6 (gerade). Die gepflasterte Straße kann am Eingang Kettinger Straße mit einer schwenkbaren Schranke abgesperrt werden und ist somit als Privatstraße nicht unbegrenzt öffentlich zugänglich. | Im Eck |
| Jean-Paul-Weg (Lage)                  | 0120                               | Jean Paul (1763–1825), Schriftsteller | 31. Aug. 1949                 | Die kurze Verbindungsstraße liegt zwischen Rapstedter Weg und Kettinger Straße mit den Grundstücken Jean-Paul-Weg 2–8 (gerade) und 3–7 (ungerade), vorher als Straße 28 des Bebauungsplans trassiert. Die Straße ist mit Pflasterplatten ausgelegt und hat keinen separaten Gehweg. Zur Verkehrsberuhigung sind Buschzonen entlang gesamten Straße gepflanzt. | Jean-Paul-Weg |
| John-Locke-Straße (Lage)              | 0700                               | John Locke (1632–1704), Philosoph | 1. März 1969                  | Die Straße liegt zwischen Stein- und Riedingerstraße. 1969 wurde ein südlich der Neubauten an der Barnetstraße verbliebener Teil der Halker Zeile zusammen mit der Trasse der Straße 445 vereinigt und im Rahmen der Bebauung im Süden von Lichtenrade und der Umgestaltung der Marienfelder zur Barnetstraße in John-Locke-Straße benannt. | John-Locke-Straße · Wohnhochhaus der John-Locke-Siedlung |
| Kaiserplatz (Lage)                    | 0120 × 120 × 120                   | Deutscher Kaiser, zur Benennungszeit Chef der Familie Hohenzollern | vor 1913                      | Vor 1913 wurden in Lichtenrade zwei Plätze als Kaiserplatz benannt: einerseits in der Siedlung Lichtenrade Süd, zum anderen in der entstehenden Siedlung Lichtenrade West. Der zweite wurde ersatzweise 1914 in Hohenzollernplatz (heute: Hermione-von-Preuschen-Platz) umbenannt. Der andere Name ist bis heute erhalten geblieben. Der Dreieckplatz liegt zwischen Paplitzer, Spirdingsee- und Galluner Straße, von Osten mündet die Keithstraße. Nach Norden zu wird der Platz durch das Dreieck des Leopoldplatzes ergänzt, sodass eine über die Spitze zusammenhängende Parkfläche entsteht, die von der Galluner- und Paplitzer Straße begrenzt wird. | Kaiserplatz |
| Kambergstraße (Lage)                  | 0330                               | Bad Camberg, Stadt in Hessen | vor 1922                      | Die Straße liegt zwischen Töpchiner Weg über Braunfelsstraße und der Stadtgrenze, hier als Sackgasse. Hier stößt die Straße an den Berliner Mauerweg. Auf Brandenburger Seite befindet sich Ackerland der Gemeinde Großziethen. | Kambergstraße ostwärts ab Töpchiner Weg |
| Karlstraße (Lage)                     | 0270                               | Prinz Carl, Sohn des preußischen Königs Friedrich Wilhelm III. | vor 1922                      | Die Straße liegt zwischen Hohenzollernstraße und Wolziger Zeile im Süden der (vormaligen) Siedlung Lichtenrade West westlich der Dresdener Bahn. Hier wurden Straßen nach Personen aus dem Geschlecht der Hohenzollern benannt. | Karlstraße |
| Keithstraße (Lage)                    | 0330                               | James Keith (1696–1758), preußischer Generalfeldmarschall | vor 1922                      | Die Keithstraße liegt zwischen Lützow- und Galluner Straße am Kaiserplatz. Die Keithstraße ist 1930 mit acht Wohnhäusern zwischen Kaiserplatz, Leopold-, Seydlitz- und Lützowstraße im Adressbuch vermerkt. | Östliche Keithstraße |
| Kesselstraße (Lage)                   | 0150                               | Gustav Friedrich von Kessel (1760–1827), preußischer Generalleutnant | um 1900                       | Die Straße liegt zwischen Goltz- und Horstwalder Straße. Der Namensgeber Kessel hatte sich in verschiedenen Kriegen seit 1792 beim Königlichen Leibregiment ausgezeichnet. Kessel stand in hoher Gunst beim preußischen König und wurde 1819 zum Kommandanten des Invalidenhauses ernannt. Diesen Posten übte er bis zu seinem Tode aus. Seine Grabstätte befindet sich auf dem Invalidenfriedhof in der Scharnhorststraße 25. | Kesselstraße Ecke Horstwalder Straße |
| Kettinger Straße (Lage)               | 1680                               | Ketting, Gemeinde in Dänemark | 12. Jan. 1932                 | Die Straße war bereits vor 1922 in Teilen als Hebbelstraße nach dem Dramatiker Hebbel benannt und angelegt worden, 1932 erfolgte die Umbenennung auf Grund weiterer seit 1920 gleichnamiger Straße in Groß-Berlin. Die Straße liegt am Nordwestrand des Ortsteils zwischen Buckower Chaussee und Mariendorfer Damm. Es ist eine breit ausgebaute Asphaltstraße mit breitem Gehweg und Radstreifen darauf und teilweise Parkflächen im Vorgartenbereich. Es besteht eine Straßenverbindung zur Föttingerzeile, die als Sackgasse endet. Zum Buckower Damm führt ein Geh-/ Radweg durch. Im Adressbuch von 1935 ist die rechte (westliche) Straßenseite als „geh. polit. z. Marienfelde“ bezeichnet. Die Straße selbst liegt mit der Ostseite und den Grundstücken 1–147 (die meisten sind unbebaut) zwischen Gemarkung Buckow / Buckower Damm, Lenaustraße, Halker Zeile, Fichte-, Raabe-, Lessing-, Goethe-, Fontanestraße. Für die Westseite ist Fontanestraße, Halker Zeile, Krusauer Straße, (im Weiteren teilweise Ackerland), Marienfelder Straße und „Berlin=Dresdener Eisenbahn“ angegeben. Von den aufgeführten Grundstücken 34–128 sind 14 mit Wohnhäusern, eins mit einem Sommerhaus bebaut, die anderen sind verkauft aber unbebaut (als Baustellen bezeichnet) oder parzelliert und noch nicht verkauft (als Parzellen bezeichnet). | Südliche Kettinger Straße · Straßenschilder am Nordende der Kettinger Straße                                                                                 |
| Kirchbachstraße (Lage)                | 0460                               | Günther von Kirchbach (1850–1925), Generaloberst | vor 1923                      | Die Kirchbachstraße liegt zwischen Goltz- und Paplitzer Straße. 1930 befanden sich fünf Wohnhäuser, unbebaute Grundstücke und Gärten an der Kirchbachstraße in Hufeisennummerierung. Die Lage ist mit Bismarck-/Goltzstraße, Moltkestraße/-platz, Roonstraße, Alvenslebenplatz, Kaiser-, Werderstraße verzeichnet. | Haus in der Kirchbachstraße |
| Kirchhainer Damm (Lage)               | 1340                               | Kirchhain, Teil der Stadt Doberlug-Kirchhain in Brandenburg | 31. Aug. 1949                 | Bereits vor 1902 wurde die hier durchführende Chaussee von Lichtenrade nach Süden (Berlin–Dresden) als Kaiser-Wilhelm-Straße benannt und ausgebaut. Die Straße liegt zwischen der Kreuzung Goltzstraße/Im Domstift in Fortsetzung des Lichtenrader Damms bis zur Stadtgrenze. Zur Zeit der Berliner Mauer führte die Straße als Endstraße bis zur Mauer an der DDR-Grenze am Südende von West-Berlin. Noch heute befindet sich daher am Ortsausgangsschild ein Wendeplatz für Fahrzeuge (Bus 275). Auf dem Kirchhainer Damm verläuft auf 1370 Metern der Länge die B 96, deshalb gehört die Straßentrasse als Kategorie II des Berliner Straßennetzes zu den übergeordneten Straßenverbindungen des Landes Berlin. Seit 2009 ist im Bereich des ehemaligen und nur von Müllfahrzeugen genutzten Grenzüberganges Kirchhainer Damm das Mauerdenkmal an der B 96 eingerichtet. | Kirchhainer Damm an der Kreuzung Wittelsbacher-/Horstwalder Straße · Kirchhainer Damm, Blickrichtung Stadtgrenze                                             |
| Klausdorfer Weg (Lage)                | 0470                               | Klausdorf, Ortsteil der Gemeinde Am Mellensee in Brandenburg | 31. Aug. 1949                 | Die vor 1923 hier angelegte und als Manteuffelstraße nach dem Militär und Politiker Edwin Freiherr von Manteuffel benannt. Die Straße wurde 1949 wegen mehrerer gleichnamiger Berliner Straßen umbenannt. Sie liegt zwischen Paplitzer und Kesselstraße. | Einfamilienhäuser im Klausdorfer Weg |
| Kloster-Zinna-Straße (Lage)           | 0470                               | Kloster Zinna, Ortsteil der Stadt Jüterbog in Brandenburg | 2. Jan. 1975                  | Die Kloster-Zinna-Straße geht ostwärts vom Töpchiner Weg in Richtung Stadtgrenze. Sie ist die Zugangsstraße zur hier angelegten Wohnanlage und endet in einem Wendehammer. Die Straße ist längs durch einen Zaun geteilt, wobei sich nördlich eine schmale Straße als 30er-Zone und südlich ein Fahrweg als Zugangsstraße mit 20er Beschränkung ergibt. An der Nordseite befinden sich auf den ungeraden Grundstücken Kloster-Zinna-Straße 1–39a Wohnhäuser mit Steildächern der 1970er Jahre, an der Südseite Kloster-Zinna-Straße 2–14 (gerade) sind es später erbaute fünfgeschossige Ganghäuser mit Flachdach. Eine Ursache für die Trennung der südlichen Straßenfahrbahn und der nördlichen durch einen durchgehenden Zaun ist in den 2010er Jahren nicht mehr erkennbar. Durch Bebauung der Braunfelsstraße in den 2010er Jahren entsteht eine Anbindung an die Braunfelsstraße, die jedoch durch Poller nicht befahrbar ausgebaut ist. Noch bis in die 1960er Jahre bestand auf dem heute bebauten Gelände an beiden Seiten der Straße Ackerland nördlich von der Bahnstrecke des Güteraußenrings. | Kloster-Zinna-Straße ostwärts ab Töpchiner Weg. |
| Königsteinstraße (Lage)               | 0720                               | Königstein im Taunus, Stadt in Hessen | vor 1921                      | Die Straße liegt im Taunusviertel zwischen Taunusstraße und Wiesbadener Straße, über den sie noch als Sackgasse hinausgeht. Im Südabschnitt geht sie westwärts von der Taunusstraße ab und wird am Nordufer des Lichtenrader Graben nach Norden abbiegend geführt. | Königsteinstraße |
| Kraatzweg (Lage)                      | 0190                               | Kraatz, alte Lichtenrader Bauernfamilie | 1. Nov. 1953                  | Die Straße liegt zwischen Lichtenrader Damm und Zeißpfad, vorher als Straße 1a in dieser nördlichen Siedlung Lichtenrades trassiert. Die namensgebende Familie Kraatz ist seit Ende des 18. Jahrhunderts in Lichtenrade ansässig. | Kraatzweg |
| Kronacher Straße (Lage)               | 0360                               | Kronach, Stadt in Bayern | 13. Dez. 1934                 | Die Straße A wurde 1934 ausgebaut und benannt, sie liegt zwischen Wittelsbacher und Pasinger Straße, über die sie noch als Sackgasse bis zum Wäldchen am Kirchhainer Damm weiterführt. Die Straße A wurde bereits 1930 angelegt, zwischen Erlanger und Wittelsbacherstraße steht vorerst ein Wohnhaus, jedoch sind nach Darstellung im Adressbuch alle Grundstücke von einer Eigentümergesellschaft erworben. Die benachbarte Straße B zwischen Erlanger Straße und dem Forst an der Stadtgrenze zur Gemarkung Groß-Ziethen ist mit zwei Wohnhäusern bebaut. | Kronacher Straße |
| Kronbergstraße (Lage)                 | 0740                               | Kronberg im Taunus, Stadt in Hessen | vor 1925                      | Die Straße liegt zwischen Alt-Lichtenrade und Braunfelsstraße in Ost-West-Richtung im Lichtenrader Taunusviertel. Sie wurde in Lichtenrade-Ost Anfang der 1920er Jahre angelegt, liegt in den 1950er Jahren in einem besiedelten Siedlungshausgebiet und ist 1930 mit 13 Wohnhäusern bebaut, meist Einfamilienhäuser, lediglich an der Berliner Straße (heute: Alt-Lichtenrade) steht ein Mehrfamilienhaus. | Kronbergstraße |
| Krontalstraße (Lage)                  | 0760                               | Kronthal, Stadtteil von Kronberg im Taunus in Hessen | vor 1922                      | Die Straße liegt zwischen Töpchiner Weg und Groß-Ziethener Straße in ihrer gesamten Länge westlich vom Braunfelser Weg im Taunus-Viertel. Die nach der Stilllegung der Bahn erfolgte Bebauung in der Kloster-Zinna-Straße und die Gewerbefläche an der Straße 9 unterbricht den bei der Trassierung nach dem Bebauungsplan vom Beginn des 20. Jahrhunderts vorgesehenen Straßenlauf. Der nördliche Abschnitt der Straße ab Töpchiner Weg führt noch als Sackgasse über die Kambergstraße hinweg und ist hier die Zufahrt für die Grundstücke 63–68c sowie 24–44a (fortlaufend) vorhanden. Im südlichen Abschnitt liegt die Straße so südlich von Straße 9 als Sackgasse (Grundstücke 73, 74 und 25–28, fortlaufend) über die Wiesbadener Straße ins Taunusviertel und Groß-Ziethener Straße. Die Wohnanlage an der Südseite von Straße 9 zwischen Taunusstraße und Braunfelsstraße gehört in der postalischen Adresse dabei auch zur Krontalstraße. An der östlichen Straßenseite der Krontalstraße zwischen Wiesbadener und Homburgstraße steht die „Grundschule im Taunusviertel“. | Krontalstraße als Sackgasse südwärts ab Kambergstraße |
| Krügerstraße (Lage)                   | 0500                               | Friedrich Krüger (1859–1945), Maurermeister und Grundbesitzer | um 1912                       | Die Straße erhielt zwischen 1911 und 1913 ihren Namen, sie liegt zwischen Prinzessinnenstraße und Wolziger Zeile. Krüger parzellierte und erschloss Baugelände in Lichtenrade. Gemeinsam mit dem Schlächtermeister Karl Hilbert parzellierte er das Gelände von Lichtenrade West westlich der Dresdener Bahn und erschloss es für die Bebauung. Entsprechend wurde die Straße zwischen 1911 und 1913 angelegt und nach seinem Namen benannt. | Berlin-Lichtenrade Krügerstraße |
| Krusauer Straße (Lage)                | 1710                               | Krusau (deutscher Name von Kruså), Ort in Dänemark | 23. Jan. 1931                 | Vor 1922 als Kantstraße angelegt, wurde sie auf Grund mehrerer gleichnamiger Straße in Groß-Berlin umbenannt. Sie verläuft zwischen Kettinger und Barnetstraße (Ekensunder Platz), wird jedoch an der Trasse des vormaligen Güteraußenrings durch Kleingärten der Bahnlandwirtschaft unterbrochen und führt als Gehweg durch. Von der Goethestraße südwärts ist sie dadurch eine Sackgasse und geht dann ab Fontanestraße als Fahrstraße weiter zum Ekensunder Weg. Noch Anfang der 1960er Jahre war die Krusauer Straße südlich der Marienfelder Straße (heute: Barnetstraße) bis zur Straße 102 nördlich vom Gerstnerweg trassiert, aber wohl nicht ausgeführt. Die Straße 89 des Bebauungsplans war mit der Kantstraße zusammengefasst worden. Am 11. April 1969 wurde der im Zwischenteil von Wohngebäuden an der Südseite der Barnetstraße überbaute und dadurch im Südabschnitt der Krusauer Straße verbliebene Teil in Hendonstraße umbenannt und an die John-Locke-Straße angebunden. | Trennung der Krusauer Straße an der Trasse der ehemaligen Güteraußenbahn                                                                                     |
| Küstriner Platz (Lage)                | 0030 × 30                          | Küstrin (heute: Kostrzyn nad Odrą), Stadt in Polen | nach 1925                     | Der Küstriner Platz ist eine nicht amtlich aufgenommene Bezeichnung für eine kleine Freifläche an der Kreuzung Küstriner / Soldiner Straße, an der von Norden die Oranienburger Straße mündet. | Küstriner Platz |
| Küstriner Straße (Lage)               | 0340                               | Küstrin (heute: Kostrzyn nad Odrą), Stadt in Polen | vor 1925                      | Die Straße wurde zwischen 1923 und 1925 benannt. Sie liegt zwischen Landsberger und Rathenower Straße. | Küstriner Straße |
| Landsberger Straße (Lage)             | 0380                               | Landsberg an der Warthe (heute: Gorzów Wielkopolski), Stadt in Polen | vor 1922                      | Sie liegt zwischen Töpchiner Weg und Bernauer Straße im Norden des Ortsteils. | Landsberger Straße vom Griembergweg. |
| Landshuter Straße (Lage)              | 0500                               | Landshut, Stadt in Bayern | vor 1922                      | Die Landshuter Straße liegt zwischen Aschaffenburger und Augsburger Straße (Augsburger Platz) und wurde im Bayerischen Viertel Lichtenrades angelegt. | Östlicher Teil der Landshuter Straße |
| Lenaustraße (Lage)                    | 0350                               | Nikolaus Lenau (1802–1850), Schriftsteller | nach 1923                     | Sie liegt zwischen Lintruper und Kettinger Straße. | Lenaustraße |
| Leopoldplatz (Lage)                   | 0150 × 110 (Drachenviereck)        | Leopold I. (1676–1747), Fürst von Anhalt-Dessau, preußischer General | vor 1929                      | Er liegt als Dreieck mit der Spitze nach Süd zwischen Paplitzer, Galluner Straße und Steinmetzstraße. Die weiterführenden Straßen bilden südlich davon einen weiteren Dreieckplatz (Kaiserplatz), beide bilden über die Spitze eine gemeinsame Parkfläche. | Der Leopoldplatz |
| Lessingplatz (Lage)                   | 0190 × 190 × 80                    | Gotthold Ephraim Lessing (1729–1781), Dichter | nach 1923                     | Als Lessingplatz wird die an der Kreuzung Lessing-/ Geibelstraße bestehende Freifläche nicht amtlich bezeichnet. | Lessingplatz von der Neanderstraße aus gesehen |
| Lessingstraße (Lage)                  | 1010                               | Gotthold Ephraim Lessing (1729–1781), Dichter | vor 1914                      | Die Lessingstraße liegt zwischen Lichtenrader Damm und Kettinger Straße. | Lessingstraße |
| Lichtenrader Damm (Lage)              | 3110                               | Umgehungsstraße um Lichtenrade | 31. Aug. 1949                 | Der Damm mit der Trasse der Bundesstraße 96 liegt zwischen Buckower Chaussee/Marienfelder Chaussee und Goltzstraße/Im Domstift. Nach Süden setzt der Kirchhainer Damm und nach Norden der Mariendorfer Damm den Straßenzug und die Bundesstraße fort. Die Straße wurde 1949 aus der nach Norden aus Alt-Lichtenrade (damals: Dorfstraße) führende Berliner Straße, die Teil der Chaussee durch Lichtenrade war, und der Ende der 1920er Jahre angelegten Südlichen Umgehungsstraße gebildet. Letztere war zur Entlastung des historischen Ortskerns westlich über Ackerland angelegt worden. Noch in den 1950er Jahren bestand eine Brücke über den Güteraußenring, jetzt noch in südlicher Richtung bei der Fahrt „über den Berg“ zu erkennen. Die Großsiedlung an der Barnetstraße zwischen Lichtenrader Damm und Steinstraße wurde 1962–1968 von der Wohnungsbaugesellschaft Stadt und Land größtenteils in Plattenbauweise erbaut. | weitere Bilder |
| Lintruper Straße (Lage)               | 1430                               | Lintrup, Gemeinde in Dänemark | 4. Aug. 1930                  | Beim Besiedeln im Norden des Ortsteils wurde die Arndtstraße westlich parallel zur Chaussee (heute: Lichtenrader Damm) angelegt und unter Zusammenführung mit der Straße 46 nach Bebauungsplan 1934 in Lintruper Straße umbenannt. | Wohnhäuser an der Lintruper Straße |
| Löptener Straße (Lage)                | 0220                               | Löpten, Ortsteil der Gemeinde Groß Köris in Brandenburg | 15. Dez. 1970                 | Die im Bebauungsplan trassierte Straße 456 wurde 1970 passend zu den benachbarten Straßen mit Namen nach kleinen Brandenburger Orten benannt. Sie liegt zwischen Mellener Straße und Lichtenrader Damm. | Wohnhaus in der Löptener Straße an der Einmündung zur Bahnhofstraße                                                                                          |
| Lortzingplatz (Lage)                  | 0140 × 70                          | Albert Lortzing (1801–1851), Komponist | nach 1923                     | Der Lortzingplatz ist eine Grünfläche zwischen Lortzing-, Weber- und Brahmsstraße und schließt unmittelbar an die Nachtbucht über den Lichtenrader Graben hinweg an. | Spielplatz auf dem Lortzingplatz |
| Lortzingstraße (Lage)                 | 0440                               | Albert Lortzing (1801–1851), Komponist | vor 1922                      | Die Straße liegt zwischen der Bahnlinie (die Goltzstraße fortsetzend) und der Flotowstraße am Lortzingplatz. | Westlicher Ast der Lortzingstraße |
| Löwenbrucher Weg (Lage)               | 0600                               | Löwenbruch, Ortsteil der Stadt Ludwigsfelde in Brandenburg | 24. Aug. 1936                 | Diese südlichste Straße im Ortsteil liegt zwischen Mozart- und Beethovenstraße und geht westlich der Beethovenstraße als Sackgasse zur Nachbucht und östlich in einem kurzen Stück zum Tiele-Wickler-Haus. Die südliche Lage brachte zwischen 1961 und 1990 und der Nähe zur Berliner Mauer eine besondere Stadtrandlage. Die Straße wurde 1936 durch Zusammenlegen der vor 1923 angelegten Lisztstraße und der vor 1929 angelegten Schubertstraße benannt. Die erste war nach dem Musiker Franz Liszt und die zweite zwischen 1925 und 1929 benannt nach dem österreichischen Komponisten Franz Schubert. | Löwenbrucher Weg |
| Lützowstraße (Lage)                   | 0560                               | Adolf von Lützow (1782–1834), preußischer General | 28. Feb. 1911                 | Die Straße bestand schon vor 1905 als Blankenfelder Straße und war nach dem südlicher gelegenen Ort Blankenfelde benannt worden. Mit dem Ausbau und der Planung der Siedlung in Lichtenfelde Süd wurde sie 1911 umbenannt. Die Straße liegt südlich vom Lichtenrader Friedhof zwischen Paplitzer und Spirdingseestraße. | Eingang zur Jugendarrestanstalt Berlin |
| Lutherstraße (Lage)                   | 0520                               | Martin Luther (1483–1546), Reformator | vor 1922                      | Die Straße liegt zwischen Grimm- und Barnetstraße, dabei geht sie im Bereich des Lichtenrader Grabens südlich nicht als Fahrstraße zur Barnetstraße durch. An der Westseite liegt das Gelände der Theodor-Haubach-Oberschule, Annedore-Leber-Grundschule und der Carl-Zeiß-Oberschule mit ihren Nebengebäuden und Sportplatz. | Carl-Zeiss-Oberschule von der Lutherstraße aus gesehen |
| Maffeistraße (Lage)                   | 0670                               | Joseph Anton von Maffei (1790–1870), Unternehmer, Hersteller von Lokomotiven | 4. Aug. 1930                  | Die Straße liegt zwischen Wünsdorfer Straße und Gätzschmannpfad. In der ruhigen Wohnstraße stehen überwiegend Einfamilienhäuser und sie bildet im mittleren Abschnitt den Südrand der Abendrotsiedlung, die unter Bestandsschutz steht. An der Ecke zum Franziusweg befindet sich die Anlage des Tennis-Clubs Weiß-Gelb. Es gibt Fußwegeverbindungen durch die Gartenanlagen zum Grenzweg. Die Straße 161 nach Bebauungsplan wurde 1930 bei Ausbau der Siedlung westlich der Eisenbahnstrecke angelegt und bebaut, da sie auf Marienfelder Flur eingerichtet wurde gehörte sie zunächst zum Ortsteil Mariendorf. Am 20. Oktober 1932 wurde der Parkweg in die Maffeistraße einbezogen. Der Parkweg lag im Ortsteil Lichtenrade 1932 zwischen Kaiser-Friedrich-Straße (heute: Wünsdorfer Straße) und Privatweg. Für die Maffeistraße, damals Marienfelde (Post Bln.=Lichtenrade), ist im Adressbuch 1933 als Lage verzeichnet: Gemarkung Lichtenrade / Parkweg (Baustelle), Illigstraße, Wegner'sches, Ritter'sches Haus, Hoeschweg, Gätzschmannpfad. Im Adressbuch 1943 ist für die Grundstücke 1–29 (ungerade) und 2–30 (gerade) die Lage in Lichtenrade notiert, in Marienfelde liegen 31–37, 32–38 (Baustelle, Sommerhaus) bis Illigstraße, 39–47 zum Hoeschweg, 40–52 zum Goldschmidtweg und folgend 49–55 (ungerade) und 54, 56 bis Gätzschmannpfad, davon fünf bebaute und bewohnte Grundstücke. | Maffeistraße · Straßenschild der Maffeistraße |
| Mariendorfer Damm (Lage)              | 0370 (im Ortsteil)                 | Mariendorf, Ortsteil des Bezirks Tempelhof-Schöneberg | 31. Aug. 1949                 | Der Mariendorfer Damm gehört zwischen der Kreuzung mit dem Marienfelder / Buckower Damm und der Ortsteilgrenze in Höhe des Grundstückes 418 zum Ortsteil. Der Damm selbst gehört mit den Grundstücken 420–446 (gerade) zum Ortsteil, die gegenüberliegenden Grundstücke am Ostrand der Straße liegen in Britz und damit im Nachbarbezirk Neukölln. | Mariendorfer Damm von der Lichtenradener Seite aus gesehen                                                                                                   |
| Marienfelder Straße (Lage)            | 0230                               | Marienfelde, Ortsteil des Bezirks Tempelhof-Schöneberg | vor 1922                      | Die Straße verlief anfangs vom Schichauweg (am Bahnhof Schichauweg) zur Kreuzung Bayerische Straße/Dorfstraße (heute: Alt-Lichtenrade). Durch Baumaßnahmen ab 1963 entstand für die Straße eine völlig neue Trasse. Der in der Lage nach Norden veränderte Teil zwischen Wünsdorfer Straße und Lichtenrader Damm wurde am 11. April 1969 in Barnetstraße umbenannt, wobei in den geänderten Verlauf die Reuterstraße aufgenommen wurde. Der verbliebene Abschnitt östlich vom Lichtenrader Damm wurde beibehalten und verläuft im alten Lauf zwischen Lichtenrader Damm und Alt-Lichtenrade in Höhe vom Dorfteich und der Dorfkirche. | Marienfelder Straße |
| Mellener Straße (Lage)                | 0710                               | Mellensee (bis 1930 Mellen), Ortsteil der Gemeinde Am Mellensee in Brandenburg | 1. Mai 1969                   | Um 1900 wurde die Roonstraße mit der Bebauung zu beiden Seiten der Bahnhofstraße angelegt, im Süden zur Kirchbachstraße und nach Norden zunächst auf Ackerfläche zu. Die Straße liegt zwischen Kirchbach- und Rehagener Straße und führt über diese noch als Sackgasse bis zum Fußweg der Lichtenrader Damm und Lichtenrader Graben verbindet und das Sportplatzgelände im Süden der Georg-Büchner-Oberschule begrenzt. | Die Käthe-Kollwitz-Grundschule in der Mellener Straße |
| Miethepfad (Lage)                     | 0090 (im Ortsteil)                 | Adolf Miethe (1862–1927), Fotochemiker | 1. Apr. 1975                  | Der Miethepfad gehört nur zwischen Schichauweg und Südrand des Poleigrundes mit Straßenland und den Grundstücken 1–7 (ungerade) zum Ortsteil. Der Parkplatz auf der Ostseite am Bahnhof Schichauweg und der nordwärts führende Abschnitt im Gewerbegebiet entlang der Bahnlinie gehört zu Marienfelde. Die Straße 51 im Bebauungsplan (Lichtenrade) wurde 1975 benannt. Am 1. Februar 1994 wurde die Straße 489 (Marienfelde) einbezogen. In der Miethestraße hat der Schützenverein Lichtenrade (gegründet 29. August 1972) seinen Sitz. | Miethepfad, der rechte Straßenrand gehört zu Marienfelde |
| Motzener Straße (Lage)                | 0120 (im Ortsteil)                 | Motzen, Ortsteil der Stadt Mittenwalde in Brandenburg | 1. Jan. 1963                  | Zum Ortsteil gehört nur die Ostseite mit den Grundstücken 45–51 (ungerade) zwischen Poleigrund und Schichauweg. Straßenland und Westseite mit dem Gewerbegebiet und die nördliche Fortsetzung gehören zu Marienfelde. Am 1. April 1969 wurde der neu angelegte Straßenabschnitt zwischen der Motzener Straße und dem Poleigrund ebenfalls Motzener Straße benannt und der nördliche Abschnitt der Egestorffstraße erhielt am selben Tag ebenfalls die Bezeichnung Motzener Straße. Diese Abschnitte liegen mit dem gesamten Straßenland der Motzener Straße im Nachbarortsteil Marienfelde, wobei sie im ursprünglichen Verlauf hier nach 1918 als Lichtenrader Weg befestigt wurde. Ab 1966 entwickelte sich Industriegebiet Motzener Straße, wobei die Straße etwas verlegt wurde. | Das kurze zu Lichtenrade gehörende Stück der Motzener Straße                                                                                                 |
| Mozartstraße (Lage)                   | 0550                               | Wolfgang Amadeus Mozart (1756–1791), Komponist | vor 1911                      | Die Straße führt von der Hilbertstraße und Löwenbrucher Weg als Sackgasse zur Stadtgrenze. Auf Brandenburger Gebiet geht sie in die Keplerstraße der Siedlung Waldblick in Blankenfelde-Mahlow über, wo ehemaliges Mauergebiet bebaut wurde. Da der Berliner Mauerweg hier an die Bahnstrecke gerät, führt der Mauerweg auf der Mozartstraße nordwärts bis zum Bahnübergang an der Goltzstraße. Die Mozartstraße und ihre benachbarten Straßen im Musikerviertel bestehen schon seit dem Anlegen der Siedlung in Lichtenrade West (westlich der Bahnlinie) unverändert. | Mozartstraße |
| Münchener Straße (Lage)               | 0770                               | München, Landeshauptstadt von Bayern | vor 1922                      | Die Münchener Straße wurde im Bayerischen Viertel in Lichtenrade Süd angelegt. Weiter nach Süden wurde die Lindenstraße zwischen 1918 und 1922 wohl nach der Bepflanzung bei der Einrichtung der Straße mit Linden benannt. Sie war die Verlängerung der Münchener Straße und wurde zwischen 1932 und 1935 in diese einbezogen. Die Münchener Straße liegt mit den Grundstücken 1–44 (fortlaufend) zwischen Pechstein- und über Pasinger Straße als Sackgasse zum Wäldchen am Kirchhainer Damm. Am südlichen Straßenende befindet sich dort der Park am Franz-Neumann-Seniorenheim. Weitere Münchener Straße in Berlin besteht in Schöneberg und Frohnau. | Münchener Straße |
| Nahariyastraße (Lage)                 | 0600                               | Naharija, Stadt in Israel, Partnerstadt von Tempelhof | 1. Dez. 1973                  | Die Straße liegt zwischen Bornhagenweg und Groß-Ziethener Straße. Es ist eine breite Straße mit 30er-Zone, die mit einem Neubauviertel mit mehrgeschossigen Häusern bebaut ist. Die Wohnhäuser stehen – wie im Gropiusviertel – hinter Parkplätzen mit Bäumen und Hecken als Lärmschutz. Die vorherige Straße 17 wurde 1973 nach der israelischen Partnerstadt des damaligen Bezirks Tempelhof benannt, es war 1970 die erste kommunale Partnerschaft zwischen einer deutschen und einer israelischen Gemeinde. Die Straße gibt regional als Nahariyakiez im Volksparkviertel der Gegend einen intern genutzten Namen. Das Neubaugebiet Lichtenrade-Ost (Nahariya- und Skarbinastraße) für etwa 5000 Bewohner entstand in den Jahren 1973–1977. An der Westseite der Straße zwischen Skarbina- und Tietjenstraße befindet sich die „Narahiya-Schule“. | Nahariyastraße |
| Neanderstraße (Lage)                  | 0830                               | Joachim Neander (1650–1680), Kirchenlieddichter | vor 1922                      | Die Straße liegt zwischen Geibelstraße (Lessingplatz) und Barnetstraße. Allerdings ist sie am Bereich des ehemaligen Güteraußenrings unterbrochen. Dadurch führt sie von der Barnetstraße her als Sackgasse und 30er-Zone auf einem halbseitig befestigten, sonst unbefestigten Geländestück mit Pkw-Wendefläche von der ein Fuß-/Radweg weiterführt. Hier liegen die Kleingärten der Bahnlandwirtschaft auf der Westseite Neanderstraße 24–29 (fortlaufend), auf der Gegenseite Neanderstraße 42/Fontanestraße 23. Die projektierte Fontanestraße ist ebenfalls als Fahrstraße unterbrochen. Die Grundstückszählung ist fortlaufend und führt ab Barnetstraße nach Norden westlich ab 33 rückzählend und östlich ab 35 vorwärtszählend. Im Bereich der Unterbrechung steht das Wohnhaus auf Grundstück 40 und es folgt das unbebaute Grundstücke 41 (hier Ecke Fontanestraße). Weiter nach Norden mit Einfamilienhäusern unterschiedlicher Baujahre geht die Straße ab 23 bzw. 43 mit einem in der Mitte liegenden Plattenweg als Fahrstraße in einem Drittel der trassierten Straßenbreite und beiderseitig unbefestigten oder vom Anlieger gestalteten „Rand“-Streifen vor den Grundstücken. Nördlich der Goethestraße folgt eine Pflasterstraße mit Gehwegen und altem Baumbestand, teilweise mit Siedlungs-, teilweise mit Mehrfamilienhäusern bebaut. Vor der Lessingstraße befindet sich ein Spielplatz, sodass die Bebauung an der Ostseite bei 60 endet und an der Westseite am Lessingplatz bis zur Ecke Geibelstraße weiterführt. Diese heutige Straßensituation deckt sich mit der Übersichtskarte aus dem Jahr 1921, wobei damals alle Parzellen der Neanderstraße noch unbebaut waren und der Güteraußenring noch nicht kreuzte. Insgesamt ist die Neanderstraße 1943 schon nahezu komplett mit Wohnhäusern bebaut und bewohnt. | Neanderstraße · Fußweg an der ehemaligen Güteraußenbahn, der die Neanderstraße trennt                                                                        |
| Nespersteig (Lage)                    | 0100                               | Eugen Nesper (1879–1961), Hochfrequenztechniker | 1. Apr. 1975                  | Die Straße 84 wurde 1975 benannt und liegt zwischen Poleigrund und Schichauweg. Die kurze Straße endet mit dem Poleigrund an der Ortsteilgrenze, eine zweispurige Asphaltstraße in einer 30er-Zone, auf beiden Seiten Gehwege mit Gehwegplatten und dichter Bestrauchung auf den Grundstücksvorgärten. | Nespersteig |
| Neue Heimat (Lage)                    | 0340                               | Neue Heimat, als Unterkunft für Flüchtlinge aus der DDR | 4. Aug. 1954                  | Die Straße liegt im West- nach Südbogen zwischen Schiller- und Grimmstraße. Der Straßenname geht auf die Nutzung der hier unweit vom Notaufnahmelager Marienfelde gebauten dreigeschossigen Häuser mit Wohnungen für Flüchtlinge aus der DDR zurück. | Neue Heimat |
| Norstedter Weg (Lage)                 | 0100                               | Norstedt, Gemeinde in Schleswig-Holstein | 1. Nov. 1973                  | Die Straße liegt zwischen Rapstedter Weg und Kettinger Straße am Nordwestrand des Ortsteils. Am 1. November 1973 wurde der Weg zunächst als Nordstedter Weg benannt. Die Korrektur des Namens in Norstedter Weg wurde am 6. August 1973 bekanntgegeben. | Norstedter Weg |
| Nürnberger Straße (Lage)              | 0450                               | Nürnberg, Stadt in Bayern, Hauptstadt Frankens | vor 1921 (1876?)              | Die ruhige Wohnstraße im „Bayerischen Viertel“ ist überwiegend mit Einfamilienhäusern bebaut und liegt zwischen Kirchhainer Damm und Augsburger Platz. Das Viertel liegt im Südosten des Ortsteils nahe der Stadtgrenze, im Süden und Osten (ehemaliger Mauerstreifen) befinden sich größere Grünflächen und Parks (Wäldchen am Kirchhainer Damm). Die Straße ist im Adressbuch 1922 mit den bebauten und bewohnten südlichen Grundstücken 1–16 und auf der anderen Straßenseite 17–19 (fortlaufend) angegeben. Die Grundstücke 2, 3, 7–9, 11, 12, 14 und die nördlichen zwischen Münchener und Kaiser-Wilhelm-Straße (heute: Kirchhainer Damm) sind als Baustellen (vergeben, aber unbebaut) notiert. Heute bestehen die bebauten Grundstücke 1–32 (fortlaufend). Eine weitere Nürnberger Straße liegt im Bezirk Charlottenburg-Wilmersdorf. | Nürnberger Straße |
| Nuthestraße (Lage)                    | 1200                               | Nuthe, Fluss in Brandenburg |                               | Die Nuthestraße liegt östlich parallel zur Bahnstrecke zwischen Barnet- und Steinstraße. Im Norden, in Bahnhofnähe, stehen an der Bahnseite Kaufhallen und im südlichen Bereich befinden sich Gärten der Bahnlandwirtschaft und Gewerbeobjekte. Die Gegenseite ist mit Ein- und Mehrfamilienhäusern bebaut. | |
| Oranienburger Straße (Lage)           | 0290                               | Oranienburg, Stadt in Brandenburg | vor 1921                      | Die Straße liegt zwischen Soldiner/Küstriner Straße (Küstriner Platz) und der Ortsteilgrenze am Rademeierweg. | Berlin-Lichtenrade Oranienburger Straße |
| Ottilie-Ehlers-Kollwitz-Straße (Lage) | 0060                               | Ottilie Ehlers-Kollwitz (1900–1963), Grafikerin und Malerin | 15. Juli 2025                 | Die Straße geht von der Groß-Ziethener-Straße gegenüber der Schumpeterstraße nach Süden ab. Die Sackgasse, als verkehrsberuhigter Bereich ausgewiesen, erschließt die zugeordneten Grundstücke 1 und 3 (ungerade). Sie blieb bei den städtebaulichen Änderungen Ende der 1960er Jahre / Anfang der 1970er Jahre bis 2025 als Straße 40 unbenannt erhalten. | Ottilie-Ehlers-Kollwitz-Straße |
| Paetschstraße (Lage)                  | 0500                               | Wilhelm Paetsch (1858–1917), Gutsbesitzer in Lichtenrade | nach 1922                     | Die gepflasterte Straße mit zwei Gehwegen, die mit Straßenbäumen bestanden sind, erhielt zwischen 1922 und 1925 ihren Namen. Sie liegt zwischen Prinzessinnenstraße und Wolziger Zeile. 1943 standen an der Straße 20 Wohnhäuser und Sommerhäuser, teilweise auch als Mehrfamilienhäuser in Hufeisennummerierung zwischen Prinzessinnenstraße, Hohenzollernplatz, -straße und Wolziger Zeile. Im Adressbuch 1930 hat sie Anschluss zur Charlottenstraße über die Prinzessinnenstraße hinaus, allerdings ist dieser unbebaut. Auf dem heutigen Verlauf stehen zwölf Wohnhäuser und auf Grundstück 33 steht ein bewohntes Mehrfamilienhaus. | Berlin-Lichtenrade Paetschstraße |
| Paplitzer Straße (Lage)               | 1200                               | Paplitz, Ortsteil der Stadt Baruth/Mark in Brandenburg | 31. Aug. 1949                 | Die Straße führt vom Kirchhainer/Lichtenrader Damm über die Saalower Straße weiter als Sackgasse zur Stadtgrenze. Hier führt der Berliner Mauerweg am Ostende der Bahnumführung auf Brandenburger Seite, wo hinter dem Waldstück des ehemaligen Mauerstreifens Ackerland folgt. Die Straße in Lichtenrade-Ost wurde um 1908 als Kaiserstraße angelegt. | Haus Kirchbachstraße Ecke Paplitzer Straße |
| Pasinger Straße (Lage)                | 0890                               | Pasing, Stadtteil der Stadt München in Bayern | 20. Juli 1938                 | Die Straße liegt zwischen Kirchhainer Damm und Wittelsbacherstraße und wurde bei der Benennung aus den bereits vor 1922 projektierten Erlanger und Rothenburger Straße benannt, die ihrerseits nach Städten in Bayern benannt waren. Die Erlanger Straße verlief ursprünglich von der Kaiser-Wilhelm-Straße (heute: Kirchhainer Damm) über die Augsburger Straße hinweg. Der Verlauf der Erlanger Straße wurde um 1938 verändert, sie verlief dann in einem Bogen nördlich zur Wittelsbacherstraße. | Pasinger Straße, vom Kirchhainer Damm aus gesehen |
| Passauer Straße (Lage)                | 0100                               | Passau, Stadt in Bayern | vor 1922                      | Sie liegt zwischen Landshuter und Wittelsbacherstraße und wurde vor 1920 mit der Projektierung des Bayerischen Viertels in Lichterfelde Süd eingerichtet. | Passauer Straße |
| Pechsteinstraße (Lage)                | 1180                               | Max Pechstein (1881–1955), Maler | 1. Feb. 1969                  | Die Straße führt zwischen Im Domstift über die Tutzinger Straße hinweg als Sackgasse an die Stadtgrenze. Vom Westen kommend knickt sie am Lichtenrader Graben (nahe der Becksteinstraße) südostwärts. Je ein Teilstück der Würzburger Straße und der Bayerischen Straße wurden 1969 zusammengeführt und in Pechsteinstraße umbenannt. Die Bayerische Straße wurde im Bayerischen Viertel von Lichtenrade um 1915 auf der Trasse der bereits seit vor 1900 bestehenden Klein-Ziethener-Straße angelegt, diese führte von Lichtenrade nach Klein Ziethen. Die Bayerische Straße verlief von der Dorfstraße (heute: Alt-Lichtenrade) bis zur Gemarkungslinie. Ab 1963 wurden erhebliche Baumaßnahmen in dieser Region durchgeführt und die Trasse teilweise überbaut. 1969 wurde ein Abschnitt in den Bornhagenweg und ein weiterer in die Pechsteinstraße einbezogen. | Pechsteinstraße · Wohnhaus in der Pechsteinstraße |
| Petkusser Straße (Lage)               | 0520                               | Petkus, Ortsteil der Stadt Baruth/Mark in Brandenburg | 31. Aug. 1949                 | Zwischen Horstwalder (gegenüber Kesselstraße) und Paplitzer Straße liegt sie parallel an der Ostseite der Bahnstrecke und biegt am Südende wegen der Stadtgrenze ostwärts ab. Auf der Petkusser Straße verläuft der geplante Ostabschnitt der Bahnumführung des Mauerwegs. Angelegt wurde der Straßenverlauf bereits in den 1920er Jahren mit der Siedlung als Wrangelstraße, nach dem volkstümlichen preußischen Heerführer und Gouverneur von Berlin Papa Wrangel (1784–1877). | Haus in der Petkusser Straße |
| Pfarrer-Lütkehaus-Platz (Lage)        | 0100 × 30                          | Wilhelm Lütkehaus (1900–1980), Pfarrer in Lichtenrade | 20. Dez. 2001                 | Der Platz an der Bahnhofstraße hat nur die Salvatorkirche als Anlieger, eine Bushaltestelle und mehrere Verkaufsbuden befinden sich an dem Platz gegenüber vom S-Bahnhof Lichtenrade. Die Platzfläche besteht vorwiegend aus Parkplatz am S-Bahnhof und Buswendeschleife. Lütkehaus war 1932–1972 Pfarrer in Lichtenrade, er war Vorsitzender der Stiftung St. Elisabeth, die das Christophorus-Kinderkrankenhaus betreibt. 1967 erhielt er das Bundesverdienstkreuz Erster Klasse. Der Bezirk ehrte mit der Namensgebung das Lebenswerk von Pfarrer Lütkehaus, die feierliche Einweihung des zuvor namenlosen Platzes fand am 22. Dezember 2001 statt. Die Kirche und ihre Nebengebäude haben als Adresse Pfarrer-Lütkehaus-Platz 1, sie liegt nach Süden in der Tiefe von der Bahnhofstraße zwischen der ebenerdigen S-Bahnlinie und der Briesingstraße. | Pfarrer-Lütkehaus-Platz |
| Poleigrund (Lage)                     | 0410 (im Ortsteil)                 | Poleigrund, alte Flurbezeichnung | 1. Nov. 1953                  | Das Straßenland und das Gewerbegebiet an der Nordseite befinden sich in Marienfelde, im Ortsteil liegen die Grundstücke 3–39 (ungerade) auf der gesamten Südseite der Straße. Die Straße verläuft auf einem alten Hochmoorgebiet, wo (wohl) die Polei-Minze heimisch gewesen ist. Die Straße liegt zwischen Motzener und Miethestraße, durch den Nespersteig ist sie auf halbem Wege mit dem Schichauweg, der im Süden parallel verläuft, verbunden. Trassiert ist der Verkehrsweg im Bebauungsplan als Straße 92. Die breite asphaltierte Straße mit Gehwegen (mit Gehwegschäden) auf beiden Seiten ist im Süden mit Ein- teilweise Zweifamilienhäusern mit Vorgärten bebaut. Die 30er-Zone ist in beide Richtungen befahrbar, von der Miethestraße ist die Einfahrt für Kraftfahrzeuge untersagt, aber für Radfahrer ist sie frei. | Poleigrund, der Haus im Hintergrund gehört bereits zu Marienfelde                                                                                            |
| Potsdamer Straße (Lage)               | 0580                               | Potsdam, Landeshauptstadt von Brandenburg | vor 1922                      | Zwischen Alt-Lichtenrade und Töpchiner Weg liegt die Potsdamer Straße, die nicht nach der Richtung, sondern gemeinsam mit den umliegenden Straßen nach Städten in Preußen benannt sind. | Potsdamer Straße westwärts ab Töpchiner Weg |
| Prinzessinnenstraße (Lage)            | 0650                               | Prinzessin | um 1912                       | Die ruhige Wohnstraße ist überwiegend mit alten und neuen Stadtvillen bebaut, nur in der Nähe vom S-Bahnhof Lichtenrade gibt es Gewerbeeinheiten. Die gepflasterte Straße endet (im Westen) für Autos als Sackgasse an einem kleinen Wäldchen, das auf dem ehemaligen Mauerstreifen in Brandenburger Gebiet liegt. Südlich liegt die Hohenzollernstraße parallel. 100 Meter der Straße zwischen Wünsdorfer Straße und der Bahnüberführung (fortgesetzt von der Bahnhofstraße) sind asphaltiert und gehören zum regionalen Hauptstraßensystem Berlins, der zum Stadtrand nach Westen führende Abschnitt ist als Kategorie V (sonstiges) eingestuft. Der S-Bahnhof liegt an der Nordostecke der Straße, die Bahnüberführung ist beschrankt, ebenerdig und eingleisig. Eine weitere Berliner Straße mit gleichen Namen liegt im Ortsteil Kreuzberg. | Maximilian gegenüber vom Bahnhof · Prinzessinnenstraße |
| Prinz-Heinrich-Straße (Lage)          | 0320                               | Prinz Heinrich (1862–1929), deutscher Großadmiral, Bruder Kaiser Wilhelms II. | vor 1922                      | Die Straße liegt zwischen Blohm- und Prinzessinnenstraße unweit des Bahnhofs Lichtenrade im Hohenzollernviertel, in dem Straßen nach den Hohenzollern benannt sind. | Betriebshaltestelle der Buslinie 172 in der Prinz-Heinrich-Straße                                                                                            |
| Raabestraße (Lage)                    | 0870                               | Wilhelm Raabe (1831–1910), Schriftsteller | vor 1922                      | Die Straße ist fortlaufend in der Hufeisennummerierung wie die Straßen hier im Dichterviertel im Norden des Ortsteils nummeriert. Sie liegt zwischen Lichtenrader Damm und Geibelstraße (Ecke Kettinger Straße). | Raabestraße |
| Rackebüller Weg (Lage)                | 1260                               | Rackebüll (deutscher Name von Ragebøl), Ortsteil der Stadt Sønderborg in Dänemark | 28. Sep. 1935                 | Der Rackebüller Weg liegt zwischen Lenau- und Goethestraße und führt über letztere als Sackgasse bis zur Kolonie Wiesengrund, einer Gartenanlage der Bahnlandwirtschaft, die hier am Gelände des ehemaligen Güteraußenrings liegt. Die nach Dichtern benannten Gerhardt- und die Rückertstraße wurden 1935 zusammengeführt und in Rackebüller Weg umbenannt. Der nordschleswigsche Ort kam nach einer Volksabstimmung vom Februar 1920 von Deutschland an Dänemark und besaß in der NS-Zeit als Folge des Vertrags von Versaille propagandistische Bedeutung. | Rackebüller Weg |
| Rademeierweg (Lage)                   | 0320                               | Rademeier, alte Lichtenrader Bauernfamilie | 29. Jan. 1957                 | Die Straße, zuerst Straße 13 des Bebauungsplans, verläuft zwischen Bernauer und Oranienburger Straße. Das Straßenland und die südlichen Grundstücke 1–13 (ungerade) liegen im Ortsteil, die nördlichen gehören zu Buckow, dadurch trennt die Straße zugleich die Bezirke Tempelhof-Schöneberg und Neukölln. Die namengebende Familie Rademeier ist ein märkisches Bauern- und Schulzengeschlecht aus Buckow, das seit 1697 in Lichtenrade ansässig war. Das Land gehörte nach der Separation der Familie Rademeier. Fünf Familienmitglieder stellten von 1720 bis 1855 die Ortsschulzen. | Rademeierweg |
| Rangsdorfer Straße (Lage)             | 0840                               | Rangsdorf, Gemeinde in Brandenburg | 11. Mai 1938                  | Die Straße liegt zwischen Elisabethstraße und Wolziger Zeile. 1938 wurden die um 1913 angelegte und nach dem Theologen und Politiker Richter benannte Richter- und die um 1906 eingerichtete Kaiserin-Augusta-Straße zusammengeführt und in Rangsdorfer Straße umbenannt. | Berlin-Lichtenrade Rangsdorfer Straße |
| Rapstedter Weg (Lage)                 | 0790                               | Rapstedt (deutscher Name von Ravsted), Gemeinde in Dänemark | 20. Juli 1938                 | Für das Baugebiet Rapstedter Weg wurde am 15. Mai 1987 der Bebauungsplan XIII-223 beschlossen. Der Rapstedter Weg, vorher Straße 19 des Bebauungsplans, liegt zwischen Halker Zeile und Dörfelweg. Die Umbenennung 1938, in der NS-Zeit, nach dem nordschleswigschen Ort, der nach einer Volksabstimmung vom Februar 1920 von Deutschland an Dänemark kam hatte auch propagandistische Ursachen. | Rapstedter Weg |
| Rathenower Straße (Lage)              | 0520                               | Rathenow, Stadt in Brandenburg | um 1922                       | Die Straße zwischen Bernauer Straße und Töpchiner Weg liegt in einem Gebiet im Nordosten des Ortsteils in dem Straßen nach Orten und Städten in der Nähe Berlins benannt sind. | Rathenower Straße |
| Regensburger Straße (Lage)            | 0410                               | Regensburg, Stadt in Bayern | vor 1915                      | Die Straße liegt zwischen Augsburger Straße (Augsburger Platz) und Kirchhainer Damm und wurde bereits beim Projektieren des Bayerischen Viertels in dieser Trasse vorgesehen. | Regensburger Straße |
| Rehagener Platz (Lage)                | 0110 × 90 × 90                     | Rehagen, Ortsteil der Gemeinde Am Mellensee in Brandenburg | 1. März 1969                  | Der Platz erhielt zwischen 1923 und 1925 den Namen als Moltkeplatz nach dem preußischen Generalfeldmarschall Helmuth Karl Bernhard von Moltke (1800–1891), „Moltke der Ältere (d. Ä.)“ und wurde im März 1969 umbenannt. Er liegt im Dreieck zwischen Rehagener, Goltz- und Kirchbachstraße, ist aber nicht in der aktuellen amtlichen Liste verzeichnet. | Rehagener Platz |
| Rehagener Straße (Lage)               | 0900                               | Rehagen, Ortsteil der Gemeinde Am Mellensee in Brandenburg | 1. März 1969                  | Die Straße war vor 1921 projektiert und angelegt worden, benannt nach dem preußischen General Moltke im Viertel mit Straßen nach preußischen Militärs in Lichtenrade Süd zwischen Bahnstrecke und Chaussee. Sie verläuft von der Mellener Straße bis zur Horstwalder Straße. | Rehagener Straße nördlich der Bahnhofstraße |
| Reichnerweg (Lage)                    | 0550                               | Wilhelm Reichner (1885–1936), Heimatschriftsteller und Zeichner | 1. Nov. 1953                  | Die Straße 3 ist bereits 1935 im Adressbuch zwischen Berliner Straße, Zeißpfad und Feldmark mit einem bebauten und bewohnten Grundstück genannt. Sie liegt zwischen Lichtenrader Damm und Bernauer Straße am Nordrand des Ortsteils. Sie wurde 1953 als eine der Nummernstraßen nach Reichner, dem Heimatschriftsteller für das Teltower Gebiet, der durch seine Wanderbücher über den Teltow („Teltower Wandersmann“) bekannt wurde, benannt. | Berlin-Lichtenrade Reichnerweg |
| Rennsteig (Lage)                      | 0290                               | Rennsteig, Kammweg im Thüringer Wald | 13. Feb. 1957                 | Die Straße wurde schon vor 1922 als Saalburgstraße in Lichtenrade-Ost (Taunusviertel) trassiert und angelegt. Sie liegt zwischen Groß-Ziethener Straße und Weilburgstraße. | Rennsteig |
| Rhinstraße (Lage)                     | 0410                               | Rhin, Fluss in Brandenburg |                               | Die Rhinstraße liegt zwischen Dosse- und Steinstraße, sie erschließt mit ihrer Lage dreigeschossige Wohnbauten südwestlich der Barnetstraße aus den 1960er Jahren. | Kleiner Park an der Rhinstraße |
| Riedingerstraße (Lage)                | 0180                               | Ludwig August Riedinger (1809–1879), Unternehmer | 13. Feb. 1957                 | Die Straße liegt zwischen Bahnhofstraße und Gerstnerweg und schließt an das Wohngebiet der John-Locke-Straße an. Am 4. August 1930 wurde hier die vorherige Straße 87 nach Bebauungsplan als Riedingstraße trassiert. 1957 wurde die Korrektur des Namens in Riedingerstraße vorgenommen. Die Befestigung der Straße nördlich vom Gerstnerweg war Anfang der 1960er Jahre nicht abgeschlossen und wohl auch unbebaut. Die endgültige Anlage erfolgte mit der Bebauung an der Barnetstraße und der heutigen Trassierung der Marienfelder Straße zur Barnetstraße. | Berlin-Lichtenrade Riedingerstraße |
| Rieflerstraße (Lage)                  | 0160                               | Sigmund Riefler (1847–1912), Unternehmer | 4. Aug. 1930                  | Die Straße 96 nach Bebauungsplans wurde 1930 in ihrer Lage zwischen Nuthe- und Rhinstraße angelegt. | |
| Ringelnatzstraße (Lage)               | 0340                               | Joachim Ringelnatz (1883–1934), Schriftsteller | 1. Juni 1970                  | Die Ringelnatzstraße liegt zwischen Alt-Lichtenrade und Fehlingstraße und setzt die Happestraße über letztere fort. Sie entstand mit der Bebauung im nördlichen Dreieck zwischen Alt-Lichtenrade und Lichtenrader Damm mit dreigeschossigen Wohnbebauten. | Ringelnatzstraße |
| Rohrbachstraße (Lage)                 | 0500                               | Franz Carl Emil Rohrbach (1854–1915), Grundbesitzer in Lichtenrade | 19. Dez. 1903                 | Die Straße zwischen Prinzessinnenstraße und Wolziger wurde nach Rohrbach als Mitbegründer und Vorsitzender des Grundbesitzervereins in Lichtenrade benannt. | Berlin-Lichtenrade Rohrbachstraße |
| Rotenkruger Weg (Lage)                | 1480                               | Rotenkrug (deutscher Name von Rødekro), Gemeinde in Dänemark | 20. Juli 1938                 | Der Rotenkruger Weg ist zwischen Fontane- und Goethestraße im Dichterviertel Lichtenrades unterbrochen, die gesamte Straßentrasse liegt zwischen Kettinger Straße und Barnetstraße (Ekensunder Platz). Der Rotenkruger Weg ist im Bereich des vormaligen Güteraußenrings nördlich der Fontanestraße als Fahrstraße unterbrochen. Ab Fontanestraße führt eine Sackgasse noch 30 Meter zu einem Fußweg, der zum nördlichen Abschnitt einer Pflasterstraße mit Gehwegen führt. Dieser Abschnitt südlich der Goethestraße ist ebenfalls eine Sackgasse, die notwendige Umfahrung der Trennstelle zum Erreichen der Grundstücke ist als Zusatzschild an beiden Stellen angegeben. | Rotenkruger Weg |
| Rudolf-Pechel-Straße (Lage)           | 0280                               | Rudolf Pechel (1882–1961), Widerstandskämpfer gegen den Nationalsozialismus | 3. März 1969                  | Die Straße geht nördlich vom ehemaligen Güteraußenring von der Geibelstraße im Bogen ab. Sie umschließt die Anlage einer Seniorenwohnanlage, die auf einem Gelände entstand das vorher unbebaut war. Vorher als Straße 52a des Bebauungsplans wurde die Straße 1969 in der Schreibweise Rudolph-Peschel-Straße angegeben und noch im selben Jahr in die heutige Schreibweise korrigiert. | Seniorenwohnanlage in der Rudolf-Pechel-Straße |
| Saalower Straße (Lage)                | 0560                               | Saalow, Ortsteil der Gemeinde Am Mellensee in Brandenburg | 31. Aug. 1949                 | Sie liegt zwischen Paplitzer und Seydlitzstraße, westlich der Bahnstrecke am Südrand des Ortsteils. Mit den bebauten Grundstücken an der Straßensüdseite grenzen diese an die Stadtgrenze und befanden sich zwischen 1961 und 1990 an der Berliner Mauer. Über die Seydlitzstraße geht die Straße als Sackgasse noch 100 Meter bis ans Gelände der „Parkwohnanlage Birkenhain“ am Kirchhainer Damm, auf das Gelände der langjährig hier stehenden Seniorenheime. Die schon vor 1922 (östlich der Galluner Straße) angelegte Kleist- und die (westliche) Winterfeldtstraße wurden 1949 zur Saalower Straße zusammengeführt. | Saalower Straße |
| Scharnhorststraße (Lage)              | 0210                               | Gerhard von Scharnhorst (1755–1813), preußischer General | vor 1922                      | Die Scharnhorststraße liegt zwischen Seydlitz- und Lützowstraße. Im Ortsteil Mitte gibt es eine gleichnamige Straße. | Scharnhorststraße |
| Scheerbartweg (Lage)                  | 0110                               | Paul Scheerbart (1863–1915), Schriftsteller | 31. Aug. 1949                 | Eine bereits bestehende Straße wurde 1949 benannt und geht westlich vom Kettinger Weg ab, als Fußweg führt ein Anschluss zum Eisnerweg. Der Scheerbartweg erschließt hier die Wohngrundstücke in der dreieckigen nach Norden breiter werdenden Siedlungsfläche. | Wendekreis im Scheerbartweg |
| Schichauweg (Lage)                    | 0520                               | Ferdinand Schichau (1814–1896), Schiffbauingenieur und Unternehmer | 4. Aug. 1930                  | Der Schichauweg liegt zwischen Bahnbrücke und Motzener Straße im Ortsteil. Die Grundstücke 1–35 (ungerade) und 2–46 (gerade) gehören zum Ortsteil, die Straße verläuft nach Westen in Marienfelde weiter. Im Ortsteil ist der Schichauweg eine stark befahrene Wohnstraße, die überwiegend mit Einfamilienhäusern bebaut ist. Ab der Motzener Straße, im Ortsteil Marienfelde, befinden sich auf der Nordseite einige Industrieansiedlungen, ein Zugang zum Freizeitpark Marienfelde und das Gelände des ehemaligen Wasserwerks Marienfelde. Die Straße endet für Autos an einem Institut des Umweltbundesamtes. Fußgänger kommen hier weiter zum Diedersdorfer Weg und zur Stadtrandsiedlung Marienfelde. Südlich der Straße liegt die Marienfelder Feldmark mit dem Wäldchen am Königsgraben. Direkt an der Straße befindet sich der S-Bahnhof Schichauweg. Im Adressbuch von 1932 ist der Schichauweg Marienfelde zugeordnet, wobei die Ortsteilgrenzen innerhalb des Bezirks Tempelhof erst 1949 neu geordnet wurden. | Schichauweg Ecke Egestorffstraße; westlich wird der Schichauweg in Marienfelde fortgeführt · S-Bahnhof Schichauweg, von der gleichnamigen Straße aus gesehen |
| Schillerstraße (Lage)                 | 1630                               | Friedrich Schiller (1759–1805), Dichter | vor 1909                      | Die Schillerstraße liegt im Dichterviertel, dem nordöstlichen Siedlungsgebiet im Ortsteil, zwischen Kettinger- und Grimmstraße. Allerdings ist sie nördlich der Fontanestraße als Fahrstraße durch einen Fußweg unterbrochen der durch eine Grünfläche zwischen den Gärten der Bahnlandwirtschaft führt, die hier auf dem Bahngelände des ehemaligen Güteraußenrings entstanden. Von der Grimmstraße nordwärts geht die Pflasterstraße nach Westen in die Fontanestraße über. Von der Goethestraße im Norden geht eine 250 Meter lange Sackgasse bis an eine durch Leitplanken abgesperrte 30 Meter breite Grünfläche. Bei der geplanten Bebauung der Siedlung ist die Schillerstraße parallel zur Berliner Straße (heute: Lichtenrader Damm) zwischen Lenaustraße und durchgehend bis Grimmstraße trassiert, im Süden schloss sich eine unbeachtete Flurmark bis Marienfelder Straße an. | Gebäude der Bruno-H.-Bürgel-Grundschule in der Schillerstraße                                                                                                |
| Schottburger Straße (Lage)            | 0190                               | Schottburg (deutscher Name von Skodborg), Gemeinde in Dänemark | 10. Okt. 1936                 | Die Straße liegt zwischen Lintruper und Uhlandstraße, sie war bereits bei der Planung der Siedlung im Nordosten des Ortsteils (Dichterviertel) in dieser Lage als Voßstraße vorgesehen. Die Umbenennung erfolgte 1936 wohl nach dem Muster der benachbarten Straßen, da es weitere Voßstraßen in Berlin gab, insbesondere in zentralen Ortsteilen. Für 1935 ist die Voßstraße zwischen Berliner, Lintruper, Gerhardt-, Humboldtstraße mit fünf bebauten von 15 Grundstücken notiert. | Schottburger Straße Ecke Rackebüller Weg |
| Schumpeterstraße (Lage)               | 0210                               | Joseph Schumpeter (1883–1950), Nationalökonom | 1. Apr. 1975                  | Diese Straße geht von der Groß-Ziethener Straße zwischen Alt-Lichtenrade und Lichtenrader Damm nach Norden ab. Über die Grünfläche am Lichtenrader Graben hinweg setzt ein Fußweg in der Happestraße fort. Die Straße erschließt mehrere Einfamilienhäuser in Reihenbauweise westlich vom alten Ortskern und endet in einem Wendehammer. Anfang der 1960er Jahre noch als südlicher Teil der Happestraße vorgesehen und nicht genau trassiert, erfolgte wohl der Ausbau und das Anlegen der Straße im Zusammenhang mit der Neubebauung im Ortsteil, die auch zur Änderung der Führung der Marienfelder zur Barnetstraße führte. Im Bebauungsplan liegt die Straße in der Trasse von Straße 479 und Straße 40. | Schumpeterstraße |
| Schwalbachstraße (Lage)               | 0250                               | Bad Schwalbach, Stadt in Hessen | vor 1922                      | Die Straße führt parallel zu Krontal- und dem nördlichen Abschnitt der Braunfelsstraße südlich vom Töpchiner Weg abgehend über die Kambacher Straße als Sackgasse weiter. Sie ist bereits bei der Planung der Siedlung im Nordosten des Ortsteils in dieser Lage eingetragen nach Süden in die Feldmark hinein, wo sich heute die Wohnhäuser der Kloster-Zinna-Straße befinden. | Schwalbachstraße südwärts ab Kambergstraße |
| Schwebelstraße (Lage)                 | 0390                               | Oskar Schwebel (1845–1891), Schriftsteller (Geschichte Berlins und Brandenburgs) | 1. Nov. 1953                  | Die Schwebelstraße wurde in den 1930er Jahren als Straße 10 angelegt und bebaut. Sie liegt zwischen Lichtenrader Damm und Bernauer Straße und setzt sich in der Landsberger Straße fort. In der Planung liegt sie auf dem Gebiet der „Siedlung Baublock III“ aus den 1920er Jahren. An der Südseite der östlichen Schwebelstraße steht die Kirche Zu den heiligen Märtyrern von Afrika. | Schwebelstraße |
| Schwedter Straße (Lage)               | 0500                               | Schwedt/Oder, Stadt in Brandenburg | vor 1922                      | Die Straße liegt im Siedlungsgebiet im Nordosten des Ortsteils zwischen Griembergweg und dem Anschluss der Bernauer Straße. Von diesem Anschluss führt eine Sackgasse nach Süden weiter, die als Fußweg zur Alt-Lichtenrade durchführt. Die Straße ist vorwiegend mit Einfamilienhäusern bebaut, zu denen in den 1990er Jahren auch Freiflächen, sowie insbesondere am Südende zweigeschossige Reihenhäuser hinzu kamen. Die Schwedter Straße, damals unbebaut, ist in der heutigen Lage bereits im Plan von 1921 aufgeführt. Die Schwedter Straße ist eine unbefestigte Straße ohne Straßenentwässerung, die in der Breite gedrittelt ist mit einem asphaltierten Fahrband in der Mitte und vom Anlieger gestalteten Randstreifen, teilweise als Grünfläche oder plattenbelegten Gehweg, aber auch unbefestigt. | Schwedter Straße |
| Seltersstraße (Lage)                  | 0100                               | Selters, Gemeinde in Hessen | vor 1922                      | Die Seltersstraße liegt zwischen Töpchiner Weg und Braunfelsstraße mit den bebauten Grundstücken Seltersstraße 1, 1b (ungerade) und 2–4 (gerade). Die Straße hat eine befahrbares Asphaltband und breite unbefestigte Randstreifen. Sie ist die nördlichste des Taunusviertels im Ortsteil. Die Straße ist in den 1930er Jahren als Selterser Straße in den Adressbüchern genannt. | Seltersstraße ostwärts ab Töpchiner Weg |
| Seydlitzplatz (Lage)                  | 0080 × 80 × 70                     | Friedrich Wilhelm von Seydlitz (1721–1773), preußischer General |                               | Der Seydlitzplatz wird von der Paplitzer und Seydlitzstraße und an der Südseite der Scharnhorststraße begrenzt. Der Platz trägt ein entsprechendes Straßenschild, er fehlt jedoch in der amtlichen Liste. Von Pflasterstraßen umgeben, steht auf der Rasenfläche ein Baum (eine große, alte Birke) sowie drei Bäume an der Platzseite der Paplitzer Straße. Der heutige Platz ist bereits im Besiedlungsplan von 1921 in gleicher Lage eingezeichnet. | Wasserpumpe am Seydlitzplatz |
| Seydlitzstraße (Lage)                 | 0580                               | Friedrich Wilhelm von Seydlitz (1721–1773), preußischer General | vor 1921                      | Die Pflasterstraße mit den Grundstücken Seydlitzstraße 1–40 (fortlaufend) in Hufeisennummerierung liegt zwischen Paplitzer und Saalower Straße, über die sie als 60 Meter lange Sackgasse bis zur Stadtgrenze reicht. Die Sackgasse westlich vom Kirchhainer Damm, ist mit einer schließbaren Schranke versehen und geht im Süden als Fußweg in ein Waldgebiet auf Brandenburger Gebiet hinein, wo der Mauerweg liegt. Am Ende der Sackgasse verlief zwischen 1961 und 1990 jenseits der West-Berliner Stadtgrenze die Berliner Mauer. | Wohnhäuser am Ende der Seydlitzstraße |
| Siekeweg (Lage)                       | 0270                               | Sieke, alte Lichtenrader Bauernfamilie | 13. Feb. 1957                 | Der Siekeweg vorher als Straße 32a angelegt, ist im Adressbuch 1938 mit fünf Wohnhäusern bebaut aufgeführt. Er liegt in L-Form zwischen Aschaffenburger und Würzburger Straße. Die Straße mit einem Asphaltband mit Pflasterrand erschließt Siedlungshäuser, die östlich der Aschaffenburger Straße und der Stadtgrenze stehen. Breite unbefestigte Randstreifen der Straße im Nord-Süd-Teil sind mit Birken bewachsen. Die namengebende Familie Sieke ist ein alt-ansässiges Bauerngeschlecht in Lichtenrade. In der Dorfstraße 6 (aktuell: Alt-Lichtenrade) wohnte bis 1766 die Lehnschulzenfamilie. Johann Christian Sieke musste wegen Verschuldung seinen Hof verkaufen. | Siekeweg |
| Simpsonweg (Lage)                     | 0340                               | William von Simpson (1881–1945), Schriftsteller | 22. Juli 1957                 | Die Straße 407 des Bebauungsplans wurde Mitte der 1950er Jahre angelegt und 1957 benannt, sie liegt zwischen Nuthe- und Geibelstraße. Die Namenswahl orientierte sich an den umgebenden Straßennamen des Dichterviertels. | Wohnhäuser im Simpsonweg |
| Skarbinastraße (Lage)                 | 0540                               | Franz Skarbina (1849–1910), Maler | 1. Aug. 1978                  | Die Straße liegt zwischen Tietjenstraße (die Aschaffenburger Straße verlängernd) und Nahariyastraße im L-förmigen Bogen. Die Straße 470 (Ost-West) und der nördliche Teil der Aschaffenburger Straße wurden 1978 zusammengeführt und in Skardinastraße benannt. Das Neubaugebiet Lichtenrade-Ost (Nahariya- und Skarbinastraße) für etwa 5000 Bewohner entstand in den Jahren 1973–1977. | Skarbinastraße |
| Sodenstraße (Lage)                    | 0300                               | Bad Soden am Taunus, Stadt in Hessen | vor 1922                      | Sie liegt zwischen Weilburg- und Groß-Ziethener Straße und ist schon auf der Karte von 1921, damals parzelliert aber noch nicht bebaut, in der heutigen Lage verzeichnet. Sie gehört zum Taunusviertel. | Sodenstraße |
| Soldiner Straße (Lage)                | 0510                               | Soldin (heute Myślibórz), Stadt in Polen | vor 1925                      | Die Straße wurde zwischen 1923 und 1925 benannt und liegt zwischen Bernauer Straße und Töpchiner Weg. Eine gleichnamige Straße liegt im Berliner Ortsteil Wedding. | Soldiner Straße vom Töpchiner Weg |
| Spirdingseestraße (Lage)              | 0630                               | Spirdingsee (heute Śniardwy), See in Polen | 11. Mai 1938                  | Die Straße liegt zwischen Lützow- und Petkusser Straße. In der Siedlung Lichtenrade Süd zwischen Bahnlinie und Chaussee wurde auf dieser Trasse die östliche Bülow- zwischen 1914 und 1925, vor 1922 die westliche Manstein- und die mittlere Schwerinstraße, alle drei nach preußischen Generälen benannt, angelegt. Diese wurden 1938 zur Spirdingseestraße zusammengefasst. Um 1922 war die Bülowstraße jedoch bis zur Chaussee (heute: Kirchhainer Damm) durchgehend vorgesehen und der Abschnitt zwischen der heutigen Seydlitz- und Lützowstraße war in der Planung als Bülowplatz ausgebildet. | Spirdingseestraße |
| Steinmetzstraße (Lage)                | 0330                               | Karl Friedrich von Steinmetz (1796–1877), preußischer Generalfeldmarschall | vor 1922                      | Die Steinmetzstraße liegt zwischen Petkusser und Paplitzer Straße mit den Grundstücken Steinmetzstraße 1–9 (fortlaufend). | Steinmetzstraße |
| Steinstraße (Lage)                    | 1060                               | Heinrich Friedrich Karl vom und zum Stein (1757–1831), preußischer Minister |                               | Die Steinstraße liegt zwischen Barnetstraße (Ekensunder Platz) und Bahnhofstraße. In dieser Straße steht das Baudenkmal der ehemaligen Mälzerei der Schöneberger Schlossbrauerei, ein 1897/1898 errichteter fünfgeschossiger Backsteinbau mit hohen Giebeln im Stile der Neorenaissance. Etwa 1890 wurde das Bornhagensche Gut aufgeteilt und der Generaldirektor der Schöneberger Schlossbrauerei, Max Fincke, erwarb 40 Morgen Land am Haltepunkt Lichtenrade der Dresdner Bahn. 1893 ließ er am Bahnhof Lichtenrade das „Wirt(h)shaus Lichtenrade“ (später als „Haus Buhr“ und „Landhaus Lichtenrade“ bekannt) erbauen und Bier seiner Brauerei ausschenken. Bis in die 1970er Jahre gab es im Biergarten das Pfingstkonzert. Die Mälzerei war lange Zeit das einzige industrielle Unternehmen in Lichtenrade, es wurden jährlich 60.000 Zentner Malz erzeugt. Die Großsiedlung an der Barnetstraße zwischen Lichtenrader Damm und Steinstraße wurde 1962–1968 von der Wohnungsbaugesellschaft Stadt und Land größtenteils in Plattenbauweise erbaut. | Mälzerei Lichtenrade: Stein-/Bahnhofstraße |
| Straße 09 (Lage)                      | 0570                               | Nummer nach Bebauungsplan | vor 1922                      | Sie liegt zwischen Töpchiner Weg und Braunfelsstraße. Die Straße verblieb in einem Streifen durch den Norden des Taunusviertels unbenannt, in dem sich Gewerbeunternehmen ansiedelten. Diese Fläche war zur Nutzung für den Güteraußenring freigehalten, der aber durch den hier östlich über die Braunfelsstraße führenden anschließenden Wechsel zwischen West-Berlin und der DDR verblieben war. Das Gewerbegebiet selbst lag südlich der Bahnstrecke des Güteraußenrings. Am östlichen Ende der Straße 9 (Südseite) wurde nach 1995 eine Wohnanlage erbaut, deren Häuser teilweise auch der Taunus- und der Krontalstraße zugeordnet sind, aber nicht mit Fahrzeugen von den Sackgassen nördlich an der Wiesbadener Straße erreichbar sind. | Straße 9 |
| Straußstraße (Lage)                   | 0270                               | Johann Strauss (1825–1899), Komponist | vor 1922                      | Die Straße liegt zwischen Wolziger Zeile und Flotowstraße in der inoffiziell Musikerviertel genannten Wohnsiedlung im äußersten Südwesten des Ortsteils. Am Südende führt sie am Lichtenrader Graben zur Nachbucht. In der Planung nach der Karte von 1921 war die Weiterführung nach Süden bis zur Stadtgrenze an die Gemarkung Mahlow vorgesehen. Die Trasse liegt in der Verlängerung der Paetschstraße. | Wohnhaus in der Straußstraße |
| Taunusstraße (Lage)                   | 0690                               | Taunus, Mittelgebirge in Hessen | vor 1922                      | Die Taunusstraße führt zwischen Groß-Ziethener-Straße und über die Wiesbadener Straße nach 60 Meter als Sackgasse nordwärts ans Gewerbegebiet südlich der Straße 9. Ein Fußweg geht zur Straße 9 durch. Diese heutige Trassenführung stimmt noch mit der Planung aus der Zeit um 1920 überein. Die Taunusstraße mit den umgebenden Straßennamen nach Orten im Taunus ist namensbildend für das Taunusviertel, gleichnamige Straße gibt es auch in Friedenau und Grunewald. | Taunusstraße an der Ecke Wiesbadener Straße südwärts. |
| Tietjenstraße (Lage)                  | 0380                               | Heinz Tietjen (1881–1967), Theaterintendant | 1. Feb. 1974                  | Durch Zusammenführung der Straße 28 und Straße 440 wurde die Tietjenstraße 1974 gebildet, die zwischen Aschaffenburger/Skarbinastraße und Beckmannstraße liegt. Sie verläuft als Fortsetzung des Hanowsteigs, mit diesem durch einen Fußweg verbunden, bis zum fünfgeschossige Wohnhaus an der Aschaffenburger Straße. | Tietjenstraße |
| Töpchiner Weg (Lage)                  | 1340                               | Töpchin, Ortsteil der Stadt Mittenwalde in Brandenburg | 21. Juli 1960                 | Der Töpchiner Weg verbindet Buckow und Lichtenrade, er liegt zwischen Gerlinger Straße / Drusenheimer Weg und Alt-Lichtenrade. Im Ortsteil liegt er südlich ab Ortsteilgrenze, die etwas nördlich der Rathenower Straße kreuzt. Diese Ortsverbindung ist als Buckower Straße auf einer Karte von 1911 namentlich zwischen Dorfstraße in Buckow (heute Alt-Buckow) und Lichtenrader Dorfstraße eingezeichnet. Im Stadtplan von 1920 hieß dann der Buckower Abschnitt der Buckower Straße von der Dorfstraße (Buckow) bis zur Grenze Lichtenrade Lichtenrader Straße. Die Fortsetzung in Lichtenrade hieß bis 1960 weiterhin Buckower Straße. Bei der Planung in den 1960er Jahren nach Schließung der Berliner Mauer um West-Berlin wurde der Töpchiner Weg als Hauptstraße ausgebaut und ist heute eine breite vierspurige Straße mit durchgehenden Gehwegen. Auf Buckower Gebiet erfolgten mehrere Umbenennungen zwischen Ortsteilgrenze und Buckower Zentrum bis zum heutigen Straßenverlauf. Sie ist im Berliner Straßennetz als Hauptstraße von regionaler Bedeutung (Kategorie III) ausgewiesen. Über die Fehlingstraße schließt sie im Süden an die B 96 und besitzt in Buckow über Gerlinger Anschluss an den Buckower Damm oder über Drusenheimer Straße zur Marienfelder Chaussee, zu Mauerzeiten als Südstraße für West-Berlin von Bedeutung. Der Lichtenrader Weg wurde 1950 zwischen der Bezirksgrenze und der Gerlinger Straße in Töpchiner Weg umbenannt. | Töpchiner Weg südwärts ab Kambergstraße. |
| Tutzinger Straße (Lage)               | 0470                               | Tutzing, Gemeinde in Bayern | 3. Nov. 1938                  | Die Straße geht von der Pechsteinstraße nach Südwesten entlang der Stadtgrenze ab. Sie gehört im Bayerischen Viertel zur in den 1920er Jahren als „Siedlung Baublock I“ vorgesehenen Siedlungsfläche. Im Bebauungsplan liegt sie auf der Trasse von Straße 130. Die Sackgasse endet südwestlich am Waldstück nördlich der „KGA Markische Heide“ am Rand des Wäldchens am Kirchhainer Damm. Zwischen 1961 und 1990 befand sich auf Brandenburger Territorium hinter den Grundstücken an der Südostseite der Straße das Gelände der Berliner Mauer. Heute ist nach nahezu einem Vierteljahrhundert ein Waldstreifen gewachsen, durch den der Berliner Mauerweg führt, auf dem Territorium von Großziethen befinden sich landwirtschaftliche Flächen. Auf dem Waldstreifen in Brandenburg von Tutzinger / Ecke Pechsteinstraße befindet sich eine BMX-Strecke. | Tutzinger Straße |
| Uhlandstraße (Lage)                   | 0840                               | Ludwig Uhland (1787–1862), Dichter | vor 1922                      | Die Uhlandstraße liegt zwischen Humboldtstraße und Lenaustraße. An ihrem Südende (Ecke Humboldtstraße) befindet sich die Dietrich-Bonhoeffer-Kirche und die „Bruno-H.-Bürgel-Grundschule“. Mit ihrer Namensgebung und der der umgebenden Straßen wird diese Fläche im Nordwesten des Ortsteils westlich des Lichtenrader Damms und nördlich der Barnetstraße als „Dichterviertel“ im Sprachgebrauch der Lichtenrader bezeichnet. | Uhlandstraße |
| Warnitzer Straße (Lage)               | 0220                               | Warnitz (deutscher Name von Varnæs), Gemeinde in Dänemark | 28. Sep. 1935                 | Die Straße geht als Sackgasse nach Süden von der Goethestraße ab und endet an den Kleingärten der Bahnlandwirtschaft, die auf dem Gelände der Gleisanlage des vormaligen Güteraußenrings bestehen. 1943 sind 15 der 22 Grundstücke mit Wohnhäusern bebaut und zwei Sommerhäuser an der Ecke Fontanestraße sind vermerkt. Die Straße ist auf der Trasse der Straße 44 des Bebauungsplans angelegt worden. Die Namensgebung nach Warnitz in Nordschleswig, das nach einer Volksabstimmung vom Februar 1920 von Deutschland zu Dänemark kam, besaß in der NS-Zeit propagandistische Bedeutung gegen die „Schmach“ des Versailler Vertrags. Eine weitere Warnitzer Straße liegt in Hohenschönhausen. | Warnitzer Straße |
| Weberstraße (Lage)                    | 0160                               | Carl Maria von Weber (1786–1826), Komponist | vor 1922                      | Die Straße führt zwischen Beethoven- über die Brahmsstraße. Als Sackgasse geht sie noch nach Westen bis an den Lichtenrader Graben am Ostrand der Nachtbucht. Hier befindet sich eine zum Wendehammer erweiterte Parkfläche. Dieses heute bewaldete Gelände war damals bis zur Gemarkung Birkholz ebenfalls zur Besiedelung vorgesehen. | Weberstraße |
| Weilburgstraße (Lage)                 | 0750                               | Weilburg, Stadt in Hessen | vor 1922                      | Die Weilburgstraße liegt zwischen Alt-Lichtenrade (die Weißenthurmstraße verlängernd) und der Braunfelsstraße. Mit der Einrichtung ist sie die zentrale Straße für eine Siedlung Lichtenrade-Ost nordöstlich vom Dorfkern, die nach den Straßennamen als Taunusviertel geführt wird. Im Adressbuch 1922 ist sie in der Lage Berliner, Königstein-, Taunus-, Saalburg-, Kronthal-, Soden-, Braunfelsstraße, Gemarkung Klein- und Groß-Ziethen aufgeführt. Die Nordseite als verkaufte unbebaute Grundstücke und an der Südseite mit vier Wohnhäusern auf den Grundstücken 32–47 in Hufeisennummerierung. | Weilburgstraße |
| Weißenthurmstraße (Lage)              | 0150                               | Weißenthurm, Stadt in Rheinland-Pfalz | 1. Apr. 1970                  | Die Straße liegt zwischen Alt-Lichtenrade und Happestraße. Die Weißenthurmstraße ist eine Betonstraße mit zwei Gehwegen, die westlich zur Verlängerung der Weilburgstraße angelegt wurde und wohl zunächst unbenannt blieb. | Weißenthurmstraße |
| Werfelstraße (Lage)                   | 0230                               | Franz Werfel (1890–1945), Schriftsteller | 13. Feb. 1957                 | Die Werfelstraße liegt zwischen Simpsonweg und Geibelstraße in der Trasse der Straße 408 des Bebauungsplans. Sie liegt im Süden des Dichterviertels Lichtenrades, mit diesem Bezug wurde der Straßenname gewählt. | Werfelstraße |
| Wiesbadener Straße (Lage)             | 0660                               | Wiesbaden, Landeshauptstadt von Hessen | vor 1922                      | Die Straße liegt zwischen Töpchiner Weg und Braunfelsstraße. Im heute Taunusviertel genannten Siedlungsgebiet Lichtenrade-Ost liegt sie am Nordrand. 1921 sind zwei Grundstücke bebaut: an der Südostecke Königsteinstraße und an der Nordwestecke der Taunusstraße. An der südlichen Straßenseite Ecke Krontalstraße steht die die „Schule im Taunusviertel“ zwischen Wiesbadener und Homburgstraße. | Wiesbadener Straße westwärts ab Braunfelsstraße. |
| Wildauer Straße (Lage)                | 0340                               | Wildau, Stadt in Brandenburg | 11. Mai 1938                  | Die Straße erschließt die Wohnhäuser im Quartier Maffei- / Wünsdorfer / Elisabethstraße / Franziusweg in einem L-förmigen Verlauf (West nach Süd) zwischen Franziusweg und Elisabethstraße. Die Straße wurde bereits um 1922 als Luisenstraße angelegt, die 1930 als unbebaut an der Kaiserin-Augusta-Allee genannt ist. Im Adressbuch 1939 ist die Wildauer Straße zwischen Elisabethstraße und Straße 41b mit 13 bewohnten der 30 Grundstücke aufgeführt, die Grundstücke 27, 29, 31 sind als ausgefallen bezeichnet. 1938 sind weder Luisen- noch Wildauer Straße genannt. | Wildauer Straße, im Hintergrund als Charlottenstraße fortgeführt                                                                                             |
| Wittelsbacherstraße (Lage)            | 1040                               | Wittelsbacher, bayerisches Adelsgeschlecht | 2. Feb. 1915                  | Die Wittelsbacherstraße, zum Zeitpunkt der Namensgebung nach der Familie der Herrscher des Königreichs Bayern benannt, ist die südlich begrenzende Straße der geplanten Siedlung „Bayerisches Viertel“. Im Südosten der Straße ist die „Siedlung Baublock II“ zur Gemarkung Klein-Ziethen hin vorgesehen. Die Wittelsbacherstraße mit den Grundstücken 1–89a (ungerade) und 2–92 (gerade) liegt zwischen Kirchhainer Damm und Pechsteinstraße, weiter über diese als Sackgasse noch 140 Meter bis zur Stadtgrenze. Diese Sackgasse erschließt noch einige Mehrfamilienhäuser bis zum Waldstreifen, der heute auf dem Gelände der vormals hier stehenden Berliner Mauer gewachsen ist. Ein Fußweg führt zum Berliner Mauerweg und weiter zu der landwirtschaftlichen Nutzfläche, die auf Brandenburger Gebiet liegt. | Wittelsbacher Straße Ecke Pechsteinstraße · Bushaltestelle in der Wittelsbacherstraße                                                                        |
| Wolziger Zeile (Lage)                 | 0680                               | Wolzig, Ortsteil der Gemeinde Heidesee in Brandenburg | 12. Feb. 1935                 | Die Straße war 1889 als Richard-Wagner-Straße angelegt worden und wurde 1935 umbenannt. Zuvor gab es fünf Richard-Wagner-Straßen in verschiedenen Ortsteilen von Groß-Berlin, die 1935 alle bis auf die Charlottenburger umbenannt wurden. Im Adressbuch 1936 ist die Wolziger Zeile zwischen Dresdner Bahn und Gemarkung Birkholz (außerhalb von Berlin) verzeichnet, es münden linksseitig Lortzing-, Mozart-, Strauß- und rechts Hilbert-, Karl-, Krüger-, Paetsch-, Richter- und Rohrbachstraße. Es sind ein Drittel der 64 nummerierten Grundstücke bebaut und bewohnt, der andere Teil sind Baustellen oder Sommerhäuschen und Gärten. Heute sind die Grundstücke 1–63 (ungerade) und 2–64 (gerade) der Straße zugeordnet, die zwischen Lortzingstraße / Ecke Hilbert- / Mozartstraße und der Rohrbachstraße liegt. Ein Rad- und Fußweg setzt die Straße über die Stadtgrenze in den Mauerstreifen fort. Durch querstehende Leitplanken ist der Kraftverkehr blockiert. Die asphaltierte Straße ist mit teilweise größeren Siedlungshäusern bebaut und besitzt Gehwege und baumbestandene begrünte Randstreifen. Am Westende grenzt auf 180 Metern am südlichen Straßenrand die Nachtbucht. | Der Bahnübergang Wolziger Zeile · Kreuzung mit Lortzing-, Hilbert- und Mozartstraße                                                                          |
| Wünsdorfer Straße (Lage)              | 1360                               | Wünsdorf, Ortsteil der Stadt Zossen in Brandenburg | 11. Mai 1938                  | Die Straße liegt zwischen Schichauweg und Prinzessinnenstraße. Es ist eine mäßig befahrene Verbindungsstraße zwischen dem S-Bahnhof Lichtenrade und dem S-Bahnhof Schichauweg. Die Straße verläuft westlich parallel zur Bahnlinie und ist überwiegend mit Einfamilienhäusern bebaut. Zur Bahn hin stehen einige unauffällige Gebäude. Am Erich-Hermann-Platz gibt es in der Nähe einen großen Spielplatz. Die Straße war schon vor 1900 westlich an der Dresdner Bahn entlang als Kaiser-Friedrich-Straße angelegt worden, die Straße am (damals) Haltepunkt Lichtenrade besaß ihre Bedeutung zur Erschließung des Siedlungsgebiets Lichtenrade-Ost (Siedlung Baublock I), der Bahnhof Schichauweg bestand zu dieser Zeit noch nicht. | Wünsdorfer Straße an der Kreuzung mit der Prinzessinnen- und Hilbertstraße                                                                                   |
| Würzburger Straße (Lage)              | 0500                               | Würzburg, Stadt in Bayern | um 1915                       | Die Straße führt zwischen Beckmannstraße (Knick der Pechsteinstraße) über Aschaffenburger Straße und Siekeweg, über letzteren als Sackgasse bis an die Stadtgrenze. Hier endet die Straße und stößt auf den Berliner Mauerweg. Der vormalige Bereich der Berliner Mauer ist heute ein Waldstreifen, hinter dem auf Brandenburger Territorium Ackerland der Gemeinde Großziethen liegt. Der vormalige Teil der Würzburger Straße zwischen Alt-Lichtenrade und Beckmannstraße wurde zusammen mit einem Teil der Bayerischen Straße am 1. Februar 1969 in Pechsteinstraße umbenannt. Die Straße wurde mit der Projektierung des Bayerischen Viertels in Lichtenrade Süd trassiert und als nördliche Begrenzung des vorgesehenen Bebauungsgebiets eingerichtet. | Würzburger Straße, kurz vor der Stadtgrenze · Würzburger Straße                                                                                              |
| Zeißpfad (Lage)                       | 0740 (im Ortsteil)                 | Carl Zeiß (1816–1888), Unternehmer | 13. Juli 1934                 | Die Straße liegt zwischen Baldersheimer und Griembergweg, jedoch liegt die Ortsteilgrenze zwischen Baldersheimer- und Reichnerweg, sodass nur die Grundstücke 9–87 (ungerade) und 10–86 (gerade) zum Ortsteil gehören. Der nördliche Abschnitt liegt in Buckow. Der Zeißpfad liegt auf der Trasse von Straße 2 und Straße 39 des Bebauungsplans. Im Adressbuch von 1935 und 1936 ist er in der Übersicht dem Ortsteil Mariendorf zugeordnet, aber nicht im Namensteil verzeichnet. 1937 und 1938 ist Lichtenrade und seit 1939 sind Buckow und Lichtenrade als Ortsteile angegeben. Zwischen den bebauten Grundstücken sind weitere Grundstücke als Baustelle angegeben, was unbebaute, vergebene Grundstücke bezeichnet, insgesamt sind 19 von den vorhandenen 54 Grundstücken bebaut, wobei für Buckow Nummern freigehalten sind. | Berlin-Lichtenrade Zeißpfad |
| Zescher Straße (Lage)                 | 0270                               | Zesch am See, Gemeindeteil von Lindenbrück (Ortsteil der Stadt Zossen) in Brandenburg | 31. Aug. 1949                 | Die Straße liegt zwischen Bahnhof- und Haeselerstraße. Sie war bereits vor 1912 als Bismarckstraße angelegt worden, für diese ist 1922 im Adressbuch die Lage zwischen Bahnhof-, Goltz-, Kirchbachstraße, Moltkeplatz mit dem bebauten Grundstück am Moltkeplatz, das zur Moltkestraße gehört. | Geschäfte in der Zescher Straße, nahe der Bahnhofstraße |

## Einige geplante und ehemalige Straßen
In Lichtenrade wurde eine im Vergleich zu anderen Berliner Ortsteilen große Anzahl von Straßen umbenannt. Die Lage am Rande von Groß-Berlin, Lichtenrade wird erst ab 1922 im Adressbuch aufgeführt, die Umbenennung mehrfach in Berlin bestehender Straßennamen seit der Bildung von Groß-Berlin, die Änderung der Ortsteilgrenzen innerhalb des Verwaltungsbezirks sind dafür Ursachen. Im Südwesten von Lichtenrade, westlich der Eisenbahnlinie wurden die Siedlungen, wie Lichtenrade-West, auf vorher ungenutzten Ackerland errichtet, oder beim Ausbau und der Neuanlage von Straßen die bestehenden Ortsteilgrenzen, beispielsweise durch Nutzung der Marienfelder Feldmark, überschritten und im Nachhinein wurden die Straßenzüge einheitlich benannt. Oft waren die Straßen in Lichtenrade weniger oder noch nicht ausgebaut, sodass diese mit neuen Namen versehen wurden, während die ausgebauten Straßen gleichen Namens in zentraleren Ortsteilen unbeachtet von Umbenennungen blieben.
Im Jahr 1943 sind folgende Straßen noch ohne spezielle Benennung aber doch angelegt und bebaut: Straße 3, Straße 6a, Straße 8, Straße 10, Straße 13, Straße 20, Straße 20a, Straße 23, Straße 24, Straße 24a, Straße 26, Straße 32, Straße 32a, Straße 41, Straße 41a, Straße 41b, Straße 102 (unbebaut), Straße 144. Für 1930 waren es Straße A, Straße B, Straße 1, Straße 2, Straße 87, Straße 88, Straße 89, die als angelegt und mit Wohnhäusern bebaut notiert sind, hinzu kommen Straße 97, Straße 103 von der Steinstraße ab, jedoch unbebaut. Andere Straßen des Bebauungsplans wurden auch schon mit der Trassierung oder dem Anlegen benannt.
| Alte Namen                 | von           | bis           | umbenannt                        | Anmerkungen |
| -------------------------- | ------------- | ------------- | -------------------------------- | --- |
| Annenstraße                | 1925          | 9. Sep. 1931  | → Abendrotweg                    | Die Annenstraße verlief von der Wünsdorfer Straße zum Friedensweg. Der Name nimmt wohl Bezug auf Anna, die Mutter von Maria und Großmutter von Jesus. |
| Arndtstraße                | vor 1920      | 4. Aug. 1930  | → Lintruper Straße               | Am 12. April 1889 wurde die Verlängerung (Straße Nr. 27 c, Abt. II des Bebauungsplanes) ebenfalls Arndtstraße genannt. Namensgebend war der Schriftsteller Ernst Moritz Arndt (1769–1860). |
| Auerbachplatz              | nach 1925     | 16. Mai 1938  | → Ekensunder Platz               | Der Platz wurde zwischen 1925 und 1929 angelegt, im 1926er Adressbuch ist er schon aufgeführt. Berthold Auerbach (1812–1882), eigentlich Moses Baruch Auerbacher, Schriftsteller war namensgebend wie für die anliegende Straße und wurde 1938 ebenfalls auf Grund der jüdischen Herkunft des Schriftstellers umbenannt. |
| Auerbachstraße             | nach 1914     | 16. Mai 1938  | → Ekensunder Weg                 | Die Straße erhielt zwischen 1914 und 1921 ihren Namen. Berthold Auerbach (1812–1882), eigentlich Moses Baruch Auerbacher, Schriftsteller war der Namensgeber für die Straße südlich der Grimmstraße. 1938 wurde die Straße auf Grund der jüdischen Herkunft des Schriftstellers wie weitere Straßen nach jüdischen Persönlichkeiten am gleichen Tage umbenannt. Dabei bezog sich der neue Name auf einen Ort in Dänemark der nach der Volksabstimmung 1920 von Deutschland abgetrennt wurde. |
| Bayerische Straße          | 2. Feb. 1915  | 1. Feb. 1969  | → Pechsteinstraße → Bornhagenweg | Die Bayerische Straße verlief von der Dorfstraße (heute: Alt-Lichtenrade) bis zur Gemarkungsgrenze durch das (Lichtenrader) „Bayerische Viertel“. Ab 1963 wurden erhebliche Baumaßnahmen in dieser Region durchgeführt. 1969 wurde ein Abschnitt in Bornhagenweg und ein weiterer in Pechsteinstraße umbenannt. |
| Berliner Straße            | um 1921       | 31. Aug. 1949 | → Alt-Lichtenrade                | Sie führte im Straßenzug der Chaussee (heute B 96) zur Dorfstraße und ist nach der Richtung von nordwärts aus Lichtenrade nach Berlin benannt. Die Richtungsangabe führte bei der Bildung von Groß-Berlin zu 29 Berliner Straßen deren Anzahl bei verschiedenen Benennungsaktionen verringert wurde. Die Straßenführung wurde durch die Südliche Umgehungsstraße (heute: Lichtenrader Damm) westlich am Dorfkern vorbeigeführt, so wurde die Berliner Straße bei der Neugestaltung des Hauptstraßensystems in den südlichen Ortsteilen mit der Dorfstraße zu Alt-Lichtenrade zusammengeführt. |
| Bismarckstraße             | vor 1912      | 31. Aug. 1949 | → Zescher Straße                 | Die an der Lichtenrader Bahnhofstraße gelegene nach dem Reichskanzler Otto von Bismarck benannte Straße war eine von über 25 gleichnamigen Straßen in Groß-Berlin und wurde deshalb bei den umfangreichen Umbenennungen im Jahre 1949 an umgebende Straßennamen angepasst. |
| Blankenfelder Straße       | vor 1905      | 28. Feb. 1911 | → Lützowstraße                   | Der von Lichtenrade nach Süden Richtung Blankenfelde führende Landweg wurde beim Ausbau umbenannt. |
| Blücherstraße              | nach 1914     | 31. Aug. 1949 | → Horstwalder Straße             | Die Straße wurde beim Siedlungsausbau um den Dorfkern Lichtenrade nach Gebhard Blücher von Wahlstatt (1799–1875), preußischer Großgrundbesitzer und erbliches Mitglied des Preußischen Herrenhauses benannt. Da er in mehreren Berliner Vororten Namensgeber für Straßen war gab es in Groß-Berlin mehrere gleichnamige Straßen und der Straßenname wurde durch die Zusammenführung mit der Papestraße geändert. Wie bei der Bismarckstraße im Randortsteil, da hier der Ausbauzustand geringer als im Stadtzentrum war. |
| Blumenthalstraße           | vor 1922      | 31. Aug. 1949 | → Galluner Straße                | Die Straße wurde zwischen 1914 und 1922 nach dem Berliner Publizisten und Theaterleiter Oscar Blumenthal (1852–1917) benannt. Die Umbenennung erfolgte da es in Berlin seit 1920 mehrere gleichnamige Straßen gab. |
| Buckower Straße            | nach 1914     | 21. Juli 1960 | → Töpchiner Weg                  | Die Buckower Straße war auf der Karte von 1911 bereits namentlich zwischen der Dorfstraße in Buckow (heute: Alt-Buckow) und der Lichtenrader Dorfstraße eingezeichnet. Im Stadtplan von 1920 hieß der Abschnitt der Buckower Straße von der Dorfstraße (Buckow) bis zur Grenze Lichtenrade Lichtenrader Straße. Die Fortsetzung in Lichtenrade hieß zunächst weiterhin Buckower Straße. Sie wurde mit der Planung für die Buckower Baureservefläche (Gropiusstadt) zusammen mit der (geplanten) Fortführung geändert. |
| Bülowplatz                 | nach 1914     | 11. Mai 1938  | → Spirdingseestraße              | Der Platz, zwischen 1914 und 1925 im Zusammenhang mit der benachbarten Straße nach dem preußischen General Friedrich Wilhelm Bülow von Dennewitz (1755–1816), wurde 1938 – bei der Benennung der Spirdingseestraße – aufgehoben. |
| Bülowstraße                | nach 1914     | 11. Mai 1938  | → Spirdingseestraße              | Die Straße wurde zwischen 1914 und 1925 nach dem preußischen General Friedrich Wilhelm Bülow von Dennewitz (1755–1816) benannt. Es gab mehrere Bülowstraßen in Berlin, von denen die Lichtenrader auf Grund des geringen Ausbaustandes 1938 in einem Akt mit weiteren Straßen umbenannt wurde, um die Eindeutigkeit von Straßennamen in Groß-Berlin zu verbessern. Die Straße war anfangs durchgehend bis zur Chaussee (heute: Kirchhainer Damm) vorgesehen und der westliche Anschluss war in Lichtenrade Süd als Bülowplatz projektiert. |
| Bürgerstraße               | nach 1914     | 10. Apr. 1933 | → Feldstedter Weg                | Die Straße wurde zwischen 1914 und 1925 nach dem Dichter Gottfried August Bürger (1747–1794) benannt, im nach Schriftstellern benannten Siedlungsgebiet im Norden des Ortsteils angelegt. |
| Chausseestraße             | vor 1900      | 31. Aug. 1949 | → Mariendorfer Damm              | Der Name der Chaussee zwischen Mariendorf und Lichtenrade (Berlin-Zossen) war (im Gegensatz zur östlich von Buckow verlaufenden Chaussee) als Straße benannt. Die Umbenennung 1949 erfolgte im Zuge der gesamten Änderung der Straßensituation in den südlichen Teltow-Vororten. |
| Dorfstraße                 | 13. Jhd.      | 31. Aug. 1949 | → Alt-Lichtenrade                | Die Straße im Angerdorf Lichtenrade wurde 1949 im Rahmen der Ablösung der mehrfachen Dorfstraßen in den Ortsteilen von Berlin durch den Vorsatz des Präfix Alt- vor den Namen des Ortsteils aufgelöst. |
| Erlanger Straße            | vor 1922      | 20. Juli 1938 | → Pasinger Straße                | Die Erlanger Straße lag ursprünglich von der Kaiser-Wilhelm-Straße (heute: Kirchhainer Damm) über die Augsburger Straße hinweg. Der Verlauf der Erlanger Straße wurde durch Baumaßnahmen um 1938 in einem Bogen nördlich zur Wittelsbacher Straße geführt, die Rothenburger Straße wurde dabei in die Pasinger Straße einbezogen, nachdem der ursprüngliche Name wegen einer gleichnamigen Straße in Neukölln entfallen war. |
| Fichtestraße               | vor 1920      | 20. Juli 1938 | → Rotenkruger Weg                | Vorher Straße 10 des Bebauungsplans wurde sie mit den umliegenden Straßen ebenfalls nach einem Schriftsteller der Weimarer Klassik, dem Philosophen Johann Gottlieb Fichte (1762–1814) benannt. Der in Berlin siebenfach vorhandene Straßenname wurde in Lichtenrade 1938 umbenannt. |
| Frankfurter Straße         | nach 1923     | 21. Apr. 1932 | → Griembergweg                   | Die Straße parallel zur Potsdamer Straße wurde im Bereich der Gartenstadtsiedlung Block III im Lichtenrader Norden angelegt. Sie liegt nach dem Adressbuch 1932 zwischen Berliner und Landsberger Straße, teilweise zwischen Ackerland, teilweise erst unvergebene Parzellen und lediglich fünf bebauten Grundstücken, sodass die Umbenennung zu Ehren des 1928 verstorbenen Lokalpolitikers Griemberg (Bezirksvorsteher von Tempelhof, Kirchenältester und -kassenrendant in Lichtenrade) erfolgte. |
| Gellertstraße              | vor 1922      | 23. Jan. 1931 | → Halker Zeile                   | Die Parallelstraße zur Schillerstraße wurde nach dem Dichter Christian Fürchtegott Gellert (1715–1769) benannt. Dieser Straßenname im Randortsteil wurde zu Gunsten der zentraler gelegenen Gellertstraßen 1931 im Rahmen der Verbesserung der Eindeutigkeit Berliner Straßen aufgegeben. |
| Gerhardtstraße             | vor 1922      | 28. Sep. 1935 | → Rackebüller Weg                | Die Straße ist nach dem Kirchenlieddichter und Theologen Paul Gerhardt (1607–1676) benannt. Sie liegt im Norden des Ortsteils, wo es mehrere nach Schriftstellern benannte Straße gibt, von denen einige umbenannt wurden. Die Gerhardt- und die Rückertstraße wurden 1935 zusammengeführt und in Rackebüller Weg umbenannt. |
| Goebenstraße               | vor 1922      | nach 1932     | aufgehoben                       | Die Goebenstraße, benannt nach August Karl von Goeben (1816–1880), preußischer General, verlief zwischen Goltz- und Paplitzer Straße (früher: Kaiserstraße). 1935 befand sich zu der Zeit bereits ein Friedhof und sie war teilweise überbaut worden. |
| Grimmplatz                 | vor 1922      | nach 1937     | aufgehoben                       | Im amtlichen Übersichtsplan vom 1. Januar 1922 ist der Grimmplatz, benannt nach den Germanisten und Märchensammlern Brüder Grimm aufgeführt. Zwischen 1937 und 1938 wurde der Name vermutlich eingezogen, da die Grimmstraße zur Marienfelder Straße verlängert worden war. Der Grimmplatz lag einst an Marienfelder/Nuthestraße. |
| Großbeerenstraße           | 19. Jhd.      | 1904          | → Horstwalder Straße             | Namensgebend und passend zu den umgebenden Straßen ist die Gemeinde Großbeeren (heute: Landkreis Teltow-Fläming) bekanntgeworden durch die Schlacht bei Großbeeren 1813. Der aus der Innenstadt kommende noch heute so benannte Großbeerenstraße (außerhalb des Ortsteils) wurde die größere Bedeutung beigemessen. |
| Hebbelstraße               | vor 1922      | 12. Jan. 1932 | → Kettinger Straße               | Die Straße wurde in der Siedlung im Norden Lichtenrades mit weiteren nach Schriftstellern benannten Straßen nach dem Dramatiker Friedrich Hebbel (1813–1863). Auch wurde die mehrfach in Berlin bestehenden Straßen mit gleichen Namen wie Straßen der Umgebung umbenannt. |
| Heimweg                    | um 1918       | 9. Sep. 1931  | → Abendrotweg                    | Der Heimweg verlief vom Franziusweg zum Friedensweg. Er wurde in der Siedlung Block I (einer Kriegersiedlung nach neuen Aspekten) angelegt, der Straßenname bezieht sich hierbei auf Heimstatt, einem Synonym für Wohnung und Unterkunft. Mit der Änderung der Straßenführung wurde er mit der Annenstraße zusammengefasst und umbenannt. |
| Humboldtplatz              | vor 1922      | vor 1925      | aufgehoben                       | Im amtlichen Übersichtsplan vom 1. Januar 1922 ist dieser Platz als Schmuckplatz in der hier neu angelegten Siedlung ausgewiesen. Die Fläche wurde jedoch bebaut. Er befand sich zwischen Humboldt-, Lessing- und Uhlandstraße und wurde wohl beim Ausbau der Siedlung nicht ausgeführt. Die Namensgebung nach dem Wissenschaftler Alexander von Humboldt (1769–1859) erfolgte auf die Humboldtstraße bezogen. |
| Kaiser-Friedrich-Platz     | 24. Juni 1893 | 11. Mai 1938  | → Wünsdorfer Straße              | Vorher Platz E der Abteilung II des Bebauungsplans lag er zwischen Elisabeth- und Blohmstraße, an der Kaiser-Friedrich-Straße (heute: Wünsdorfer Straße) nahe am S-Bahn-Gelände. 1938 wurde der Name gelöscht. |
| Kaiser-Friedrich-Straße    | vor 1900      | 11. Mai 1938  | → Wünsdorfer Straße              | Die für die Erschließung des Siedlungsgebietes Lichtenrade West wichtige Straße entlang der S-Bahnstrecke zwischen den beiden Bahnhöfen erfolgte nach dem 1888 verstorbenen Kaiser Friedrich III. |
| Kaiserin-Augusta-Straße    | nach 1906     | 11. Mai 1938  | → Rangsdorfer Straße             | Die Straße wurde nach der Gemahlin des Kaisers Wilhelm I. Augusta von Sachsen-Weimar-Eisenach (1811–1890) im Bereich von Prinzessinnen- und Hohenzollernstraße benannt. Die Richterstraße und die Kaiserin-Augusta-Straße wurden 1938 zusammengeführt und in Rangsdorfer Straße umbenannt. |
| Kaiserplatz                | vor 1913      | um 1914       | → Hohenzollernplatz              | Der ursprüngliche Kaiserplatz (mit Bezug auf den Deutschen Kaiser) war für Lichtenrade West als Schmuckplatz vorgesehen, der Name wurde jedoch zu Gunsten des gleichnamigen Platzes in Lichtenrade Ost aufgegeben. |
| Kaiserstraße               | um 1908       | 31. Aug. 1949 | → Paplitzer Straße               | Die als Hauptstraße in Lichtenrade Ost projektierte Straße wurde zur Ehrung des Deutschen Kaisers allgemein benannt, da Wilhelm und Friedrich bereits im Vorort Lichtenrade vergeben waren. Die Mehrdeutigkeit des Straßennamens in Berlin führte 1949 zur Umbenennung. |
| Kaiser-Wilhelm-Straße      | vor 1902      | 31. Aug. 1949 | → Kirchhainer Damm               | Zur Ehrung des 1888 verstorbenen Kaisers Wilhelm I. (Friedrich Ludwig Wilhelm) wurde die durch Lichtenrade führende Chaussee (heute B 96) benannt, im Rahmen der bezirksweiten Benennung der Chausseen im Süden Berlins erfolgte die Umbenennung. |
| Kantstraße                 | vor 1914      | 23. Jan. 1931 | → Krusauer Straße                | Die Straße 89 wurde nach dem Philosophen Immanuel Kant (1724–1804) beim Anlegen im Norden des Ortsteils benannt und musste wegen der Mehrdeutigkeit des Namens in Groß-Berlin dem schleswigen (dänischen) Ort als Namensgeber weichen. |
| Klein-Beerener-Straße      | vor 1908      | 1911          | → Goltzstraße                    | Es ist der historische Landweg zwischen Lichtenrade und Klein-Beeren, mit dem Ausbau wurde der städtischere Name nach General Goltz vergeben. |
| Klein-Ziethener-Straße     | vor 1900      | um 1915       | → Pechsteinstraße                | Die Straße ist unter diesem Namen der Landweg vom Dorf Lichtenrade zum südöstlichen Nachbarort Klein-Ziethen. Die Umbenennung erfolgte mit der Planung des Bayerischen Viertels, wobei durch die ausgeführte Bebauung auf dieser Trasse heute die Pechsteinstraße liegt. |
| Kleiststraße               | vor 1922      | 31. Aug. 1949 | → Saalower Straße                | Die Straße im Lichtenrader Norden wurde nach dem Dramatiker und Lyriker Heinrich von Kleist (1777–1811) und auch hier erfolgte eine Umbenennung, da es im Berliner Zentrum auch eine Kleiststraße gab. |
| Königin-Augusta-Allee      | vor 1922      | um 1930       | entfallen                        | Sie war nördlich der Rangsdorfer Straße zwischen Elisabeth- und Maffeistraße in Lichtenrade West vorgesehen, blieb unbebaut und fiel zwischen 1929 und 1930 fort. Benannt war sie nach Augusta von Sachsen-Weimar-Eisenach (1811–1890), Königin von Preußen und als Ehefrau Kaiser Wilhelms I. Deutsche Kaiserin. |
| Leopoldstraße              | vor 1922      | 31. Aug. 1949 | → Galluner Straße                | Sie war benannt nach Leopold I., Fürst von Anhalt-Dessau (gen. der Alte Dessauer) (1676–1747). Die Umbenennung erfolgte ebenfalls um die Mehrdeutigkeit von Berliner Straßennamen zu verringern. |
| Lindenallee                | vor 1922      | um 1933       | entfallen                        | Die Lindenallee verlief von der Bayerischen Straße über die Buchenallee bis zur Gemarkung Großziethen und war 1929 noch unbebaut. Sie fiel zwischen 1932 und 1935 fort. |
| Lindenstraße               | vor 1922      | nach 1932     | → Münchener Straße               | Die Lindenstraße wurde zwischen 1918 und 1922 benannt. Sie war die Verlängerung der Münchener Straße und wurde zwischen 1932 und 1935 in diese einbezogen. |
| Lisztstraße                | vor 1922      | 24. Aug. 1936 | → Löwenbrucher Weg               | Die nach Franz Liszt (1811–1886), Komponist, benannte Straße in der ‚Komponistensiedlung‘ zwischen Bahnstrecke und Nachtbucht wurde 1938 wegen der Mehrdeutigkeit des Straßennamens seit der Bildung von Groß-Berlin, wie weitere umliegende ‚Musiker‘-Straßen nach Brandenburger Orten umbenannt. |
| Lützowplatz                | vor 1923      | nach 1938     | entfallen                        | Der Lützowplatz existierte noch 1938 und war nach Freiherr Ludwig Adolf Wilhelm von Lützow (1782–1834), preußischer General des Lützowsches Freikorps, benannt. Der Platz befand sich an der Mündung der heutigen Paplitzer Straße auf die Lützowstraße trifft. Er war wohl als Schmuckplatz geplant, aber wurde nicht ausgeführt. |
| Luisenstraße               | um 1922       | 11. Mai 1938  | → Wildauer Straße                | Die Straße in Lichtenrade West nahe der Prinzessinnen- und Hohenzollernstraße ist nach Luise von Preußen (1838–1923) einem Mitglied des Hauses Hohenzollern benannt. Der Grund der Umbenennung im Mai 1938 ist die Häufigkeit dieses Straßennamens, insbesondere im Berliner Zentrum und der Wille der Behörde die Mehrdeutigkeiten von Berliner Straßennamen zu beheben. |
| Mansteinstraße             | vor 1922      | 11. Mai 1938  | → Spirdingseestraße              | Benannt nach Gustav von Manstein (1805–1877), preußischer General der Infanterie, wurde die Lichtenrader Straße zu Gunsten des Erhalts der Mansteinstraße in Berlin W umbenannt. |
| Manteuffelstraße           | vor 1922      | 31. Aug. 1949 | → Klausdorfer Weg                | Wie andere nach preußischen Militärs benannte Lichtenrader wurde auch diese nach Edwin von Manteuffel (1809–1885), Generalfeldmarschall und erster kaiserlicher Statthalter von Elsaß-Lothringen, benannte zu Gunsten der in zentralen Ortsteilen liegenden und ausgebauteren gleichnamigen Straßen neu benannt, zumal der Straßenname im Verwaltungsbezirk Tempelhof doppelt war. |
| Mendelssohnstraße          | vor 1922      | vor 1925      | nicht ausgeführt                 | Die geplante Straße ging von der Richard-Wagner-Straße (heute: Wolziger Zeile) ab und war in der Musikersiedlung nach dem Komponisten Felix Mendelssohn Bartholdy (1809–1847) benannt, wurde aber nicht ausgeführt und deshalb als Straßenname eingezogen. |
| Meyerbeerstraße            | vor 1887      | 16. Mai 1938  | → Egsdorfer Weg                  | Die Straße ist nach dem Komponisten Giacomo Meyerbeer (1791–1864), (eigentlich Jacob Liebmann Meyer Beer) benannt und wurde wegen seiner jüdischen Herkunft mit anderen Straßen im Mai 1938 umbenannt. |
| Moltkeplatz                | nach 1923     | 1. März 1969  | → Rehagener Platz                | Der Platz erhielt zwischen 1923 und 1925 seinen Namen nach Helmuth Karl Bernhard von Moltke (1800–1891), „Moltke der Ältere (d. Ä.)“, preußischer Generalfeldmarschall. Die Umbenennung erfolgte offensichtlich mit Bezug auf die gleichzeitige Änderung des Namens der anliegenden Moltkestraße. |
| Moltkestraße               | vor 1921      | 1. März 1969  | → Rehagener Straße               | Die Moltkestraße nach dem preußischen General Helmuth Karl Bernhard von Moltke (1800–1891) benannt, gab es mit der Bildung von Groß-Berlin im Jahre 1922 in 16 Ortsteilen, sodass die Umbenennung 1969 im Rahmen der Verringerung gleichnamiger Straßennamen in Berlin erfolgte. |
| Papestraße                 | 1904          | 31. Aug. 1949 | → Horstwalder Straße             | Namensgebend war der Jurist Heinrich Eduard von Pape (1816–1888) auf Grund seiner Bedeutung bei der Bildung des Norddeutschen Bundes. Die Blücherstraße und die Papestraße wurden 1949 in Horstwalder Straße umbenannt, angepasst an die umgebenden Straßen. |
| Parkweg                    | vor 1922      | 20. Okt. 1932 | → Maffeistraße                   | Der Parkweg war als Straße in der als Gartenstadt geplanten Siedlung angelegt worden, wurde aber beim Ausbau der Straße 1932 in die Maffeistraße (die auf Marienfelder Flur bereits benannt war) einbezogen. |
| Reuterstraße               | nach 1923     | 11. Apr. 1969 | → aufgehoben                     | Die Straße erhielt zwischen 1923 und 1925 ihren Namen nach dem Dichter und Schriftsteller der niederdeutschen Sprache Fritz Reuter. Die Reuterstraße lag zwischen Dorfstraße und Südlicher Umgehungsstraße. 1943 lag ein Holzplatz und ein Wohnhaus, neben unbebauten Grundstücken an der Straße. Im Zusammenhang mit der Umgestaltung der Kreuzung der Barnet-/Groß-Ziethener Straße und Lichtenrader Damm wurde die Reuterstraße aufgehoben, der Straßenzug wurde Teil der Groß-Ziethener Straße und ging zum anderen in der verlegten Barnetstraße auf. |
| Richard-Wagner-Straße      | 1889          | 12. Feb. 1935 | → Wolziger Zeile                 | Der Komponist Richard Wagner (1813–1883) war namensgebend für die Straße in Lichtenrade, die es allerdings gleichnamig in fünf weiteren Ortsteilen gab, sodass sie im Ortsteil 1935 umbenannt wurde, um die Mehrdeutigkeit Berliner Straßennamen zu verringern. Zumal die Straße 1922 noch unbebaut ist. |
| Richterstraße              | um 1913       | 11. Mai 1938  | → Rangsdorfer Straße             | Die Richterstraße und die Kaiserin-Augusta-Straße wurden 1938 zusammengeführt und in Rangsdorfer Straße umbenannt. Der Straßenname geht auf August Ferdinand Richter (1822–1903) der als lokale Persönlichkeit Mitglied des Preußischen Abgeordnetenhauses und ein Freund des Kulturministers Adalbert Falk war, an dessen Schulgesetzen er maßgeblich mitgearbeitet hat. Für 1922 ist die Richterstraße im Adressbuch zwischen Kaiserin-Augusta- und Richard-Wagner-Straße aufgeführt, die Prinzessinnen- und Hohenzollernstraße kreuzend, wobei zehn von den notierten 35 Grundstücken (teilweise mit Mehrfamilienhäusern) bebaut und bewohnt sind. |
| Riedingstraße              | 4. Aug. 1930  | 13. Feb. 1957 | → Riedingerstraße                | Die Straße 87 nach Bebauungsplan wurde 1930 nach dem Unternehmer August Riedinger (1845–1919), der an der Entwicklung lenkbarer Luftschiffe arbeitete, benannt. Die Korrektur des Straßennamens nach dem Familiennamen erfolgte 1957. |
| Roonstraße                 | vor 1900      | 1. Mai 1969   | → Mellener Straße                | Die Straße wurde nach dem preußischen General und Minister Albrecht von Roon (1803–1879) benannt, der gemeinsam mit Bismarck seine Popularität erreichte und dessen Name in zehn Berliner Vororten (die mit der Bildung von Groß-Berlin Ortsteile wurden) Vorlage für Straßennamen war. Im Zuge der Beseitigung von Mehrdeutigkeiten bei Berliner Straßen wurde die Lichtenrader Straße umbenannt. |
| Rothenburger Straße        | vor 1922      | 20. März 1939 | → Pasinger Straße                | Die Straße wurde im „Bayerischen Viertel“ benannt nach Rothenburg ob der Tauber (heute: Landkreis Ansbach, Freistaat Bayern) projektiert. Durch Baumaßnahmen in diesem Gebiet wurde die Erlanger Straße (heute: Pasinger Straße) in ihrer Trassenführung verändert, dabei wurde auch die Rothenburger Straße in die Pasinger Straße einbezogen. Der Straßenname wurde 1939 aufgehoben. |
| Rückertstraße              | vor 1925      | 28. Sep. 1935 | → Rackebüller Weg                | Die Straße wurde beim Anlegen der Siedlung im Norden des Ortsteils zwischen 1923 und 1925 nach dem Dichter und Orientalisten Friedrich Rückert (1788–1866) benannt. Der Straßenname bestand auch in Berlin C, Charlottenburg, Cöpenick, Steglitz und wurde zur Vereinheitlichung der Groß-Berliner Straßennamen 1935 in Lichtenrade bei der Zusammenführung von Gerhardt- und Rückertstraße geändert. |
| Saalburgstraße             | vor 1922      | 13. Feb. 1957 | → Rennsteig                      | Das Kastell Saalburg bei Dornholzhausen (Bad Homburg), ein Römerkastell am Limes im Hochtaunus, war namensgebend für diese Straße im ‚Taunusviertel‘. Eine gleichnamige Straße im Ortsteil Tempelhof (gleicher Bezirk) war Anlass zur Umbenennung. Dabei wurde wohl von der Behörde die thüringische Stadt Saalburg an der Saale unterstellt, sodass für den neuen Straßennamen der historische Fernweg Rennsteig (der Weitwanderweg in Thüringen) gewählt wurde. |
| Schubertstraße             | nach 1925     | 24. Aug. 1936 | → Löwenbrucher Weg               | Der österreichische Komponist Franz Schubert (1797–1828) war namensgebend für diese Straße im Südwesten Lichtenrades (Komponisten-Musikerviertel). Beim Ausbau der Siedlung wurde allerdings diese zwischen 1925 und 1929 benannte Straße (ab Lortzingstraße unbebaut) mit der Lisztstraße (zwischen Lortzingstraße und „Berl.-Dresdn. Eisenbahn“ mit neun bewohnten Häusern) als südlichste Straße in Lichtenrade West zusammengeführt und neu benannt. |
| Schwerinstraße             | vor 1922      | 11. Mai 1938  | → Spirdingseestraße              | Der preußische Generalfeldmarschall (unter Friedrich II.) Kurt Christoph von Schwerin (1684–1757) gab der Straße den Namen, auch in Berlin W, Mariendorf und Zehlendorf war er namensgebend, sodass diese Mehrdeutigkeit neben anderen Fällen im Mai 1938 durch Umbenennen beseitigt wurde. |
| Sophienplatz               | vor 1925      | 11. Mai 1938  | → aufgehoben                     | Der Platz am nördlichen Rand des „Prinzessinnenviertels“ ist nach der Schwester der letzten Deutschen Kaiserin Louise benannt, er lag laut Adressbuch 1935 zwischen Kaiser-Friedrich-Straße (heute: Wünsdorfer Straße) und Grenzweg (heute: Maffeistraße) und ist noch 1939 vermerkt als mit einem Mehrfamilienhaus bebaut. Infolge der Veränderung von Fluchtlinien wurde der Name eingezogen und der Platz aufgehoben, im Adressbuch 1940 steht der Vermerk: „s. Wünsdorfer Straße“. |
| Straße 40                  | nach 1940     | 15. Juli 2025 | → Ottilie-Ehlers-Kollwitz-Straße | Die von der Groß-Ziethener Straße in südlicher Richtung abzweigende Straße wurde 2025 umbenannt. |
| (Südliche) Umgehungsstraße | nach 1930     | 31. Aug. 1949 | → Lichtenrader Damm              | Die Umgehungsstraße wurde zur westlichen Umgehung des Dorfkerns Lichtenrade angelegt und entlastete die Berliner Straße und die Dorfstraße (beides heute: Alt-Lichtenrade), da sie den Ortskern umgeht ist der Name begründet. 1932 mit einem Wohnhaus ist sie zwischen Berliner und Goltz-/ Bahnhof-/ Dorfstraße erstmals im Adressbuch angegeben. Im Adressbuch 1935 ist die Südliche Umgehungsstraße mit dem Verlauf Goltz-/ Bahnhofstraße, Dorfstraße, Marienfelder, Grimm-, Goethestraße angegeben, wobei sie teilweise durch Ackerland führt, als Grundstücke sind (ohne Nummerierung) vier Wohnhäuser vermerkt. Gleicher Eintrag, ergänzt durch mehrere Sommerhäuser, für 1942. 1949 wurde die Straße in das reguläre Straßensystem im Süden Berlins einbezogen und die Straßennamen neu gewählt.                                                                                      |
| Viktoriastraße             | vor 1922      | 13. Feb. 1957 | → Blohmstraße                    | Die Viktoriastraße ist im Adressbuch 1943 zwischen Wünsdorfer Straße/ Prinz-Heinrich-Straße und der Gemarkung Marienfelde verzeichnet, mit der Ausdehnung der Siedlung Lichtenrade West über die Gemarkungsgrenze in die Marienfelder Feldmark hinein war die fortsetzende Straße im Nachbarvorort als Blohmstraße angelegt worden. 1957 wurde innerhalb des Bezirks Tempelhof die Viktoriastraße in die Blohmstraße einbezogen. 1932 gab es 17 Viktoriastraßen in Berliner Ortsteilen und 1943 noch zwölf. Der Straßenname geht auf die deutsche Kaiserin Victoria (Kaiserin Friedrich) zurück. |
| Voßstraße                  | um 1920       | 1936          | → Schottburger Straße            | Die nach dem Dichter Johann Heinrich Voß (1751–1826) benannte Straße lag im Norden des Ortsteils. Die Straße kam bei der Bildung von Groß-Berlin vom Vorort auf Berliner Stadtgebiet, wo es in Berlin W 8 bereits eine Straße dieses Namens gab. Die Straße im Ortsteil ist von der Uhlandstraße ab noch unbebaut, für 1935 ist die Straße noch zwischen Berliner, Lintruper, Gerhardt- und Humboldtstraße verzeichnet und mit vier Wohnhäusern bebaut. Zwischen Berliner und Lintruper Straße ist sie 1935 unbebaut, ein Abschnitt der 1936 nicht mit in Schottburger Straße benannt wurde. |
| Waldweg                    | vor 1922      | 31. Aug. 1949 | → Franziusweg                    | Mit dem Anlegen der als Gartenstadt geplanten Siedlung wurde für die Namensgebung dieser Siedlungsstraße Wald als (symbolische) Vorlage gewählt. Nach dem Adressbuch 1922 ist der Waldweg zwischen Park-, Heim- und Grenzweg mit seinen Grundstücken 1–28 und 29–64 (fortlaufend) vollständig bebaut und bewohnt. Immerhin gab es in Berlin 1932 in 19 Ortsteilen Waldweg/-straße als Straßenname, sodass beim Neuordnen der Ortsteilgrenzen innerhalb des Bezirks der Waldweg von der Maffeistraße zum Grenzweg 1949 in den Franziusweg (auf zuvor Marienfelder Seite) einbezogen wurde. |
| Werderstraße               | vor 1922      | nach 1961     | aufgehoben                       | Die Werderstraße führte nördlich der Kirchbachstraße in Richtung Friedhof. Die Straße ist im 1922 Adressbuch genannt und noch im Adressbuch 1942 aufgeführt, aber immer noch als unbebaut. Sie wurde Anfang der 1960er Jahre aufgehoben. Der Name wurde nach dem preußischen General August von Werder (1808–1887) gewählt, wie weitere preußische Generäle umgebenden Straßen namensgebend waren. |
| Wilhelmstraße              | nach 1914     | 31. Aug. 1949 | → Briesingstraße                 | Namensgeber der Straße ist Wilhelm II. (Friedrich Wilhelm Viktor Albert), der residierende Deutsche Kaiser als die Straße östlich entlang der Bahnstrecke eingerichtet wurde, der Name Kaiser-Wilhelm-Straße war schon für die benannte Chaussee vergeben. Im Adressbuch 1922 ist die Straße zwischen Luther-, Marienfelder, Bahnhof-, Goltz-, Manteuffelstraße verzeichnet, (was heute den Bereich der Nuthestraße enthält), allerdings liegt an der Straße nur eine Pumpstation der Gemeinde Lichtenrade zwischen Bahnhof- und Marienfelder Straße (nördlich der heutigen Lage). Für 1942 ist die Wilhelmstraße nur noch zwischen Bahnhof- über Haeseler- und Goltzstraße notiert, ausgebaut sind 15, 17, 19 und 32 und insbesondere die Grundstücke 2/4 mit der St. Elisabeth-Stiftung, Haus 6 das Kinderkrankenhaus und auf Grundstück 8–30 die Gärtnerei des Katholischen Krankenhauses. |
| Winterfeldtstraße          | vor 1920      | 31. Aug. 1949 | → Saalower Straße                | Die Kleist- und die Winterfeldtstraße wurden 1949 zur Saalower Straße zusammengeführt. Namensgebend war der preußische General Hans Karl von Winterfeldt (1707–1757) nachdem (beispielsweise) 1932 allerdings auch Straßen in Schöneberg und Zehlendorf benannt waren. |

## Weitere Örtlichkeiten von Lichtenrade

### Kleingartenkolonien
- BLW Güteraußenring (Fontane- / Schillerstraße, Lage), Gartenkolonie[74] mit 122 Parzellen auf 37.078 m² Bahngelände. Die Anlage unterteilt sich im Ortsteil in die Unterabteilungen 2, 3, 4, 5, 6 und 7 mit den Straßennummern 16160 bis 16165. Diese Gartenanlagen befinden sich auf dem Gelände des Güteraußenringes.[36]
- BLW Unterbezirk Lichtenrade Gruppe Nuthestraße (RBS: 16166, Nuthestraße 24–57, Lage), Gartenkolonie[74] mit 60 Parzellen auf 27.368 m² Bahngelände.
- BLW Wünsdorfer Straße (Wünsdorfer Straße 41–97, Lage), Gartenkolonie[74] mit 32 Parzellen auf 10.338 m² Bahngelände.
- Gartenheimsiedlung Grenzland (Kettinger Straße/Föttingerzeile, Lage), eine Kolonie mit 45 Parzellen auf 25.621 m², die seit der Ummarkierung am 12. November 1990 (Nr. 05956) als „Gartenheimsiedlung“ nicht dem Bundeskleingartengesetz unterliegt.
- KGA Märkische Heide (Kirchhainer Damm 67–69, Lage), eine Dauerkleingartenkolonie[75] mit 51 Parzellen auf 29.866 m² landeseigenem Pachtland.
- KGA Wiesengrund (Lichtenrader Damm 130, Lage), eine Dauerkleingartenkolonie[75] mit 40 Parzellen auf 12.290 m² landeseigenem Pachtland.

### Parks und Grünflächen

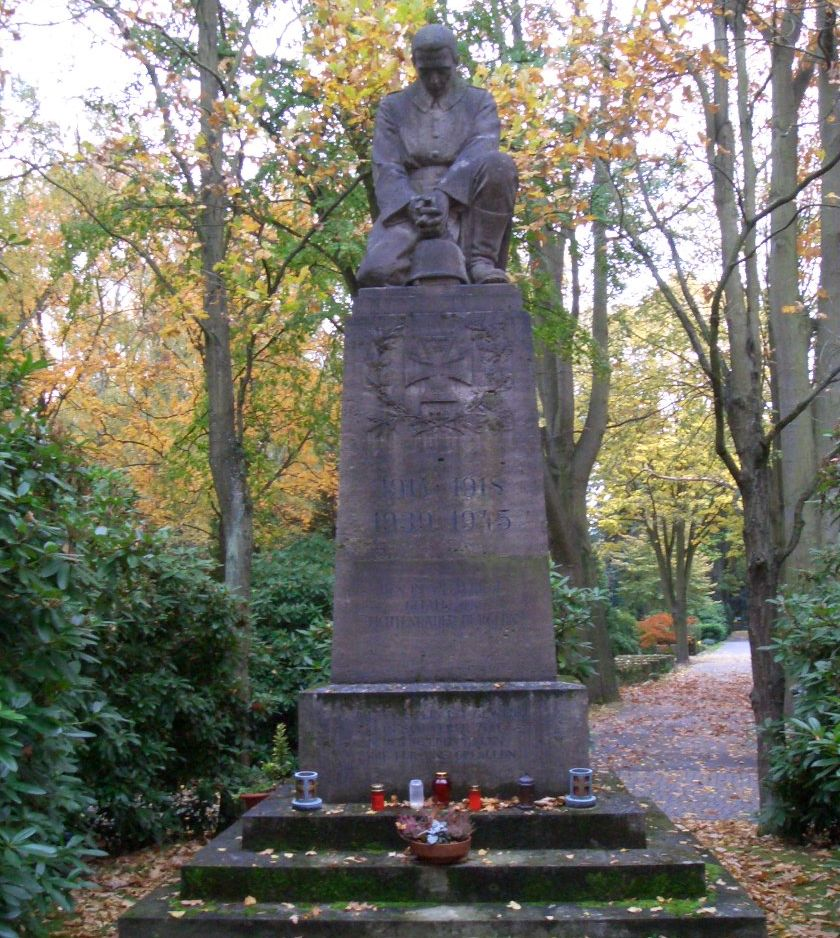
Friedhof Lichtenrade. Kriegerdenkmal von Heinrich Mißfeldt

Mehrere in der obigen Liste genannten Plätze besitzen auf Grund der Begrünung und der Größe einen parkartigen Charakter und unterscheiden sich dadurch von Stadtplätzen, wie sie in der Innenstadt bestehen.
- Volkspark Lichtenrade (Lage) wurde als Park aus dem Nichts von ehrenamtlichen Helfern erschaffen. Hier stehen der „Kaiserberg“ und der „Kleine Arber“, wegen der Partnerschaft mit dem Landkreis Cham im Bayerischen Wald sind angelegte Wege nach dieser Gegend in Bayern benannt worden. Der Landkreis Cham hat geholfen und spendet immer noch jährlich den Weihnachtsbaum, der vor dem Rathaus Tempelhof für eine gepflegte Weihnachtsstimmung sorgt.[18]
- Kirchhof Lichtenrade (Lage)
- Giebelpfuhl (Lage) in der Dorfaue, wobei die Straße Alt-Lichtenrade um diese Grünfläche auf beiden Seiten herumführt.
- Wäldchen am Kirchhainer Damm (Lage), dieser Park gehört organisatorisch zum Düppeler Forst und untersteht dadurch der Forstverwaltung.
- Nachtbucht (Lage)
- Grünfläche an der Barnetstraße, die amtlich als Grünfläche, aber nicht als Park klassifiziert ist.